# Lijst van leden van het Belgisch Parlement
Dit is een alfabetische lijst van leden van het Belgische Parlement, Kamer van volksvertegenwoordigers (1831 tot heden) en Senaat (1831 tot 2014).

## Evolutie
Vanaf 1831 tot aan de staatshervormingen van het laatste kwart van de twintigste eeuw, was het duidelijk wie als parlementslid een mandaat had. Men werd verkozen tot volksvertegenwoordiger of tot senator (al dan niet rechtstreeks, provinciaal of nationaal gecoöpteerd).
Het is naar aanleiding van die staatshervormingen ingewikkelder geworden. Zowel in Kamer als Senaat blijven ministers niet langer hun parlementair mandaat uitoefenen, maar worden automatisch door een opvolger vervangen. Zodra ze hun ministerambt verlaten worden ze weer lid van het parlement en verdwijnt hun opvolger. Anderzijds worden sommige personen, omwille van hun electorale kracht, op de lijst geplaatst en verkozen, maar zonder het mandaat op te nemen (bijvoorbeeld omdat ze verkiezen in een gewestparlement te blijven zetelen) en derhalve niet eens de grondwettelijke eed af te leggen, of eventueel de eed af te leggen en onmiddellijk ontslag te nemen. In beide gevallen worden ze onmiddellijk door een opvolger vervangen. Het is dan ook de vraag indien ze op de lijst hierna moeten voorkomen.
Voor de Senaat stelt zich dan nog de vraag betreffende de gemeenschapssenatoren. Sinds de vermelde staatshervormingen zijn in 1993 de provinciale senatoren afgeschaft. Het aantal rechtstreeks verkozen en gecoöpteerde senatoren werd aanzienlijk verminderd (van 184 naar 50 leden, hetzij 40 rechtstreeks verkozen en 10 gecoöpteerd), waarbij 21 'gemeenschapssenatoren' werden gevoegd, van wie het voornaamste mandaat dat was van rechtstreeks verkozene voor een gewestparlement, en die door dit parlement naar de Belgische senaat werden afgevaardigd. Ook voor hen stelt zich de vraag of ze wel in de lijst van Belgische senatoren thuishoren.
Na de afschaffing vanaf mei 2014 van de Senaat als wetgevend lichaam, zal zich de vraag stellen of de leden ervan nog als 'senator' zullen worden genoemd en of ze, met een uitsluitend raadgevende bevoegdheid, nog kunnen vermeld worden op dezelfde lijst van de voordien verkozen senatoren. 
De sortering volgt de Belgische werkwijze, op basis van de eerste letter van de familienaam, de prefixen ('de', 'van', enz) inbegrepen.

## A

### Ad - Am
- Ernest Adam (1899-1985), volksvertegenwoordiger en senator
- Jules Adam (1895-1955), senator
- Hugo Adriaenssens (1927-2000), volksvertegenwoordiger
- Michel Aerbeydt (1880-1939), senator
- Magda Aelvoet (1944), volksvertegenwoordiger, senator
- Firmin Aerts (1929), volksvertegenwoordiger, senator
- Jerôme Aerts (1926-2008), senator
- Fatima Ahallouch (1981), senator
- Paul Akkermans (1923-2007), senator
- Victor Albert (1943-2005), volksvertegenwoordiger
- Albert II van België (1934), senator
- Alphonse Allard (1857-1923), volksvertegenwoordiger
- Henri Julien Allard (1803-1882), volksvertegenwoordiger
- Jean Allard (1901-1969), senator
- Joseph Gustave Ernest Allard (1840-1878), volksvertegenwoordiger
- Julien Ernest Allard (1912-1999), volksvertegenwoordiger, senator
- Victor Allard (1840-1912), senator
- Emile Allewaert (1869-1966), volksvertegenwoordiger, senator
- Meyrem Almaci (1976), volksvertegenwoordiger
- Alfred Amelot (1868-1966), volksvertegenwoordiger
- Els Ampe (1979), senator

### An - Av
- Bert Anciaux (1959), volksvertegenwoordiger, senator
- Vic Anciaux (1931-2023), volksvertegenwoordiger
- Dieudonné Alfred Ancion (1839-1923), volksvertegenwoordiger, senator
- Robert Ancot (1902-1990), senator
- François André (1869-1945), senator
- Joseph-Olivier Andries (1796-1886), volksvertegenwoordiger
- Ange Angillis (1776-1844), volksvertegenwoordiger
- Jihane Annane (1971), senator
- Gerolf Annemans (1958), volksvertegenwoordiger
- Edward Anseele (1856-1938), volksvertegenwoordiger
- Edward Anseele jr. (1902-1981), volksvertegenwoordiger
- Björn Anseeuw (1976), volksvertegenwoordiger
- Stéphanie Anseeuw (1977), senator
- Bernard Anselme (1945), volksvertegenwoordiger
- Henri Ansiau (1810-1879), volksvertegenwoordiger
- Pierre Ansiaux (1904-1986), senator
- Jos Ansoms (1947), volksvertegenwoordiger
- Armand Anspach-Puissant (1856-1937), volksvertegenwoordiger
- François Anspach (1784-1858), volksvertegenwoordiger
- Jules Anspach (1829-1879), volksvertegenwoordiger
- Filip Anthuenis (1965), volksvertegenwoordiger, senator
- Georges Anthuenis (1935), senator
- André Antoine (1960), volksvertegenwoordiger, senator
- Khalil Aouasti (1986), volksvertegenwoordiger
- Marie Arena (1966), volksvertegenwoordiger, senator
- Joseph Arens (1952), volksvertegenwoordiger
- Victor Arnould (1838-1893), volksvertegenwoordiger
- Camille Artisien (1882-1956), volksvertegenwoordiger
- Alex Arts (1937), senator
- Albert Asou (1857-1940), volksvertegenwoordiger, senator
- Astrid van België (1962), senator
- Jules Audent (1834-1910), senator
- Leo Augusteyns (1870-1945), volksvertegenwoordiger
- Georges Avelange (1923-1977), senator
- Yolande Avontroodt (1950), volksvertegenwoordiger

## B

### Ba
- Mik Babylon (1935-2006), volksvertegenwoordiger
- Auguste Baccus (1919-1969), volksvertegenwoordiger, senator
- Gaston Baccus (1903-1951), volksvertegenwoordiger
- Daniel Bacquelaine (1952), volksvertegenwoordiger
- Louis Bacquin (1820-1862), volksvertegenwoordiger
- Jean Baeck (1868-1931), senator
- Paul Baelde (1878-1953), volksvertegenwoordiger
- Henri Baels (1878-1951), volksvertegenwoordiger
- Maria Baers (1883-1959), senator
- Frans Baert (1925-2022), volksvertegenwoordiger, senator
- Joseph Baert (1901-1980), senator
- Denis Baeskens (1926-1977), volksvertegenwoordiger
- Louis Baillon (1899-1966), volksvertegenwoordiger
- Charles-Joseph Bailly (1914-1991), senator
- Charles-Maximilien Bailly (1854-1906), volksvertegenwoordiger
- Roger Baize (1925-1993), volksvertegenwoordiger
- Lionel Bajart (1979), senator
- Didier Bajura (1954), volksvertegenwoordiger
- Ronny Balcaen (1966), volksvertegenwoordiger
- Eddy Baldewijns (1945), volksvertegenwoordiger
- Raoul Baligand (1913-1981), volksvertegenwoordiger
- Charles Emile Balisaux (1827-1891), volksvertegenwoordiger
- Henricus Ballet (1901-1974), volksvertegenwoordiger, senator
- August Balthazar (1893-1952), volksvertegenwoordiger
- Albert Baltus (1910-2001), volksvertegenwoordiger, senator
- Jean Baltus (1903-1996), senator
- Marion Banneux (1945-1997), volksvertegenwoordiger
- Jules Bara (1835-1900), volksvertegenwoordiger, senator
- Jean Barbanson (1797-1883), senator
- Luc Barbé (1962), volksvertegenwoordiger
- Raymond Barbé (1911-1966), volksvertegenwoordiger
- Michel Barbeaux (1947), senator
- Victor Barbeaux (1913-1978), volksvertegenwoordiger, senator
- Georges Barnich (1876-1948), senator
- Jean Bartelous (1914-1998), senator
- Antoine Barthélémy (1764-1832), volksvertegenwoordiger
- Marcel Bartholomeeussen (1949), volksvertegenwoordiger
- Jules Bary (1912-1977), volksvertegenwoordiger
- Anne Barzin (1975), volksvertegenwoordiger, senator
- Jean Barzin (1947-2018), volksvertegenwoordiger
- Marcel Barzin (1891-1969), senator
- Jan Bascour (1923-1996), volksvertegenwoordiger, senator
- René Basecq (1925-1999), volksvertegenwoordiger
- Arthur Bastien (1855-1918), volksvertegenwoordiger, senator
- Gustave Bastien (1858-1930), volksvertegenwoordiger
- Marguerite Bastien (1950), volksvertegenwoordiger
- Christophe Bastin (1968), volksvertegenwoordiger, senator
- Octave Battaille (1848-1920), senator
- Emile Baudrux (1878-1936), volksvertegenwoordiger, senator
- André Baudson (1927-1998), volksvertegenwoordiger
- Laure Baudson (1896-1984), senator
- Frank Baur (1887-1969), senator
- Maximilien Bausart (1841-1915), volksvertegenwoordiger
- Albert Bauwens (1861-1950), senator
- Lieven Bauwens (1942), volksvertegenwoordiger
- Hugues Bayet (1975), volksvertegenwoordiger

### Be
- Jean Beaucarne (1886-1964), senator
- Eugène Beauduin (1877-1920), volksvertegenwoordiger
- Georges Beauduin (1912-1975), senator
- Lucien Beauduin (1869-1946), senator
- Victor Beauduin (1845-1904), volksvertegenwoordiger
- Pierre Beaufays (1943), volksvertegenwoordiger
- Eugène Beaufort (1900-1980), volksvertegenwoordiger
- Richard Beauthier (1913-1999), volksvertegenwoordiger, senator
- Jan Becaus (1948), senator
- Aimé Becelaere (1874-1942), senator
- Antoon Beck (1909-1993), senator
- Aloïs Beckers (1948), volksvertegenwoordiger
- Pierre Beckers (1885-1968), volksvertegenwoordiger, senator
- Sonja Becq (1957), volksvertegenwoordiger
- Raymond Becquevort (1886-1962), volksvertegenwoordiger
- Joseph-Adrien Beeckman (1819-1907), volksvertegenwoordiger
- Florent Beeckx (1869-1937), volksvertegenwoordiger, senator
- Hendrik Beelen (1910-1969), volksvertegenwoordiger
- Rob Beenders (1979), senator
- Georges Beerden (1938-2010), volksvertegenwoordiger, senator
- Louis Beerenbroek (1805-1884), volksvertegenwoordiger
- Auguste Beernaert (1829-1912), volksvertegenwoordiger
- Louis Begault (1891-1945), volksvertegenwoordiger
- Victor Begerem (1853-1934), volksvertegenwoordiger
- Georges Beghin (1912-1974), senator
- Albert Behaeghel (1856-1941), senator
- Gaston Behaghel de Bueren (1867-1938), volksvertegenwoordiger, senator
- Philippe Behaghel de Bueren (1906-1986), volksvertegenwoordiger
- Clément Behn (1874-1960), volksvertegenwoordiger
- Oscar Behogne (1900-1970), volksvertegenwoordiger
- Ignace Bekaert-Baeckelandt (1775-1839), volksvertegenwoordiger
- Joseph Beke (1763-1846), senator
- Pierre Beke (1814-1875), volksvertegenwoordiger
- Wouter Beke (1974), volksvertegenwoordiger, senator
- August Belaen (1923-1998), senator
- Rita Bellens (1962), volksvertegenwoordiger
- François Bellot (1954), volksvertegenwoordiger, senator
- Jozef Belmans (1931-2022), volksvertegenwoordiger, senator
- Malik Ben Achour (1979), volksvertegenwoordiger
- Fourat Ben Chikha (1980), senator
- Nawal Ben Hamou (1987), volksvertegenwoordiger
- Albert Benoit (1915-1995), senator
- Leopold Beosier (1855-1935), senator

### Ber
- Peter Berben (1941-2018), volksvertegenwoordiger
- Henri Bergé (1835-1911), volksvertegenwoordiger
- Joseph Berger (1858-1924), senator
- Nicolas Berger (1800-1883), volksvertegenwoordiger
- Célestin Bergh (1791-1861), senator
- Charles Bergh (1821-1905), volksvertegenwoordiger, senator
- Kamiel Berghmans (1905-1970), volksvertegenwoordiger
- Ernest Bergmann (1841-1925), senator
- Jean Berlemont (1901-1937), volksvertegenwoordiger
- Nicolas Berloz (1853-1937), volksvertegenwoordiger
- Edmond Bernaerts (1879-1944), senator
- Hyacinthe Bernaeijge (1827-1918), senator
- Henri Bernard (1890-1972), senator
- Louis Bernard (1878-1959), senator
- Rodolphe Bernard (1889-1951), senator
- Paul Berryer (1868-1936), senator
- Emile Bertaux (1843-1911), volksvertegenwoordiger
- Adrien Bertelson (1901-1968), volksvertegenwoordiger
- Jan Bertels (1968), volksvertegenwoordiger
- Félix Berten (1812-1905), volksvertegenwoordiger
- Hilaire Bertinchamps (1895-1973), senator
- André Bertouille (1932), volksvertegenwoordiger, senator
- Alfred Bertrand (1913-1986), volksvertegenwoordiger
- Etienne Bertrand (1956-1997), volksvertegenwoordiger
- Louis Bertrand (1856-1943), volksvertegenwoordiger
- Pierre Bertrand (1926-2014), volksvertegenwoordiger, senator
- Alfred Bertrang (1880-1962), senator
- Hubert Beulers (1895-1983), senator
- Manu Beuselinck (1970), volksvertegenwoordiger
- Stijn Bex (1976), volksvertegenwoordiger, senator
- Ward Beysen (1941-2005), volksvertegenwoordiger
- Frans Jozef Beyts (1763-1832), senator

### Bi
- Constantin Biart (1834-1888), senator
- Edouard Biart (1838-1914), volksvertegenwoordiger, senator
- Pierre Biebuyck (1800-1884), volksvertegenwoordiger
- Richard Biefnot (1949-2020), volksvertegenwoordiger
- Yvon Biefnot (1936), volksvertegenwoordiger
- Edouard Bieswael (1829-1888), volksvertegenwoordiger
- Mathieu Bihet (1991), volksvertegenwoordiger
- Gerard Bijnens (1911-1991), volksvertegenwoordiger
- Augustin Bila (1931-1982), volksvertegenwoordiger
- Jean Bilaut (1827-1905), volksvertegenwoordiger
- Emile Billiet (1845-1922), senator
- Victor Billiet (1915-2000), senator
- René Binot (1890-1969), senator
- Ferdinand Bischoffsheim (1837-1909), senator
- Jonathan Bischoffsheim (1808-1883), senator

### Bl
- Philippe Blanchart (1963-2019), volksvertegenwoordiger
- Karel Blanckaert (1931-2001), volksvertegenwoordiger
- Adeline Blancquaert (1996), senator
- Frans Blancquaert (1923-2005), senator
- Charles Blargnies (1793-1866), volksvertegenwoordiger
- Emile Blavier (1884-1946), volksvertegenwoordiger, senator
- Jules Blavier (1886-1947), volksvertegenwoordiger
- Ferdinand Bleyfuesz (1820-1894), volksvertegenwoordiger
- Frans Block (1902-1981), senator
- Fernand Blum (1885-1965), volksvertegenwoordiger
- Jean Blume (1915-1988), volksvertegenwoordiger
- Isabelle Blume-Grégoire (1892-1975), volksvertegenwoordiger

### Bo
- Henri Bockstael (1833-1898), volksvertegenwoordiger
- Elie Bockstal (1933-2019), volksvertegenwoordiger, senator
- Jean-Elie Bodart (1895-1964), volksvertegenwoordiger
- Joseph Bodart (1855-1904), volksvertegenwoordiger
- Henri Boddaert (1868-1928), volksvertegenwoordiger
- Marcel Bode (1918-2014), volksvertegenwoordiger
- Philippe Bodson (1944-2020), senator
- Louis Boeckx (1886-1963), volksvertegenwoordiger
- Jules Boedt (1884-1966), volksvertegenwoordiger
- Lucien Boedt (1791-1856), volksvertegenwoordiger
- Henri Boel (1931-2020), volksvertegenwoordiger, senator
- Gustave Boël (1837-1912), senator
- Pol-Clovis Boël (1868-1941), volksvertegenwoordiger, senator
- Pol-Gustave Boël (1923-2007), senator
- Daan Boens (1893-1977), volksvertegenwoordiger
- Cecile Boeraeve-Derycke (1928-2018), volksvertegenwoordiger
- Ferdinand Boey (1921-2013), volksvertegenwoordiger
- Charles Boëyé (1836-1907), senator
- Gustave Boeykens (1931-1998), volksvertegenwoordiger
- Albert Bogaert (1915-1980), senator
- Hendrik Bogaert (1968), volksvertegenwoordiger
- Remi Bogaert (1927-1991), volksvertegenwoordiger
- August Bogaerts (1924-1987), volksvertegenwoordiger, senator
- Georges Bohy (1897-1972), volksvertegenwoordiger

### Bol
- André Boland (1909-1988), senator
- Joseph Bologne (1871-1959), volksvertegenwoordiger, senator
- Maurice Bologne (1900-1984), senator
- Chanelle Bonaventure (1991), volksvertegenwoordiger
- Christophe Bombled (1973), volksvertegenwoordiger
- André Bondroit (1943), volksvertegenwoordiger
- Alphonse Bonenfant (1908-1983), volksvertegenwoordiger
- Mathilde Boniface (1911-1986), volksvertegenwoordiger
- Alfred Bonjean (1901-1992), volksvertegenwoordiger, senator
- Joseph Remacle Bonmariage (1920-2012), volksvertegenwoordiger, senator
- Pierre Bonné (1785-1846), senator
- Raoul Bonnel (1918-1995), volksvertegenwoordiger
- Louis Bonnet (1816-1897), senator
- Véronique Bonni (1965), volksvertegenwoordiger
- Hans Bonte (1962), volksvertegenwoordiger
- Frank Boogaerts (1944), senator
- Jean Boon (1920-1986), volksvertegenwoordiger
- Raymond Boon (1891-1971), senator
- Louis Boone (1883-1944), volksvertegenwoordiger
- Antoine Borboux (1863-1919), volksvertegenwoordiger
- Jules Bordet (1870-1961), senator
- Fons Borginon (1966), volksvertegenwoordiger
- Hendrik Borginon (1890-1985), volksvertegenwoordiger
- Gustave Borginon (1852-1922), volksvertegenwoordiger
- Alberto Borin (1940), volksvertegenwoordiger, senator
- Emmanuel Borluut (1768-1840), senator
- Jean Borremans (1911-1968), volksvertegenwoordiger
- Jules Borsu (1922-2008), volksvertegenwoordiger

### Bos
- Félicien Bosmans (1929-2008), volksvertegenwoordiger
- Jozef Bosmans (1935), senator
- Gustave Bosquet (1801-1876), volksvertegenwoordiger
- Oscar Bossaert (1887-1956), senator
- Charles Bossicart (1929-2002), volksvertegenwoordiger
- Pierre Bosson (1910-1942), volksvertegenwoordiger
- Gaston Bossuyt (1885-1947), senator
- Gilbert Bossuyt (1947-2023), volksvertegenwoordiger
- Sfia Bouarfa (1950), senator
- Auguste Boucher (1853-1918), volksvertegenwoordiger
- Pierre Gabriel Boucher (1773-1833), senator
- Désiré Bouchery (1888-1944), volksvertegenwoordiger
- Georges-Louis Bouchez (1986), senator
- Ernest Boucquéau (1821-1880), volksvertegenwoordiger
- Philippe-Joseph Boucquéau de Villeraie (1773-1834), volksvertegenwoordiger
- Joseph Bouilly (1884-1970), volksvertegenwoordiger, senator
- Nabil Boukili (1985), volksvertegenwoordiger
- Arnold Boulanger (1875-1963), senator
- Marius Boulenger (1834-1874), volksvertegenwoordiger
- Juliette Boulet (1981), volksvertegenwoordiger
- Bernard Boulez (1786-1867), volksvertegenwoordiger
- André Bourgeois (1928-2015), volksvertegenwoordiger, senator
- Balthazar Bourgeois (1767-1850), volksvertegenwoordiger
- Geert Bourgeois (1951), volksvertegenwoordiger, senator
- René Bourgeois (1910-1995), senator
- Louis Bourguignon (1884-1962), senator
- Max Bourguignon (1889-1965), volksvertegenwoordiger
- Marc Bourry (1928-1984), volksvertegenwoordiger
- Mimount Bousakla (1972), senator
- Hassan Bousetta (1970), senator
- Martin Boutet (1906-1986), volksvertegenwoordiger
- Philippe Bouvier (1816-1885), volksvertegenwoordiger
- Edgard Bouwens (1927-1976), senator
- Albertus Bouweraerts (1880-1964), volksvertegenwoordiger, senator
- Emile Boval (1864-1917), volksvertegenwoordiger
- François Bovesse (1890-1944), volksvertegenwoordiger
- Jules Boyaval (1814-1879), senator

### Br
- Jean-Baptiste Brabant (1802-1872), volksvertegenwoordiger
- Jules Melchior Brabant (1845-1908), volksvertegenwoordiger
- Siegfried Bracke (1953), volksvertegenwoordiger
- Frédéric Braconier (1826-1912), volksvertegenwoordiger, senator
- Pascal Braconier (1860-1942), volksvertegenwoordiger, senator
- Abel Braconnier (1870-1936), senator
- Joseph Bracops (1900-1966), volksvertegenwoordiger
- Edmond Bracq (1829-1896), senator
- Hippolyte Braffort (1854-1926), volksvertegenwoordiger, senator
- René Branquart (1871-1936), volksvertegenwoordiger, senator
- Guy Brasseur (1948), volksvertegenwoordiger
- Hubert Brasseur (1823-1890), volksvertegenwoordiger
- Maurice Brasseur (1909-1996), volksvertegenwoordiger
- André Brassinne (1876-1948), volksvertegenwoordiger
- Alexandre Braun (1847-1935), senator
- Emile Braun (1849-1927), volksvertegenwoordiger
- Eva Brems (1969), volksvertegenwoordiger
- Alphonse Brenez (1862-1933), volksvertegenwoordiger
- Georgette Brenez (1930-2010), volksvertegenwoordiger
- Frieda Brepoels (1955), volksvertegenwoordiger
- Jan Breugelmans (1886-1957), senator
- Antoon Breyne (1910-1986), senator
- Gustaaf Breyne (1914-1998), volksvertegenwoordiger, senator
- Paul Breyne (1947), volksvertegenwoordiger
- Henri Alexis Brialmont (1821-1903), volksvertegenwoordiger
- Alphonse Briart (1864-1936), volksvertegenwoordiger
- Henri Bricoult (1830-1879), volksvertegenwoordiger
- Jean Bricourt (1805-1857), volksvertegenwoordiger
- André Bricout (1918-2003), senator
- Paul Brien (1894-1975), senator
- Jan Briers (1953), volksvertegenwoordiger
- Valentin Brifaut (1875-1963), volksvertegenwoordiger, senator
- Arthur Brijs (1878-1924), senator
- Louis Bril (1939), volksvertegenwoordiger, senator
- Raymond Brimant (1920-1995), volksvertegenwoordiger, senator
- Victor Briol (1905-1964), volksvertegenwoordiger
- Louis Briot (1897-1980), senator
- José Brisart (1954-2015), volksvertegenwoordiger
- Aristide Brixhe (1800-1863), volksvertegenwoordiger
- Pieter-Jan Broekx (1881-1968), senator
- François Broers (1837-1908), volksvertegenwoordiger
- Huub Broers (1951), senator
- Constant Bronckart (1913-1996), senator
- Edouard Broquet (1800-1884), volksvertegenwoordiger
- Paul Broquet (1854-1916), volksvertegenwoordiger
- Jacques Brotchi (1942), senator
- Christian Brotcorne (1953), volksvertegenwoordiger, senator
- Hervé Brouhon (1924-1993), volksvertegenwoordiger
- Hubert Brouns (1924-1993), volksvertegenwoordiger
- François Broustin (1809-1874), volksvertegenwoordiger
- Karin Brouwers (1964), senator
- Paul Brouwet (1808-1883), senator
- Léon Brouwier (1847-1922), volksvertegenwoordiger
- Frédéric Brugmann de Walzin (1874-1945), volksvertegenwoordiger
- Jean Brulé (1842-1928), senator
- Edouard Charles Brunard (1869-1938), senator
- Dominique Brunard (1844-1897), senator
- Edouard Hubert Brunard (1843-1914), senator
- Hubert Brunard (1846-1920), senator
- Adrien Bruneau (1805-1894), volksvertegenwoordiger
- Louis Bruneel (1834-1880), senator
- Gustave Bruneel de la Warande (1863-1932), senator
- Emile Brunet (1863-1945), volksvertegenwoordiger
- Leon Brunet (1895-na 1944), senator
- Fernand Brunfaut (1886-1972), volksvertegenwoordiger
- Ann Brusseel (1976), senator
- Frans Brusselmans (1893-1967), volksvertegenwoordiger
- Henri Brutsaert (1868-1938), volksvertegenwoordiger
- Robin Bruyère (1992), volksvertegenwoordiger
- Léon Bruynincx (1866-1929), volksvertegenwoordiger
- William Bruynincx (1912-1989), volksvertegenwoordig

### Bu
- Jacky Buchmann (1932-2018), volksvertegenwoordiger
- Jules Bufquin des Essarts (1849-1914), senator
- Marius Bufquin des Essarts (1896-1973), volksvertegenwoordiger
- Auguste Buisseret (1888-1965), senator
- Xavier Buisseret (1941-2020), volksvertegenwoordiger
- Emile Buisset (1866-1925), volksvertegenwoordiger
- Karel Buls (1837-1914), volksvertegenwoordiger
- Colette Burgeon (1957), volksvertegenwoordiger
- Willy Burgeon (1940), volksvertegenwoordiger
- Ernest Burnelle (1908-1968), volksvertegenwoordiger
- Emmanuel Burton (1973), volksvertegenwoordiger
- Max Bury (1923-1982), senator
- Katleen Bury (1983), volksvertegenwoordiger
- Max Buset (1896-1959), volksvertegenwoordiger
- Marcel Busieau (1914-1995), volksvertegenwoordiger
- Philippe Busquin (1941), volksvertegenwoordiger
- Edouard Busschaert (1855-1911), volksvertegenwoordiger
- Emile Butaye (1881-1953), volksvertegenwoordiger
- Alfons Buts (1899-1976), senator
- Adolphe Buyl (1862-1932), volksvertegenwoordiger
- Peter Buysrogge (1976), volksvertegenwoordiger
- Arthur Buysse (1864-1926), volksvertegenwoordiger
- Yves Buysse (1968), senator
- Kim Buyst (1976), volksvertegenwoordiger
- Gérard Buzen (1784-1842), volksvertegenwoordiger

## C

### Ca
- Jean Caeluwaert (1846-1918), volksvertegenwoordiger
- Pierrette Cahay-André (1936-2011), volksvertegenwoordiger, senator
- Arsène Caignet (1890-1942), volksvertegenwoordiger
- Willy Calewaert (1916-1993), senator
- Alfred Califice (1916-1999), volksvertegenwoordiger, senator
- Honoraat Callebert (1913-1998), volksvertegenwoordiger
- Constantin Callens (1849-1927), senator
- Hippolyte Callier (1848-1925), volksvertegenwoordiger
- Emile Calonne (1864-1938), senator
- Pierre Calmeyn (1825-1890), volksvertegenwoordiger
- Augustin Caluwaerts (1856-1925), volksvertegenwoordiger
- Ludwig Caluwé (1961), senator
- Kristof Calvo (1987), volksvertegenwoordiger
- Emile Cambier (1881-1962), senator
- Félix Cambier (1854-1934), volksvertegenwoordiger
- Léon Cambier (1842-1919), volksvertegenwoordiger
- Louis Cambier (1831-1894), volksvertegenwoordiger
- Félix Georges Camby (1912-1991), volksvertegenwoordiger, senator
- Léon Campstein (1947), volksvertegenwoordiger
- Herman Candries (1932-2025), volksvertegenwoordiger
- José Canon (1946-2014), volksvertegenwoordiger
- Daniel Léon Cans (1801-1889), volksvertegenwoordiger
- Antoine Cantillion (1857-1904), senator
- Louis Cantillon (1928-1993), volksvertegenwoordiger
- Emile Capelle (1870-1928), volksvertegenwoordiger
- An Capoen (1982), volksvertegenwoordiger
- Albert Cappelle (1840-1924), senator
- Véronique Caprasse (1950), volksvertegenwoordiger
- Jules Carbon (1866-1895), volksvertegenwoordiger
- Louis Carbon (1817-1887), volksvertegenwoordiger
- Paul Carbon (1860-1939), volksvertegenwoordiger
- Victor Carbonnelle (1840-1927), volksvertegenwoordiger
- Aldo Carcaci (1949), volksvertegenwoordiger
- Georges Cardoen (1930-2000), volksvertegenwoordiger, senator
- Charles Carlier (1819-1887), volksvertegenwoordiger
- Emile Carlier (1879-1934), volksvertegenwoordiger
- Jules Carlier (1851-1930), volksvertegenwoordiger
- Théophile Carlier (1807-1863), volksvertegenwoordiger
- Albert Carnoy (1878-1961), senator
- Omaar Carpels (1920-1984), senator
- Alphonse Carpentier (1869-1934), senator
- Emile Carpentier (1846-1899), volksvertegenwoordiger
- Victor Carpentier (1878-1938), volksvertegenwoordiger
- Henri Carton de Tournai (1878-1969), volksvertegenwoordiger, senator
- Henry Carton de Wiart (1869-1951), volksvertegenwoordiger
- Clément Cartuyvels (1842-1921), volksvertegenwoordiger
- Hyacinthe Eugène Cartuyvels (1849-1897), volksvertegenwoordiger
- Jean Casier (1820-1892), volksvertegenwoordiger, senator
- Amand Casier de ter Beken (1862-1938), senator
- Caroline Cassart-Mailleux (1973), volksvertegenwoordiger
- Alphonse Casse (1846-1923), volksvertegenwoordiger
- Jean Cassiers (1788-1870), senator
- Henri Castel (1918-2009), volksvertegenwoordiger
- Jules Casterman (1877-1958), senator
- Adelson Castiau (1804-1879), volksvertegenwoordiger
- Charles Camille Castilhon (1837-1907), volksvertegenwoordiger
- Louis Catala (1891-1966), senator
- Edmond Cathenis (1922-1976), senator
- Louis Catteau (1852-1916), senator
- Robert Catteau (1880-1956), senator
- Arthur Catteeuw (1880-1954), volksvertegenwoordiger
- Jean Caubergs (1930-2023), volksvertegenwoordiger
- Jan Caudron (1937-2023), volksvertegenwoordiger
- Edmond Caulier (1834-1893), senator
- Frans Cauwenberghs (1934-2020), volksvertegenwoordiger
- Cemal Cavdarli (1966), volksvertegenwoordiger
- Ferdinand Cavrot (1846-1918), volksvertegenwoordiger
- Jurgen Ceder (1963), senator
- Patricia Ceysens (1965), volksvertegenwoordiger

### Ch
- Jos Chabert (1933-2014), volksvertegenwoordiger, senator
- Ernest Challe (1891-1951), volksvertegenwoordiger
- Jozef Chalmet (1897-1962), volksvertegenwoordiger
- Julie Chanson (1990), volksvertegenwoordiger
- Louis Chardome (1898-1977), senator
- Nicolas Charles (1845-1932), senator
- Guy Charlier (1941), volksvertegenwoordiger
- Philippe Charlier (1951), volksvertegenwoordiger, senator
- Ferdinand Charlot (1854-1913), senator
- Abel Charloteaux (1897-1982), volksvertegenwoordiger
- Eugène Charpentier (1909-1993), volksvertegenwoordiger
- Olivier Chastel (1964), volksvertegenwoordiger
- Richard Chauchet (1767-1844), senator
- Edouard Chaudron (1824-1894), volksvertegenwoordiger
- Emile Chaudron (1885-1946), senator
- Jean-Marie Cheffert (1958), senator
- Marcel Cheron (1957), volksvertegenwoordiger, senator
- Alfred Chevalier (1844-1921), senator
- Pierre Chevalier (1952), volksvertegenwoordiger, senator
- Jean Chot (1906-1991), senator
- Pierre Christiaens (1794-1870), volksvertegenwoordiger
- Frans Christiaenssens (1912-1995), volksvertegenwoordiger
- Adolphe Christyn de Ribaucourt (1837-1911), senator
- Prosper Christyn de Ribaucourt (1796-1882), senator
- Georgette Ciselet (1900-1983), senator
- Jean-Claude Ciselet (1929-2007), volksvertegenwoordiger

### Cl
- Sarah Claerhout (1977), volksvertegenwoordiger
- Albert Claes (1915-2010), volksvertegenwoordiger
- Allessia Claes (1981), senator
- Charles Claes (1855-1924), senator
- Dirk Claes (1959), volksvertegenwoordiger, senator
- François Claes (1791-1845), senator
- Louis Claes (1861-1920), volksvertegenwoordiger
- Lode Claes (1913-1997), senator
- Mieke Claes (1985), volksvertegenwoordiger
- Raoul Claes (1864-1941), volksvertegenwoordiger
- Sonja Claes (1958), senator
- Willy Claes (1938), volksvertegenwoordiger
- Edmond Claessens (1882-1954), senator
- Edward Claessens (1885-1945), senator
- Dries Claeys (1915-2002), volksvertegenwoordiger
- Emile Claeys (1894-1984), senator
- Walter Claeys (1923-2015), senator
- Alfred Claeys Boùùaert (1844-1936), senator
- David Clarinval (1976), volksvertegenwoordiger
- Adrien Claus (1887-1965), senator
- Joseph Clays (1893-1961), senator
- Charles Clément (1846-1913), senator
- Joseph Clep (1785-1871), volksvertegenwoordiger
- Paul Clerckx (1887-1970), volksvertegenwoordiger
- Andreas Clercx (1886-1978), senator
- Raymond Clercx (1920-1998), volksvertegenwoordiger
- Bernard Clerfayt (1961), volksvertegenwoordiger
- Georges Clerfayt (1935), volksvertegenwoordiger
- Daniel Clesse (1872-1940), senator
- Alphonse Clignez (1886-1965), volksvertegenwoordiger
- Edouard Close (1929-2017), volksvertegenwoordiger, senator
- Dieudonné Closset (1819-1866), volksvertegenwoordiger
- Adelin Clotz (1892-1977), senator
- Joseph Clynmans (1889-1966), volksvertegenwoordiger, senator
- Désiré Cnudde (1884-1964), volksvertegenwoordiger

### Co
- Albert Cobut (1917-2003), senator
- Fernand Cocq (1861-1940), volksvertegenwoordiger
- Ernest Coeckelbergh (1888-1962), senator
- Jules Coelst (1870-1946), volksvertegenwoordiger
- Oscar Coemans (1834-1892), senator
- Guy Coëme (1946), volksvertegenwoordiger
- Steven Coenegrachts (1985), senator
- Felix Coenen (1895-1972), senator
- Leon Coenen (1876-1940), senator
- Daniël Coens (1938-1992 ), volksvertegenwoordiger
- Edouard Cogels (1793-1868), volksvertegenwoordiger, senator
- Frédégand Cogels (1850-1932), senator
- John Cogels (1814-1885), senator
- Jacques Coghen (1791-1858), volksvertegenwoordiger, senator
- Samuel Cogolati (1989), volksvertegenwoordiger
- René Colaert (1848-1927), volksvertegenwoordiger
- Gaby Colebunders (1972), volksvertegenwoordiger
- Alexandra Colen (1955), volksvertegenwoordiger
- Henri Colfs (1864-1936), volksvertegenwoordiger
- Jef Colin (1923-2007), volksvertegenwoordiger
- Fernand Colla (1919-1996), volksvertegenwoordiger
- Marcel Colla (1943), volksvertegenwoordiger, senator
- Leo Collard (1902-1981), volksvertegenwoordiger
- Philippe Collard (1957), volksvertegenwoordiger
- Jacques Collart (1938-2018), volksvertegenwoordiger
- Marcel Collart (1909-1986), volksvertegenwoordiger
- Berni Collas (1954-2010), senator
- René Colle (1873-1957), senator
- Léon Colleaux (1865-1950), volksvertegenwoordiger
- Alphonse Collet (1905-1971), volksvertegenwoordiger
- Armand Collet (1815-1892), senator
- Paul Collet (1889-1952), volksvertegenwoordiger
- Jean Collin (1904-1985), senator
- Christophe Collignon (1969), senator
- Robert Collignon (1943), volksvertegenwoordiger, senator
- Jean-Baptiste Cols (1770-1842), volksvertegenwoordiger

### Con
- Robert Conrotte (1923-1995), senator
- Willem Content (1925-2002), volksvertegenwoordiger, senator
- Carolus Convent (1908-1995), volksvertegenwoordiger
- Joseph Coole (1876-1940), senator
- Alfred Cools (1861-1932), senator
- André Cools (1927-1991), volksvertegenwoordiger
- Auguste Cools (1849-1912), senator
- Bob Cools (1934), volksvertegenwoordiger
- Charles Cools (1852-1935), senator
- Jozef Cools (1926-1974), volksvertegenwoordiger
- Pierre Joseph Cools (1800-1884), volksvertegenwoordiger
- Georges Cools de Juglart (1889-1953), senator
- Gabrielle Cools-Tambuyser (1896-1983), senator
- Jean-Baptiste Coomans (1813-1896), volksvertegenwoordiger
- Etienne Cooreman (1928), volksvertegenwoordiger, senator
- Gérard Cooreman (1852-1926), volksvertegenwoordiger, senator
- Lucien Cooremans (1899-1985), volksvertegenwoordiger
- Germaine Copée-Gerbinet (1909-1983), volksvertegenwoordiger
- Albert Coppé (1911-1999), volksvertegenwoordiger
- Jules Coppée (1837-1906), volksvertegenwoordiger
- Charles Coppens (1796-1874), volksvertegenwoordiger
- Edgard Coppens (1931-1994), volksvertegenwoordiger, senator
- Edmond Coppens (1905-1986), senator
- Emmanuel Coppens (1792-1867), senator
- Eugène Coppens (1805-1870), volksvertegenwoordiger
- Alfons Coppieters (1924-2016), volksvertegenwoordiger
- Danny Pieters (1956), volksvertegenwoordiger, senator
- Emile Coppieters (1849-1922), senator
- Maurits Coppieters (1920-2005), volksvertegenwoordiger
- Charles Coppieters Stochove (1774-1864), volksvertegenwoordiger
- Jean-Baptiste Coppieters 't Wallant (1806-1860), volksvertegenwoordiger
- Philippe Coppyn (1796-1874), senator

### Cor
- Alexandre Corbeau (1913-1981) volksvertegenwoordiger
- Henri Corbeels (1871-1950), senator
- Frédéric Corbisier (1796-1877), volksvertegenwoordiger
- Anne-Marie Corbisier-Hagon (1947), volksvertegenwoordiger
- Marc Cordeel (1946), volksvertegenwoordiger
- Georges Cordier (1901-1941), volksvertegenwoordiger
- Edward Coremans (1835-1910), volksvertegenwoordiger
- François Cornéli (1800-1855), volksvertegenwoordiger
- Prosper Cornesse (1829-1889), volksvertegenwoordiger
- Cécile Cornet (1978), volksvertegenwoordiger
- Clotaire Cornet (1906-2001), volksvertegenwoordiger
- Jean-Baptiste Cornet (1824-1893), senator
- Véronique Cornet (1968-2015), volksvertegenwoordiger
- Ferdinand Cornet de Grez (1797-1869), volksvertegenwoordiger
- Charles Cornet d'Elzius (1922-2006), volksvertegenwoordiger
- Christine Cornet d'Elzius (1944), senator
- Georges Cornet d'Elzius de Peissant (1872-1946), senator
- Jean-Baptiste Cornez (1902-1955), volksvertegenwoordiger, senator
- Jean Cornil (1958), senator
- Willy Cortois (1941-2018), volksvertegenwoordiger
- Armand Cossée de Maulde (1847-1909), senator
- Vincent Cossée de Maulde (1894-1984), volksvertegenwoordiger, senator

### Cou
- Marcel Coucke (1920-1998), volksvertegenwoordiger, senator
- Cathy Coudyser (1969), volksvertegenwoordiger, senator
- Hercule Coullier de Mulder (1853-1938), senator
- Emile Coulonvaux (1892-1966), senator
- Jean Coulonvaux (1918-1995), volksvertegenwoordiger
- Pierre Couneson (1899-1978), volksvertegenwoordiger
- Marcel Counson (1924-2016), volksvertegenwoordiger
- Maurice Couplet (1911-1960), volksvertegenwoordiger, senator
- Philippe Courard (1966), volksvertegenwoordiger, senator
- Alain Courtois (1951), volksvertegenwoordiger, senator
- Georges Cousot (1857-1927), volksvertegenwoordiger, senator
- Jules Coussens (1898-1978), volksvertegenwoordiger
- Marcel Couteau (1933-2022), volksvertegenwoordiger
- Auguste Couvreur (1827-1894), volksvertegenwoordiger
- Hugo Coveliers (1947), volksvertegenwoordiger, senator

### Cr
- Prosper Crabbe (1827-1889), senator
- Joseph Craeybeckx (1886-1966), senator
- Lode Craeybeckx (1897-1976), volksvertegenwoordiger
- Germaine Craeybeckx-Orij (1919-1985), volksvertegenwoordiger
- Hector Craps (1898-1949), senator
- Barbara Creemers (1981), volksvertegenwoordiger
- Frank Creyelman (1961), senator
- Steven Creyelman (1972), volksvertegenwoordiger
- Simonne Creyf (1946), volksvertegenwoordiger
- Maurice Crick (1879-1946), volksvertegenwoordiger
- Auguste Criquelion (1882-1967), senator
- Edmond Cristel (1913-1990), senator
- Paul Crokaert (1875-1955), senator
- Jean Crocq (1824-1898), senator
- Lisette Croes (1939), volksvertegenwoordiger, senator
- Marie-Hélène Crombé-Berton (1960), senator
- François Crombez (1829-1870), volksvertegenwoordiger
- Henri Crombez (1856-1941), volksvertegenwoordiger
- John Crombez (1973), volksvertegenwoordiger, senator
- Louis Crombez (1818-1895), volksvertegenwoordiger
- Gaston Crommen (1896-1970), senator
- Mathieu Croonenberghs (1904-1976), volksvertegenwoordiger
- Georges Croquet (1862-1936), senator
- Félix Crousse (1837-1915), senator
- Alexandre Cruyt (1823-1885), volksvertegenwoordiger

### Cu
- Guy Cudell (1917-1999), volksvertegenwoordiger
- Hector Cuelenaere (1881-1957), volksvertegenwoordiger, senator
- Henri Cugnon (1914-1984), volksvertegenwoordiger, senator
- Charles Cumont (1791-1864), volksvertegenwoordiger
- Guillaume Cumps (1919-2011), volksvertegenwoordiger
- Nicolaas Cupérus (1842-1928), senator
- Jozef Custers (1904-1982), senator
- Emile Edouard Cuvelier (1914-1990), senator
- Philippe Émile Cuvelier (1816-1890), volksvertegenwoordiger
- Félix Cuvellier (1918-1989), senator
- Rony Cuyt (1953-2021), volksvertegenwoordiger
- Jozef Cuyvers (1947-2020), volksvertegenwoordiger, senator

## D

### Da
- Greet Daems (1980), volksvertegenwoordiger
- Jacques Daems (1877-1953), senator
- Jan Daems (1912-1988), volksvertegenwoordiger
- Jos Daems (1926-1983), senator
- Rik Daems (1959), volksvertegenwoordiger, senator
- Adolf Daens (1839-1907), volksvertegenwoordiger
- Pieter Daens (1842-1918), volksvertegenwoordiger
- Frédéric Daerden (1970), volksvertegenwoordiger
- Michel Daerden (1949-2012), volksvertegenwoordiger, senator
- Mohamed Daif (1956), senator
- Adhémar d'Alcantara (1920-2012), volksvertegenwoordiger, senator
- Benjamin Dalle (1982), senator
- Georges Dallemagne (1958), volksvertegenwoordiger, senator
- Jules Dallemagne (1844-1922), volksvertegenwoordiger
- Philippe Dallons (1952-2001), volksvertegenwoordiger
- Jean Daman (1900-1982), senator
- Marcel Daman (1914-1975), senator
- Remy Damas (1876-1932), senator
- Alexandre Daminet (1787-1856), senator
- Roberto D'Amico (1967), volksvertegenwoordiger
- André Damseaux (1937-2007), volksvertegenwoordiger
- Pierre Dams (1794-1855), volksvertegenwoordiger
- Charles d'Andelot (1788-1854), senator
- Julien d'Andrimont (1834-1881), volksvertegenwoordiger, senator
- Léon d'Andrimont (1836-1905), volksvertegenwoordiger, senator
- Jules Joseph d'Anethan (1803-1888), volksvertegenwoordiger, senator
- Alfred Danhier (1867-1943), senator
- Antoine Dansaert (1818-1890), volksvertegenwoordiger
- Livien Danschutter (1920-2006), volksvertegenwoordiger
- José Daras (1948), volksvertegenwoordiger, senator
- Guillaume d'Arschot Schoonhoven (1800-1876), senator
- Philippe d'Arschot Schoonhoven (1771-1846), senator
- Auguste Dartevelle (1850-1930), senator
- Charles d'Aspremont Lynden (1888-1967), volksvertegenwoordiger, senator
- Guillaume d'Aspremont Lynden (1815-1889), senator
- Harold d'Aspremont Lynden (1914-1967), senator
- François Dautrebande (1786-1862), volksvertegenwoordiger
- Jean Dauvister (1858-1937), volksvertegenwoordiger
- Pierre-Joseph David (1795-1848), volksvertegenwoordiger
- Pierre-Hubert David (1872-1948), volksvertegenwoordiger, senator
- Victor David (1808-1874), volksvertegenwoordiger
- Gilles Davignon (1780-1859), volksvertegenwoordiger
- Julien Davignon (1854-1916), volksvertegenwoordiger, senator
- Pierre Daye (1892-1960), volksvertegenwoordiger

### Deb
- Aloys De Backer (1858-1904), volksvertegenwoordiger
- Rika De Backer (1923-2002), senator
- Thomas Debacker (1892-1971), volksvertegenwoordiger
- Carlos De Baeck (1906-1993), senator
- Armand De Baer (1917-1989), senator
- Bianca Debaets (1973), senator
- Pierre de Baets (1825-1875), volksvertegenwoordiger
- Philémon de Bagenrieux (1802-1870), senator
- Hyacinthe de Baillet (1798-1861), volksvertegenwoordiger
- Joseph de Baillet (1787-1864), senator
- Ferdinand de Baillet Latour (1850-1925), senator
- Georges de Baillet-Latour (1802-1882), volksvertegenwoordiger
- Eugène Debaise (1905-1962), senator
- Hippolyte de Baré de Comogne (1791-1859), senator
- Louis de Baré de Comogne (1852-1899), volksvertegenwoordiger
- Camille Joseph De Bast (1807-1872), volksvertegenwoordiger, senator
- Camille Isidore De Bast (1845-1927), senator
- Théodore de Baudequin de Peuthy d'Huldenberghe (1779-1863), senator
- Alphonse de Becker (1826-1895), volksvertegenwoordiger
- Emile de Becker (1830-1879), volksvertegenwoordiger
- Auguste de Becker Remy (1862-1930), volksvertegenwoordiger, senator
- Nicolas de Behr (1786-1862), volksvertegenwoordiger
- Gustave Debersé (1874-1947), senator
- Félix de Bethune (1789-1880), senator
- Léon de Bethune (1864-1907), volksvertegenwoordiger
- Louis-Marie de Bethune (1872-1939), volksvertegenwoordiger
- Paul de Bethune (1830-1901), senator
- Sabine de Bethune (1958), senator
- Adiel Debeuckelaere (1888-1979), volksvertegenwoordiger, senator
- Arthur de Beughem de Houtem (1829-1889), senator
- André De Beul (1938-2011), volksvertegenwoordiger
- Emmanuel de Biolley (1829-1892), senator
- Raymond de Biolley (1789-1846), senator
- Raymond de Biolley (1866-1937), volksvertegenwoordiger
- Florent De Bleeckere (1816-1887), volksvertegenwoordiger
- Joseph De Blieck (1866-1927), senator
- Auguste De Block (1893-1979), senator
- Joseph De Block (1806-1862), senator
- Maggie De Block (1962), volksvertegenwoordiger
- Hippolyte de Boe (1826-1869), volksvertegenwoordiger
- Florent De Boey (1885-1954), senator
- Ferdinand De Bondt (1923-2014), senator
- François de Bonne (1789-1879), volksvertegenwoordiger
- Rita De Bont (1954), volksvertegenwoordiger
- Frédéric De Bontridder (1851-1926), volksvertegenwoordiger
- August De Boodt (1895-1986), senator
- Jules de Borchgrave (1850-1927), volksvertegenwoordiger
- François de Borchgrave d'Altena (1835-1902), volksvertegenwoordiger, senator
- Guillaume Georges François de Borchgrave d'Altena (1774-1845), senator
- Guillaume Herman de Borchgrave d'Altena (1836-1864), volksvertegenwoordiger
- Frédéricq De Bourdeau d'Huy (1815-1894), volksvertegenwoordiger
- Philippe de Bousies (1789-1875), volksvertegenwoordiger, senator
- Charles de Bousies de Rouveroy (1789-1871), senator

### Debr
- Bob De Brabandere (1987), senator
- François De Brabandere (1840-1915), volksvertegenwoordiger
- Jos De Bremaeker (1933), volksvertegenwoordiger, senator
- Gustave De Breyne (1828-1914), volksvertegenwoordiger
- Pierre De Breyne (1801-1886), volksvertegenwoordiger
- Albert de Briey (1835-1876), volksvertegenwoordiger
- Camille de Briey (1799-1877), senator
- Emmanuel de Briey (1862-1944), volksvertegenwoordiger
- Louis de Briey (1850-1918), volksvertegenwoordiger
- Emile de Bronckart (1813-1884), volksvertegenwoordiger
- Charles de Broqueville (1860-1940), volksvertegenwoordiger, senator
- Florimond de Brouchoven de Bergeyck (1839-1908), senator
- Louis de Brouchoven de Bergeyck (1871-1938), volksvertegenwoordiger, senator
- Alfred de Brouckère (1827-1908), senator
- Charles de Brouckère (junior) (1796-1860), volksvertegenwoordiger
- Henri de Brouckère (1801-1891), volksvertegenwoordiger
- Louis de Brouckère (1870-1951), volksvertegenwoordiger
- Jules De Brouwer (1872-1950), volksvertegenwoordiger, senator
- Florentin de Brouwer de Hogendorp (1807-1871), volksvertegenwoordiger
- Félix De Broux (1840-1914), senator
- Louis Debroux (1802-1858), volksvertegenwoordiger
- Alexandre de Browne de Tiège (1841-1910), volksvertegenwoordiger
- Paul de Bruges de Gerpinnes (1843-1890), senator
- Charles De Bruycker (1871-1936), senator
- Léon De Bruyn (1838-1908), volksvertegenwoordiger, senator
- Piet De Bruyn (1968), senator
- Prosper De Bruyn (1885-1955), volksvertegenwoordiger, senator
- Augustin De Bruyne (1879-1969), volksvertegenwoordiger
- Edgard De Bruyne (1898-1959), senator
- René Debruyne (1868-1941), volksvertegenwoordiger
- Victor De Bruyne (1900-1999), senator
- Jean Debucquoy (1914-2002), volksvertegenwoordiger, senator
- François-Xavier De Bue (1860-1925), volksvertegenwoordiger
- Valérie De Bue (1966), volksvertegenwoordiger, senator
- Valérie De Bue (1966), volksvertegenwoordiger
- Nicolas de Buisseret (1780-1855), senator
- Maurice de Buisseret Steenbecque de Blarenghien (1831-1888), senator
- August Debunne (1872-1962), volksvertegenwoordiger
- Oscar Debunne (1921-2006), volksvertegenwoordiger
- Jules de Burlet (1844-1897), volksvertegenwoordiger, senator
- Pierre de Burlet (1876-1938), volksvertegenwoordiger

### Dec
- Carl Decaluwé (1960), senator
- Robby De Caluwé (1975), volksvertegenwoordiger
- François de Cannart d'Hamale (1803-1888), senator
- Marcel Décarpentrie (1902-1980), volksvertegenwoordiger
- Louis de Cartier d'Yves (1787-1852), senator
- Eugène de Cesve de Rosée (1803-1881), senator
- Adolphe Dechamps (1807-1875), volksvertegenwoordiger
- Louis de Chentinnes (1809-1863), volksvertegenwoordiger
- Hyacinthe de Chestret (1797-1881), senator
- Camille Decker (1905-1983), volksvertegenwoordiger
- Albert De Clerck (1914-1974), volksvertegenwoordiger, senator
- Henri De Clerck (1876-1960), volksvertegenwoordiger
- Stefaan De Clerck (1951), volksvertegenwoordiger, senator
- Willy Declerck (1944-1992), volksvertegenwoordiger, senator
- Adolphe De Clercq (1848-1901), volksvertegenwoordiger
- Constant De Clercq (1923-2008), senator
- Emile De Clercq (1822-1888), volksvertegenwoordiger
- Staf De Clercq (1884-1942), volksvertegenwoordiger
- Jean-Joseph De Clercq (1888-1967), senator
- Joseph De Clercq (1881-1958), senator
- Mathias De Clercq (1981), volksvertegenwoordiger
- Paul De Clercq (1919-1999), volksvertegenwoordiger, senator
- Raf Declercq (1924-2018), volksvertegenwoordiger
- Tijl Declercq (1922-2003), volksvertegenwoordiger, senator
- Willy De Clercq (1927-2011), volksvertegenwoordiger
- Jean-Pierre de Clippele (1928-2012), volksvertegenwoordiger, senator
- Olivier de Clippele (1959), senator
- Pierre Jean De Clippele (1804-1860), volksvertegenwoordiger
- Emmanuel De Cloedt (1845-1919), senator
- Prosper De Cloedt (1878-1955), senator
- Auguste de Cock (1804-1869), senator
- Edouard De Cocq (1852-1909), volksvertegenwoordiger
- Anatole de Cock de Rameyen (1867-1932), senator
- Marcel Decoene (1893-1960), senator
- Virgile Decommer (1924-1990), volksvertegenwoordiger
- Daniël Deconinck (1921-2004), volksvertegenwoordiger
- François de Coninck (1763-1846), senator
- Inez De Coninck (1977), volksvertegenwoordiger
- Jules Deconinck (1897-1979), volksvertegenwoordiger
- Monica De Coninck (1956), volksvertegenwoordiger
- Charles de Coninck de Merckem (1836-1896), volksvertegenwoordiger, senator
- Pierre de Coninck de Merckem (1882-1963), senator
- Carlo De Cooman (1935-2021), senator
- René De Cooman (1894-1980), volksvertegenwoordiger
- Albert De Cordier (1914-2007), volksvertegenwoordiger
- Adrien de Corswarem (1849-1909), volksvertegenwoordiger
- Guillaume de Corswarem (1799-1884), volksvertegenwoordiger
- Jan Decorte (1950), volksvertegenwoordiger
- Albert De Coster (1896-1943), volksvertegenwoordiger
- Léon De Coster (1854-1928), volksvertegenwoordiger
- Marcel Decoster (1926-2018), volksvertegenwoordiger, senator
- Vital Decoster (1850-1904), senator
- Sybille de Coster-Bauchau (1953), volksvertegenwoordiger
- Leopold Decoux (1908-1996), senator
- Pieter De Crem (1962), volksvertegenwoordiger
- Vincent Decroly (1963), volksvertegenwoordiger
- Georges de Crombrugghe de Looringhe (1841-1922), senator
- Alexander De Croo (1975), volksvertegenwoordiger, senator
- Herman De Croo (1937), volksvertegenwoordiger, senator

### Ded
- Armand De Decker (1948-2019), volksvertegenwoordiger, senator
- Eugène de Decker (1837-1906), volksvertegenwoordiger
- Jean-Marie Dedecker (1952), volksvertegenwoordiger, senator
- Peter Dedecker (1983), volksvertegenwoordiger
- Pierre de Decker (1812-1891), volksvertegenwoordiger
- Ludivine Dedonder (1977), volksvertegenwoordiger
- François-Xavier de Donnéa (1941), senator
- Eugène Charles de Dorlodot (1823-1891), volksvertegenwoordiger
- Eugène François de Dorlodot (1783-1869), senator
- René de Dorlodot (1883-1970), senator
- Joseph Dedoyard (1912-1970), volksvertegenwoordiger
- Anne Dedry (1957), volksvertegenwoordiger

### Def
- Eugeen De Facq (1931-1996), volksvertegenwoordiger, senator
- Joseph Defaux (1860-1931), volksvertegenwoordiger
- Auguste de Favereau (1796-1867), senator
- Paul de Favereau (1856-1922), volksvertegenwoordiger, senator
- Philippe Defeyt (1953), volksvertegenwoordiger
- Auguste de Florisone (1793-1845), volksvertegenwoordiger
- Léon de Florisone (1827-1880), volksvertegenwoordiger
- Gustave Defnet (1858-1904), volksvertegenwoordiger
- Léon de Foere (1787-1851), volksvertegenwoordiger
- Idesbalde Defontaine (1826-1891), volksvertegenwoordiger
- Guillaume Defossé (1985), volksvertegenwoordiger
- Léon Defosset (1925-1991), volksvertegenwoordiger
- Christine Defraigne (1962), senator
- Jean Defraigne (1929-2016), volksvertegenwoordiger
- Charles de Fraipont (1883-1946), senator
- Louis Defré (1814-1880), volksvertegenwoordiger
- Alfred Defuisseaux (1843-1901), volksvertegenwoordiger
- Fernand Defuisseaux (1848-1912), senator
- Léon Defuisseaux (1841-1906), volksvertegenwoordiger
- Nicolas Defuisseaux (1802-1857), senator
- Raoul Defuisseaux (1886-1962), volksvertegenwoordiger

### Deg
- Magda de Galan (1946-2024), volksvertegenwoordiger
- Denis François de Garcia de la Véga (1790-1856), volksvertegenwoordiger
- Alice Degeer-Adère (1902-1977), volksvertegenwoordiger, senator
- Eugène De Gent (1894-1970), volksvertegenwoordiger
- Jules de Géradon (1869-1933), volksvertegenwoordiger
- Etienne de Gerlache (1785-1871), volksvertegenwoordiger
- Jacques de Ghelcke (1773-1844), senator
- Jean-Baptiste de Ghellinck d'Elseghem (1867-1927), volksvertegenwoordiger, senator
- Amaury de Ghellinck d'Elseghem Vaernewijck (1851-1919), senator
- Guillaume de Giey (1860-1914), senator
- Eugène De Gorge (1825-1907), senator
- Henri De Gorge (1774-1832), senator
- Emile De Gottal (1831-1909), volksvertegenwoordiger
- Jozef De Graeve (1891-1934), senator
- Joseph De Grauw (1907-1992), senator
- Paul De Grauwe (1946), volksvertegenwoordiger, senator
- Léon Degrelle (1906-1994), volksvertegenwoordiger
- Pieter Isidore De Greve (1878-1965), volksvertegenwoordiger
- Louis De Grève (1929-2021), volksvertegenwoordiger, senator
- Alfons De Groeve (1885-1945), volksvertegenwoordiger
- André Degroeve (1931-2014), volksvertegenwoordiger
- Frans De Groof (1916-2005), senator
- Etienne de Groot (1948), volksvertegenwoordiger
- Eugène Degroote (1861-1951), volksvertegenwoordiger
- Hubert De Groote (1899-1979), volksvertegenwoordiger, senator
- Koenraad Degroote (1959), volksvertegenwoordiger
- Patrick De Groote (1958), senator
- Paul De Groote (1905-1997), senator
- Charles de Gruben (1833-1900), senator
- Albert De Gryse (1911-1996), volksvertegenwoordiger
- Jean-Jacques De Gucht (1983), senator
- Karel De Gucht (1954), volksvertegenwoordiger, senator
- Eugène De Guchtenaere (1852-1906), volksvertegenwoordiger
- Jean de Guchteneere (1758-1834), senator

### Deh
- Karel De Haeck (1894-1969), senator
- Jean-Luc Dehaene (1940-2014), volksvertegenwoordiger, senator
- Désiré de Haerne (1804-1890), volksvertegenwoordiger
- Eduard Dehandschutter (1901-1996), volksvertegenwoordiger, senator
- Joseph De Hasque (1873-1942), volksvertegenwoordiger, senator
- Lambert Dehasse (1808-1872), senator
- Louis de Haultepenne (1774-1841), senator
- Edouard de Haussy (1833-1894), senator
- François-Philippe de Haussy (1789-1869), senator
- Jules de Hemptinne (1825-1922), volksvertegenwoordiger
- Louis de Hemptinne (1855-1913), volksvertegenwoordiger
- Charles Arthur de Hemricourt de Grunne (1840-1911), senator
- Xavier de Hemricourt de Grunne (1894-1944), senator
- Fernand Dehousse (1906-1976), senator
- Jean-Maurice Dehousse (1936-2023), volksvertegenwoordiger, senator
- Maurice Dehu (1952), volksvertegenwoordiger

### Dej
- Charles Dejace (1856-1941), senator
- Théo Dejace (1906-1989), volksvertegenwoordiger, senator
- Adolf De Jaegere (1900-1944), volksvertegenwoordiger
- Maurice De Jaegere (1890-1957), volksvertegenwoordiger
- Charles Dejaegher (1875-1945), volksvertegenwoordiger
- Edouard De Jaegher (1806-1883), volksvertegenwoordiger
- Camille De Jaer (1847-1907), volksvertegenwoordiger
- Claude Dejardin (1938-2020), volksvertegenwoordiger
- Georges Dejardin (1914-1993), volksvertegenwoordiger
- Joseph Dejardin (1873-1932), volksvertegenwoordiger
- Lucie Dejardin (1875-1945), volksvertegenwoordiger
- René Dejonckheere (1959-2022), volksvertegenwoordiger
- Tania De Jonge (1969), volksvertegenwoordiger
- Gustave de Jonghe (1785-1846), senator
- Miche Dejonghe (1946), volksvertegenwoordiger
- Auguste de Jonghe d'Ardoye (1783-1868), senator
- Charles de Jonghe d'Ardoye (1907-2004), volksvertegenwoordiger
- Fernand de Jonghe d'Ardoye (1850-1925), volksvertegenwoordiger
- Jean de Jonghe d'Ardoye (1872-1919), volksvertegenwoordiger

### Dek
- Jules De Keersmaecker (1871-1956), volksvertegenwoordiger
- Paul De Keersmaecker (1929-2022), volksvertegenwoordiger
- Georgette De Kegel (1937-2023), volksvertegenwoordiger
- Philippe De Kepper (1821-1897), volksvertegenwoordiger
- Frédéric de Kerchove (1805-1880), senator
- Henri de Kerchove (1810-1885), volksvertegenwoordiger
- André de Kerchove de Denterghem (1885-1945), senator
- Charles de Kerchove de Denterghem (1819-1882), volksvertegenwoordiger
- Constantin de Kerchove de Denterghem (1790-1865), senator
- Oswald de Kerchove de Denterghem (1844-1906), volksvertegenwoordiger, senator
- Prosper de Kerchove de Denterghem (1813-1853), volksvertegenwoordiger
- Abel de Kerchove d’Exaerde (1839-1914), volksvertegenwoordiger
- Eugène de Kerchove d'Exaerde (1844-1934), senator
- Henri de Kerchove d'Exaerde (1870-1942), senator
- Robert de Kerchove d'Exaerde (1876-1954), volksvertegenwoordiger, senator
- Edgard François Marie Ghislain de Kerchove d'Ousselghem (1846-1926), senator
- Eugène de Kerckhove (1817-1889), volksvertegenwoordiger
- Paul De Kerpel (1933), volksvertegenwoordiger, senator
- Amédée De Keuleneir (1902-1999), volksvertegenwoordiger
- Roger Dekeyzer (1906-1992), senator
- Roger De Kinder (1919-1984), volksvertegenwoordiger

### Dela
- Henri de la Barre d'Erquelinnes (1885-1961), volksvertegenwoordiger, senator
- Justin-Charles de Labeville (1817-1894), senator
- Hubert Delacolette (1891-1974), volksvertegenwoordiger
- Edmond de la Coste (1788-1870), senator
- Léon Delacroix (1867-1929), volksvertegenwoordiger
- Michel Delacroix (1950), senator
- Myriam Delacroix-Rolin (1951), volksvertegenwoordiger
- Jan De Laet (1815-1891), volksvertegenwoordiger
- Thomas Delahaye (1943-2001), volksvertegenwoordiger
- Emile de Lalieux de La Rocq (1862-1918), volksvertegenwoordiger
- Désiré de Lamalle (1915-1996), volksvertegenwoordiger
- Louis de Laminne (1789-1858), volksvertegenwoordiger
- François de Langhe (1785-1853), volksvertegenwoordiger
- Alfred de Lanier (1855-1939), senator
- Henry Delanney (1886-1958), senator
- Paul-Olivier Delannois (1966), volksvertegenwoordiger
- Emile Delannoy (1853-1930), senator
- Gustave de Lannoy (1800-1892), volksvertegenwoordiger
- Pierre Delannoy (1876-1955), volksvertegenwoordiger
- Léon de Lantsheere (1862-1912), volksvertegenwoordiger
- Théophile de Lantsheere (1833-1918), volksvertegenwoordiger
- Robert Delathouwer (1953), volksvertegenwoordiger
- Achille Delattre (1879-1964), volksvertegenwoordiger
- Louis de Lausnay (1867-1933), senator
- Etienne de la Vallée Poussin (1903-1996), senator
- Séverine de Laveleye (1976), volksvertegenwoordiger
- Victor de Laveleye (1894-1945), volksvertegenwoordiger
- Georges Delbastée (1864-1944), volksvertegenwoordiger
- Auguste Delbeke (1853-1921), volksvertegenwoordiger
- Julien Delbeke (1859-1916), volksvertegenwoordiger
- Maurice Delbouille (1903-1984), senator
- René Delbrouck (1903-1942), volksvertegenwoordiger
- Charles Delcour (1811-1888), volksvertegenwoordiger

### Dele
- Yvonne Deleau-Prince (1910-1996), volksvertegenwoordiger
- Charles Delebecque (1833-1894), volksvertegenwoordiger
- Fernand Delecluse (1888-1952), senator
- Emile de le Court (1828-1895), senator
- Jean Ghisbert de Leeuw (1792-1872), volksvertegenwoordiger
- Josse Delehaye (1800-1888), volksvertegenwoordiger
- Louis de Le Hoye (1786-1863), volksvertegenwoordiger
- Jean-Baptiste Delescluse (1803-1861), volksvertegenwoordiger
- Olivier Deleuze (1954), volksvertegenwoordiger
- Emile De Lexhy (1828-1880), volksvertegenwoordiger
- Jozef De Ley (1879-1945), senator
- Paul Delforge (1919-1989), volksvertegenwoordiger, senator
- Antoine Delfosse (1895-1980), volksvertegenwoordiger
- Noël Delfosse (1801-1858), volksvertegenwoordiger
- Adolphe del Fosse et d'Espierres (1798-1879), senator
- Ghislain del Fosse et d'Espierres (1805-1875), senator
- Léon Delhache (1900-1974), volksvertegenwoordiger
- Jean-Baptiste Delhaye (1921-2003), volksvertegenwoordiger, senator
- Jean Delhez (1836-1908), volksvertegenwoordiger
- Gustave de Lhoneux (1839-1901), volksvertegenwoordiger, senator
- Antoine-François d'Elhoungne (1782-1857), volksvertegenwoordiger
- François d'Elhougne (1815-1892), volksvertegenwoordiger

### Deli
- Charles Alexandre de Liedekerke Beaufort (1764-1846), senator
- Hadelin de Liedekerke Beaufort (1816-1890), volksvertegenwoordiger
- Pierre de Liedekerke de Pailhe (1869-1943), volksvertegenwoordiger
- Charles Nicolas Deliège (1799-1861), volksvertegenwoordiger
- Charles Deliège (1901-1970), senator
- René Deliège (1909-1971), senator
- Eugène de Ligne (1804-1880), senator
- Jozef De Lille (1896-1985), volksvertegenwoordiger
- Léon De Lille (1897-1995), senator
- Victor de Lille (1863-1940), volksvertegenwoordiger
- Adolphe de Limburg-Stirum (1865-1956), volksvertegenwoordiger, senator
- Charles de Limburg Stirum (1906-1989), senator
- Philippe de Limburg Stirum (1830-1912), senator
- Thierry de Limburg Stirum (1827-1911), senator
- Jean-Marc Delizée (1959), volksvertegenwoordiger
- Roger Delizée (1935-1998), volksvertegenwoordiger
- Alphonse della Faille de Leverghem (1809-1879), volksvertegenwoordiger
- Charles della Faille de Leverghem (1842-1902), senator
- Agnes della Faille d'Huysse (1888-1971), senator
- Adolphe della Faille d'Huysse (1798-1873), volksvertegenwoordiger
- Herman della Faille d'Huysse (1846-1922), senator
- François della Faille d'Huysse (1771-1835), senator
- Hippolyte della Faille d'Huysse (1799-1875), volksvertegenwoordiger, senator
- Fernand Delmotte (1920-1998), senator
- Maurice Delmotte (1899-1970), senator

### Delo
- Frans de Loë-Imstenraedt (1789-1838), senator
- Ferdinand de Loën d'Enschedé (1833-1899), senator
- Nicolas de Longrée (1784-1875), volksvertegenwoordiger
- Kurt De Loor (1970), senator
- Herman De Loor (1942), volksvertegenwoordiger, senator
- Zefa De Loore-Raeymaekers (1922-2017), volksvertegenwoordiger, senator
- Hippolyte de Looz-Corswarem (1817-1890), senator
- Jean de Looz-Corswarem (1788-1843), senator
- Roger De Looze (1922-1961), volksvertegenwoordiger
- Henri Delor (1874-1943), volksvertegenwoordiger, senator
- René Delor (1905-1977), senator
- Francis Delpérée (1942), senator
- Hendrik Delport (1900-1981), senator
- Antoine Delporte (1855-1919), volksvertegenwoordiger
- Victor Delporte (1855-1914), volksvertegenwoordiger
- Victor Delporte (1922-2017), volksvertegenwoordiger
- Georges Delputte (1898-1983), volksvertegenwoordiger
- André Delrue (1906-1999), volksvertegenwoordiger
- Gérard Delruelle (1933-2019), volksvertegenwoordiger
- Janine Delruelle (1931-2022), volksvertegenwoordiger, senator
- Leon Ernest Deltenre (1896-1961), volksvertegenwoordiger
- Charles de Luesemans (1808-1882), volksvertegenwoordiger
- Ernest Delune (1859-1945), senator
- Anne Delvaux (1970), senator
- Bram Delvaux (1977), volksvertegenwoordiger
- Ernest Delvaux (1883-1969), senator
- Frédéric Delvaux (1834-1916), volksvertegenwoordiger
- Louis Delvaux (1895-1976), volksvertegenwoordiger
- Paul Marie Delvaux (1839-1916), volksvertegenwoordiger
- Henry Delvaux de Fenffe (1863-1943), volksvertegenwoordiger, senator
- Isidore Delvigne (1882-1959), volksvertegenwoordiger
- Leo Delwaide (1897-1978), volksvertegenwoordiger

### Dem
- Ferdinand de Macar (1830-1866), volksvertegenwoordiger
- Charles Ferdinand de Macar (1785-1866), senator
- Augustin De Maeght (1877-1959), senator
- August de Maere (1826-1900), volksvertegenwoordiger
- Karel De Maere (1897-1967), senator
- Maurice de Maere d'Aertrycke (1864-1941), volksvertegenwoordiger
- Michel De Maegd (1969), volksvertegenwoordiger
- Annie De Maght (1943), volksvertegenwoordiger
- Ephrem De Malander (1843-1930), volksvertegenwoordiger
- Hendrik De Man (1885-1953), senator
- Robert De Man (1900-1978), volksvertegenwoordiger, senator
- Filip De Man (1955), volksvertegenwoordiger
- Jean-Marie de Man d'Attenrode (1801-1879), volksvertegenwoordiger, senator
- Joseph de Man d'Hobruge (1775-1854), senator
- Fernand Demany (1904-1977), volksvertegenwoordiger
- Jean-Baptiste de Marchant d'Ansembourg (1782-1854), senator
- Abdon Demarneffe (1906-1992 ), senator
- Charles de Marnix (1807-1862), senator
- Louis de Marnix (1803-1881), senator
- Ferdinand de Marnix de Sainte-Aldegonde (1837-1913), senator
- Julius Demarré (1884-1951), senator
- Célestin Demblon (1859-1924), volksvertegenwoordiger
- Eugène de Méan de Beaurieux (1789-1876), senator
- Antoine de Meer de Moorsel (1792-1878), volksvertegenwoordiger, senator
- Athanase de Meester (1829-1884), senator
- Charles de Meester (1800-1855), volksvertegenwoordiger
- Emmanuel de Meester (1866-1943), volksvertegenwoordiger, senator
- Raymond de Meester de Betzenbroeck (1841-1907), senator
- François de Meester de Heyndonck (1879-1943), volksvertegenwoordiger
- Wivina Demeester (1943), volksvertegenwoordiger
- Ferdinand de Meeûs (1798-1861), volksvertegenwoordiger
- Edouard de Meeûs d'Argenteuil (1874-1944), volksvertegenwoordiger
- Albert de Menten de Horne (1848-1920), volksvertegenwoordiger
- Arthur Demerbe (1864-1927), senator
- Amaury Werner de Merode (1855-1914), senator
- Félix de Mérode (1791-1857), volksvertegenwoordiger
- Henri de Merode (1782-1842), senator
- Louis de Merode (1821-1876), senator
- Werner de Merode (1797-1840), volksvertegenwoordiger
- Henri de Merode (1856-1908), volksvertegenwoordiger, senator
- Charles de Mérode-Westerloo (1824-1892), volksvertegenwoordiger, senator
- Mark Demesmaeker (1958), senator
- Adolphe De Mets (1876-1947), senator
- Fernand Demets (1884-1952), senator
- Marcel Demets (1913-1984), volksvertegenwoordiger
- Ingeborg De Meulemeester (1965), volksvertegenwoordiger
- Victor De Meulemeester (1866-1927), senator
- Julien Demeulenaere (1937), volksvertegenwoordiger
- Francine Demeulenaere-Dewilde (1940), volksvertegenwoordiger
- Adolphe Demeur (1827-1892), volksvertegenwoordiger
- Rodrigue Demeuse (1992), senator
- Eugène de Mevius (1857-1936), senator
- Omer De Mey (1923-2008), volksvertegenwoordiger
- Jan De Meyer (1921-2014), senator
- Willy Demeyer (1959), volksvertegenwoordiger, senator
- Magda De Meyer (1954), volksvertegenwoordiger
- Jozef Demeyere (1936-2016), volksvertegenwoordiger
- Zuhal Demir (1980), volksvertegenwoordiger
- Charles de Moerman d'Harlebeke (1797-1854), senator
- Léon de Moerman d'Harlebeke (1828-1889), volksvertegenwoordiger
- Paul de Moffarts (1869-1953), senator
- René Demoitelle (1891-1955), volksvertegenwoordiger
- Els Demol (1958), volksvertegenwoordiger
- Franky Demon (1976), volksvertegenwoordiger
- Grégoire Demonceau (1795-1854), volksvertegenwoordiger
- Paul De Mont (1895-1950), senator
- Charles de Montpellier (1830-1914), volksvertegenwoordiger
- Jules de Montpellier d'Annevoie (1838-1908), volksvertegenwoordiger
- Adrien de Montpellier de Vedrin (1871-1946), volksvertegenwoordiger
- Edouard De Moor (1821-1869), voksvertegenwoordiger
- Joseph Demoor (1844-1905), senator
- Maria-Theresia de Moor-Van Sina (1893-1977), volksvertegenwoordiger
- Alphonse de Moreau (1840-1911), volksvertegenwoordiger
- Emile De Mot (1835-1909), volksvertegenwoordiger, senator
- Rudy Demotte (1963), volksvertegenwoordiger
- Émile Demoulin (1870-1948), senator
- Marcelin Demoulin (1908-1965), volksvertegenwoordiger
- Felix de Mûelenaere (1793-1862), volksvertegenwoordiger
- Gustave de Mûelenaere (1823-1874), voksvertegenwoordiger
- François De Munck (1794-1855), senator
- Edward Demuyt (1935-2023), volksvertegenwoordiger
- Albert Demuyter (1925-2011), volksvertegenwoordiger, senator
- Ernest Demuyter (1893-1963), volksvertegenwoordiger

### Den
- Jean De Naeyer (1808-1875), volksvertegenwoordiger
- Florimond de Namur d'Elzée (1826-1890), senator
- Guillaume Denauw (1880-1956), senator
- Joseph De Neckere (1801-1834), senator
- Remi Emile Deneef (1871-1949), volksvertegenwoordiger
- Edouard De Néeff (1835-1913), volksvertegenwoordiger
- Pierre-Jean Denef (1774-1844), volksvertegenwoordiger
- Adhémar Deneir (1935-1996), volksvertegenwoordiger, senator
- Philippe de Neve (1777-1847), senator
- Jan-Baptist De Neve (1870-1942), senator
- Emile de Neve de Roden (1840-1915), senator
- Bart De Nijn (1954), senator
- Hector Denis (1842-1913), volksvertegenwoordiger
- Jean Denis (1902-1992), volksvertegenwoordiger
- Maurice Denis (1916-1978), volksvertegenwoordiger
- Robert Denis (1940), volksvertegenwoordiger
- Robert Denison (1936-2015), volksvertegenwoordiger
- Frédéric d'Ennetières (1789-1875), senator
- Alfons De Nolf (1910-1991), volksvertegenwoordiger
- Leon Dens (1869-1940), senator
- André Denys (1948-2013), volksvertegenwoordiger
- Valérie Déom (1967), volksvertegenwoordiger

### Dep
- Guido De Padt (1954), senator
- Maurice De Padt (1926-2006), senator
- Gerard De Paep (1898-1985), senator
- Placide De Paepe (1913-1989), volksvertegenwoordiger
- Antoine Depage (1862-1925), senator
- Pierre Depage (1894-1979), senator
- Alexandre de Paul de Barchifontaine (1814-1887), volksvertegenwoordiger
- Julius De Pauw (1896-1971), volksvertegenwoordiger
- Jean-Marie de Pelichy van Huerne (1774-1859), senator
- Armand De Pelsemaeker (1916-1968), volksvertegenwoordiger
- Armand de Perceval (1818-na 1869), volksvertegenwoordiger
- Jean de Perceval (1786-1842), volksvertegenwoordiger
- Corinne De Permentier (1960), volksvertegenwoordiger
- Léo De Peuter (1886-1967), volksvertegenwoordiger
- Edouard de Pierpont de Rivière (1871-1946), volksvertegenwoordiger
- Alberic de Pierpont Surmont de Volsberghe (1861-1929), senator
- Henri de Pitteurs (1806-1859), volksvertegenwoordiger
- Antoine de Pitteurs-Hiegaerts (1795-1874), senator
- Armand de Pitteurs-Hiegaerts (1837-1924), senator
- Charles de Pitteurs-Hiegaerts (1797-1863), volksvertegenwoordiger
- Henri de Pitteurs-Hiegaerts (1834-1917), volksvertegenwoordiger
- Léon de Pitteurs de Budingen (1845-1913), senator
- Simon Deploige (1868-1927), senator
- Charles De Ponthière (1841-1929), volksvertegenwoordiger
- Edmond Depontieu (1869-1940), senator
- Kathleen Depoorter (1971), volksvertegenwoordiger
- Ortwin Depoortere (1970), volksvertegenwoordiger
- Auguste De Portemont (1814-1886), volksvertegenwoordiger
- Joseph de Potesta (1773-1851), senator
- Ursmar Depotte (1872-1964), volksvertegenwoordiger, senator
- Jenne De Potter (1979), volksvertegenwoordiger
- Joseph de Potter (1798-1883), volksvertegenwoordiger
- François De Pouhon (1796-1872), volksvertegenwoordiger
- Melissa Depraetere (1992), volksvertegenwoordiger
- Jozef Depré (1921-2003), volksvertegenwoordiger
- Gaston de Pret Roose de Calesberg (1839-1918), senator
- Jean Depreter (1944), volksvertegenwoordiger
- Jean-Baptiste De Prey (1777-1860), volksvertegenwoordiger
- Gérard Deprez (1943) senator
- Oscar Deprez (1854-1921), volksvertegenwoordiger
- Remi De Puydt (1789-1844), volksvertegenwoordiger

### Deq Deri
- André Dequae (1915-2006), volksvertegenwoordiger
- Florimond de Quarré (1765-1852), senator
- Maurice Dequeecker (1905-1985), senator
- Edouard Dequesne (1805-1871), volksvertegenwoordiger
- Sébastien de Raet (1928-2013), volksvertegenwoordiger
- Maurice de Ramaix (1850-1918), volksvertegenwoordiger, senator
- Els De Rammelaere (1969), volksvertegenwoordiger
- Henri De Rasquinet (1888-1938), volksvertegenwoordiger
- Alphonse de Rasse (1813-1892), senator
- Jules de Rasse (1808-1883), volksvertegenwoordiger
- Denis de Rasse de la Faillerie (1762-1839), senator
- Amina Derbaki Sbaï (1962), senator
- Charles Derbaix (1885-1960), volksvertegenwoordiger, senator
- Eugène Derbaix (1855-1932), volksvertegenwoordiger, senator
- Charles Dereine (1818-1909), volksvertegenwoordiger
- Maximilien de Renesse (1801-1864), volksvertegenwoordiger
- Theodore de Renesse (1854-1927), senator
- Louis-Joseph de Renesse (1797-1863), senator
- Ludolphe de Renesse (1825-1889), senator
- Louis De Reu (1844-1917), volksvertegenwoordiger
- Bob De Richter (1949-2015), volksvertegenwoordiger
- Etienne Derick (1891-1963), volksvertegenwoordiger
- Annick De Ridder (1979), senator
- Louis De Ridder (1806-1900), volksvertegenwoordiger
- Minneke De Ridder (1980), volksvertegenwoordiger
- Philippe De Ridder (1773-1856), senator
- Vital De Ridder (1841-1918), senator
- Armand Louis De Riemaecker (1909-1995), senator
- Marguerite De Riemaecker-Legot (1913-1977), volksvertegenwoordiger
- Stanislas De Rijck (1919-1968), volksvertegenwoordiger, senator
- Raymond Derine (1926-1987), volksvertegenwoordiger
- Joseph de Chimay (1808-1886), volksvertegenwoordiger
- Joseph II de Chimay (1836-1892), volksvertegenwoordiger
- Joseph III de Chimay (1858-1937), volksvertegenwoordiger
- Alphonse de Chimay (1844-1928), volksvertegenwoordiger

### Dero Dery
- Georges De Ro (1854-1921), senator
- Alexandre de Robaulx (1798-1861), volksvertegenwoordiger
- Eugène de Robiano (1783-1873), senator
- François de Robiano (1778-1836), senator
- Léon de Robiano (1808-1893), senator
- Louis de Robiano (1781-1855), volksvertegenwoordiger
- Ludovic de Robiano (1807-1887), senator
- Maurice de Robiano (1815-1869), senator
- Jacinta De Roeck (1956), senator
- Charles De Rongé (1822-1879), volksvertegenwoordiger
- Achiel De Roo (1876-1938), senator
- Carolus Josephus de Roo (1793-1880), volksvertegenwoordiger
- Johan De Roo (1948), volksvertegenwoordiger, senator
- Stijn De Roo (1988), senator
- Peter De Roover (1962), volksvertegenwoordiger
- Armand De Rore (1919-1999), volksvertegenwoordiger
- Fernand de Rossius (1831-1885), volksvertegenwoordiger
- Pascal de Roubaix (1947), volksvertegenwoordiger
- Edouard de Rouillé (1786-1865), senator
- Edouard Jean de Rouillé (1865-1938), senator
- Alexandre de Royer de Dour (1795-1852), senator
- Charles de Royer de Dour (1796-1858), volksvertegenwoordiger
- Marcel Derudder (1902-1943), volksvertegenwoordiger
- Mathieu de Ruddere de te Lokeren (1787-1867), volksvertegenwoordiger
- Henri Deruelles (1914-1993), volksvertegenwoordiger, senator
- Erik Derycke (1949), volksvertegenwoordiger
- André de Ryckman de Winghe (1795-1869), senator

### Des Desc
- Louis De Sadeleer (1852-1924), volksvertegenwoordiger, senator
- Jos De Saeger (1911-1998 ), voksvertegenwoordiger
- Pierre De Saegher (1802-1878), volksvertegenwoordiger
- Rodolphe Desaegher (1871-1941), volksvertegenwoordiger
- Willy Desaeyere (1942-2018), volksvertegenwoordiger
- Jean De Saive (1805-1878), volksvertegenwoordiger
- Etienne de Sauvage (1789-1867), volksvertegenwoordiger
- Albert de Savoye (1879-1960), senator
- Eugène de Savoye (1852-1916), senator
- Leopold de Saxe-Cobourg-Gotha (1835-1909), senator
- Edouard Descampe (1888-1962), senator
- Jules Descampe (1911-1979), volksvertegenwoordiger
- Edouard Descamps (1847-1933), senator
- Joseph Jules Descamps (1820-1892), volksvertegenwoordiger
- Joseph Louis Descamps (1845-1926), volksvertegenwoordiger
- Pierre Descamps (1916-1992), senator
- Alberic Descantons de Montblanc (1834-1914), volksvertegenwoordiger, senator

### Desch
- Erard de Schaetzen (1904-1997), senator
- François de Schaetzen (1875-1956), volksvertegenwoordiger
- Louis de Schaetzen (1793-1880), volksvertegenwoordiger
- Oscar de Schaetzen (1836-1907), volksvertegenwoordiger
- Georges de Schaetzen van Brienen (1887-1961), volksvertegenwoordiger
- Mia De Schamphelaere (1961), volksvertegenwoordiger, senator
- Pierre Deschamps (1921-2008), volksvertegenwoordiger, senator
- Léopold Deschepper (1901-1983), volksvertegenwoordiger, senator
- Pierre de Schiervel (1783-1866), senator
- Charles De Schietere (1783-1860), senator
- Lucien Deschodt (1906-1947), volksvertegenwoordiger
- Gustave de Schrynmakers de Dormael (1890-1954), senator
- August De Schryver (1898-1991), volksvertegenwoordiger
- Augustin De Schutter (1870-1951), volksvertegenwoordiger
- Jozef Deschuyffeleer (1913-1959), senator

### Dese
- François de Sécus (1760-1836), senator
- Frédéric de Sécus (1787-1862), volksvertegenwoordiger
- Oscar de Séjournet de Rameignies (1841-1926), senator
- Désiré Desellier (1885-1942), volksvertegenwoordiger
- Edmond de Selys Longchamps (1813-1900), volksvertegenwoordiger, senator
- Hector de Selys Longchamps (1878-1957), volksvertegenwoordiger, senator
- Walthère de Selys Longchamps (1846-1912), senator
- Jozef De Seranno (1928-2010), volksvertegenwoordiger, senator
- Roel Deseyn (1976), volksvertegenwoordiger
- Aimé Desimpel (1941-2002), volksvertegenwoordiger
- Caroline Désir (1976), volksvertegenwoordiger, senator
- Camille Desmaisières (1862-1921), volksvertegenwoordiger, senator
- Léandre Desmaisières (1794-1864), volksvertegenwoordiger
- Pierre-Charles Desmanet de Biesme (1793-1865), volksvertegenwoordiger, senator
- José Desmarets (1925-2019), volksvertegenwoordiger
- Jules Desmedt (1832-1893), volksvertegenwoordiger
- René Desmedt (1888-1962), volksvertegenwoordiger, senator
- Charles Desmet (1798-1860), volksvertegenwoordiger
- Eugène De Smet (1787-1872), volksvertegenwoordiger
- Louis Desmet (1900-1985), senator
- François De Smet (1977), volksvertegenwoordiger
- Pierre De Smet (1892-1975), senator
- Séraphin De Smet (1803-1886), volksvertegenwoordiger
- Maria Desmet-Delrue (1898-1982), senator
- Paul de Smet de Naeyer (1843-1913), volksvertegenwoordiger, senator
- Frans Desmidt (1882-1944), volksvertegenwoordiger
- Ferdinand Desoer (1780-1867), volksvertegenwoordiger
- Léon de Somzée (1837-1901), volksvertegenwoordiger

### Desp
- Joseph d'Espiennes (1778-1860), senator
- Pieter De Spiegeleer (1981), volksvertegenwoordiger
- Albert de Spot (1888-1968), senator
- Raphaël de Spot (1850-1926), senator
- Maurice Despret (1861-1933), senator
- François Desquesnes (1971), senator
- Karel Dessain (1871-1944), senator
- Julien Desseyn (1932), volksvertegenwoordiger
- Jacques De Staercke (1927-2017), volksvertegenwoordiger
- Goswin de Stassart (1780-1854), senator
- Adhémar de Steenhault de Waerbeek (1840-19906), senator
- Ernest de Steenhault de Waerbeek (1815-1886), volksvertegenwoordiger
- Léon de Steenhault de Waerbeek (1871-1939), senator
- Etienne de Stenbier de Wideux (1784-1857), volksvertegenwoordiger
- Maurice Destenay (1900-1973), volksvertegenwoordiger
- Alain Destexhe (1958), senator
- Paul de Stexhe (1913-1999), senator
- Gustaaf De Stobbeleir (1900-1986), senator
- François de Stockhem-Mean (1770-1845), senator
- Charles Destouvelles (1775-1842), volksvertegenwoordiger
- Jules Destrée (1863-1936), volksvertegenwoordiger
- Olivier Destrebecq (1965), volksvertegenwoordiger, senator
- Pierre Destriveaux (1780-1853), volksvertegenwoordiger
- Ferdinand de Stuers (1835-1900), volksvertegenwoordiger
- Emmanuel Desutter (1938), volksvertegenwoordiger, senator
- Petra De Sutter (1963), senator
- Roland Deswaene (1934-2025), volksvertegenwoordiger
- Alberic Deswarte (1875-1928), senator
- Arthur De Sweemer (1903-1986), volksvertegenwoordiger

### Det
- Robert Detaevernier (1894-1961), senator
- Alfred De Taeye (1905-1958), volksvertegenwoordiger
- Michèle Detaille (1957), volksvertegenwoordiger
- Gustave de Terwangne (1863-1938), volksvertegenwoordiger
- Albert de Theux de Meylandt (1853-1915), volksvertegenwoordiger
- Barthélémy de Theux de Meylandt (1794-1874), volksvertegenwoordiger
- Nicolas Dethier (1888-1976), senator
- Alfred Dethuin (1835-1913), volksvertegenwoordiger, senator
- Auguste Désiré Dethuin (1801-1868), senator
- Rutger de Tiecken de Terhove (1780-1860), volksvertegenwoordiger
- Frans Detiège (1909-1980), volksvertegenwoordiger
- Leona Detiège (1942), volksvertegenwoordiger, senator
- Maya Detiège (1967), volksvertegenwoordiger
- Thierry Detienne (1959), volksvertegenwoordiger
- Camille de Tornaco (1807-1880), volksvertegenwoordiger, senator
- Francis Detraux (1946-2016), senator
- Jean-Pierre Detremmerie (1940-2016), volksvertegenwoordiger
- Jules de Trooz (1857-1907), volksvertegenwoordiger
- Nathalie de T'Serclaes (1949), volksvertegenwoordiger, senator
- Emile de T'Serclaes de Wommersom (1809-1880), volksvertegenwoordiger

### Deu Dev
- Jef Deumens (1890-1973), volksvertegenwoordiger, senator
- François De Vadder (1813-1884), senator
- Auguste Devaux (1878-1955), senator
- Paul Devaux (1801-1880), volksvertegenwoordiger
- Godfried Develter (1909-1980), volksvertegenwoordiger
- Albert Devèze (1881-1959), volksvertegenwoordiger
- Michel Devèze (1905-1977), volksvertegenwoordiger
- Paul De Vidts (1922-2002), volksvertegenwoordiger
- Jules Devigne (1844-1908), volksvertegenwoordiger
- Fernand Devilers (1903-1989), volksvertegenwoordiger
- Gustaaf De Ville (1914-1979), volksvertegenwoordiger
- Jean-Marie de Villegas (1803-1876), volksvertegenwoordiger
- Laurent Devin (1970), volksvertegenwoordiger
- Gaston de Vinck (1855-1927), senator
- Alfred de Vinck de Winnezeele (1852-1914), senator
- Polydore De Visch, (1878-1930), senator
- Albert de Vleeschauwer (1897-1971), volksvertegenwoordiger
- Charles De Vlieger (1916-2009), volksvertegenwoordiger
- Wilfried De Vlieghere (1941), volksvertegenwoordiger
- Carl Devlies (1953), volksvertegenwoordiger
- Paul Devlies (1922-2001), volksvertegenwoordiger, senator
- Jacques De Vocht (1902-1959), senator
- Jacques Devolder (1943), volksvertegenwoordiger, senator
- Joseph Devolder (1842-1919), volksvertegenwoordiger, senator
- Adolphe Devos (1836-1922), senator
- Alphonse De Vos (1882-1959), volksvertegenwoordiger
- Auguste Devos (1820-1880), volksvertegenwoordiger
- Godelieve Devos (1926-2016), volksvertegenwoordiger
- Joris Devos (1889-1942), senator
- Robert Devos (1916-1996), volksvertegenwoordiger
- Maaike De Vreese (1984), senator
- Juliaan De Vriendt (1842-1935), volksvertegenwoordiger
- Maurice Devriendt (1894-1978), volksvertegenwoordiger, senator
- Joris De Vriendt (1966), volksvertegenwoordiger
- Wouter De Vriendt (1977), volksvertegenwoordiger
- Adolphe de Vrière (1806-1885), volksvertegenwoordiger
- Etienne de Vrière (1857-1936), senator
- Alexandre de Vrints Treuenfeld (1838-1906), volksvertegenwoordiger, senator
- Jozef Devroe (1905-1976), volksvertegenwoordiger
- Benoît Devroede (1821-1869), volksvertegenwoordiger
- Gustavus Devuyst (1898-1981), senator
- Steven De Vuyst (1987), volksvertegenwoordiger

### Dew
- Léopold de Wael (1823-1892), volksvertegenwoordiger
- Patrick Dewael (1955), volksvertegenwoordiger
- Henri Dewaele (1872-1942), senator
- Joseph-Louis de Waha (1800-1863), senator
- Victor De Wals (1881-1951), senator
- Barthel Dewandre (1822-1893), volksvertegenwoordiger, senator
- Edmond Dewandre (1855-1924), volksvertegenwoordiger
- Augustin de Wautier (1777-1848), senator
- Frans De Weert (1929-1970), volksvertegenwoordiger
- Pierre De Weirdt (1954), volksvertegenwoordiger
- Bart De Wever (1970), volksvertegenwoordiger, senator
- Monique De Weweire (1949), volksvertegenwoordiger
- Laurent De Wilde (1877-1962), volksvertegenwoordiger
- Emmanuel De Winde (1871-1961), volksvertegenwoordiger
- August De Winter (1925-2005), volksvertegenwoordiger
- Emiel De Winter (1902-1985), senator
- Filip Dewinter (1962), volksvertegenwoordiger, senator
- Jean-Baptiste De Winter (1831-1913), volksvertegenwoordiger
- Sophie De Wit (1973), volksvertegenwoordiger
- Emile Dewitt (1880-1934), senator
- Jean de Witte (1768-1843), volksvertegenwoordiger
- Alphonse de Woelmont d'Opleeuw (1799-1856), volksvertegenwoordiger
- Ferdinand de Woelmont (1815-1875), senator
- Gustave de Woelmont (1828-1914), volksvertegenwoordiger
- Lambert Dewonck (1879-1959), volksvertegenwoordiger
- Léon de Wouters d'Oplinter (1817-1871), volksvertegenwoordiger
- Fernand de Wouters d'Oplinter (1868-1942), volksvertegenwoordiger
- Philippe de Wouters d'Oplinter (1783-1856), senator
- Maurice Dewulf (1922-2008), volksvertegenwoordiger
- Nathalie Dewulf (1974), volksvertegenwoordiger
- Roger De Wulf (1929-2016), volksvertegenwoordiger
- Pierre Dexters (1905-1981), volksvertegenwoordiger
- Eugène de Zerezo de Téjada (1824-1887), volksvertegenwoordiger

### Dh
- Albert D'Haese (1889-1982), volksvertegenwoordiger, senator
- Christoph D'Haese (1967), volksvertegenwoordiger
- Jos D'Haese (1992), senator
- Guy D'haeseleer (1969), volksvertegenwoordiger, senator
- Louis D'Haeseleer (1911-1988), volksvertegenwoordiger
- Diane D'Haeseleer (1936-2002), volksvertegenwoordiger
- Charles-François d'Hane de Steenhuyse (1830-1888), volksvertegenwoordiger
- Charles d'Hane de Steenhuyze (1787-1858), volksvertegenwoordiger
- Jean-Baptiste Joseph d'Hane de Steenhuyse (1797-1858), volksvertegenwoordiger, senator
- François Dhanis (1819-1881), senator
- Pierre D'hauwer (1863-1919), volksvertegenwoordiger
- Adolf Dhavé (1872-1950), volksvertegenwoordiger
- François d'Hoffschmidt (1797-1854), volksvertegenwoordiger
- Constant d'Hoffschmidt (1804-1873), volksvertegenwoordiger, senator
- Denis D'Hondt (1940), volksvertegenwoordiger, senator
- Ghislain D'Hondt (1889-1956), senator
- Greta D'Hondt (1949), volksvertegenwoordiger
- Gustave D'Hondt (1873-1953), volksvertegenwoordiger
- Paula D'Hondt (1926-2022), senator
- Raymond Dhont (1811-1879), volksvertegenwoordiger
- Jacques D'Hooghe (1950), senator
- Ferdinand d'Hoop (1798-1866), senator
- Luc Dhoore (1928-2021), volksvertegenwoordiger
- Edgard D'Hose (1953-2019), volksvertegenwoordiger
- Stephanie D'Hose (1981), senator
- Albert d'Huart (1867-1937), volksvertegenwoordiger, senator
- Alfred d'Huart (1839-1927), senator
- Edouard d'Huart (1800-1884), volksvertegenwoordiger, senator

### Di
- Maurice Didden (1941), volksvertegenwoordiger, senator
- Achille Diegenant (1936-2019), volksvertegenwoordiger, senator
- Fred Dielens (1940), volksvertegenwoordiger
- Greta Dielens (1942), volksvertegenwoordiger
- René Diependaele (1913-1983), senator
- Octave Dierckx (1882-1955), senator
- Pierre Dierckx (1828-1921), volksvertegenwoordiger
- Leen Dierick (1978), volksvertegenwoordiger
- Ludo Dierickx (1929-2009), volksvertegenwoordiger, senator
- Vincent Diericx (1862-1947), volksvertegenwoordiger
- Adiel Dierkens (1878-1951), volksvertegenwoordiger
- Ferdinand Dierman (1850-1910), senator
- René Dieudonné (1900-1958), volksvertegenwoordiger
- Émile Digneffe (1858-1937), senator
- Pierre Dijon (1888-1965), volksvertegenwoordiger
- Karel Dillen (1925-2007), volksvertegenwoordiger, senator
- Marijke Dillen (1960), volksvertegenwoordiger
- Noëlla Dinant (1919-1985), volksvertegenwoordiger
- François Dindal (1791-1866), senator
- Pierre Diriken (1882-1960), volksvertegenwoordiger, senator
- Elio Di Rupo (1951), volksvertegenwoordiger, senator
- Jean Discry (1898-1980), volksvertegenwoordiger
- Henri Disière (1865-1954), senator
- Benoît Dispa (1963), volksvertegenwoordiger
- Raymond Dispy (1903-1980), volksvertegenwoordiger

### Do
- Ghislain Dochen (1863-1956), senator
- Magali Dock (1979), volksvertegenwoordiger
- Philippe Dodrimont (1964), senator
- Ferdinand Dohet (1850-1924), volksvertegenwoordiger
- Jean Martin Dohet (1815-1880), volksvertegenwoordiger
- Charles Doignon (1790-1864), volksvertegenwoordiger
- François Dolez (1806-1883), senator
- Hubert Dolez (1808-1880), volksvertegenwoordiger, senator
- Jean d'Omalius d'Halloy (1783-1875), senator
- François Domis (1776-1835), volksvertegenwoordiger
- Edmond Doms (1873-1940), volksvertegenwoordiger
- Didier Donfut (1956), volksvertegenwoordiger
- Samuel Donnay (1866-1929), volksvertegenwoordiger
- Joy Donné (1974), volksvertegenwoordiger
- François Donny (1791-1872), volksvertegenwoordiger
- Eugeen Donse (1901-1996), senator
- Georges Donvil (1882-1970), senator
- Ignace Dony (1844-1921), volksvertegenwoordiger
- Maximilien Doreye (1841-1903), senator
- Edouard Doublet (1874-1934), senator
- Auguste Doucet de Tillier (1837-1923), volksvertegenwoordiger
- Dalila Douifi (1970), volksvertegenwoordiger, senator
- Adrien d'Oultremont (1843-1907), volksvertegenwoordiger
- Adhémar d'Oultremont (1845-1910), senator
- Émile d'Oultremont (1787-1851), senator
- Émile d'Oultremont (1831-1896), senator
- Robert Doutreligne (1861-1921), volksvertegenwoordiger
- Amédée Doutrepont (1885-1972), senator
- Auguste d'Overschie de Neeryssche (1802-1880), senator

### Dr
- Willem Draps (1952), volksvertegenwoordiger
- Benoît Drèze (1957), volksvertegenwoordiger
- Julien Drèze (1867-1928), volksvertegenwoordiger
- René Drèze (1915-1963), volksvertegenwoordiger
- Jeanne Driessen (1892-1997), senator
- Adolphe Drion du Chapois (1831-1914), volksvertegenwoordiger
- Ernest Drion du Chapois (1869-1942), volksvertegenwoordiger
- Louis Drubbel (1814-1887), volksvertegenwoordiger
- Marc Drumaux (1922-1972), volksvertegenwoordiger
- Maxime Dryon (1843-1921), senator

### Du
- André Dua (1914-1978), senator
- Vera Dua (1952), volksvertegenwoordiger, senator
- Josy Dubié (1940), senator
- Abel Dubois (1921-1989), volksvertegenwoordiger, senator
- Alfons Du Bois (1878-1959), senator
- André Dubois (1928-1999), volksvertegenwoordiger
- Armand Du Bois (1873-1926), senator
- Charles Dubois (1806-1841), volksvertegenwoordiger
- Ferdinand du Bois (1767-1848), senator
- Joseph Dubois (1830-1878), volksvertegenwoordiger
- Adolphe du Bois d'Aische (1825-1868), volksvertegenwoordiger
- Ferdinand du Bois de Nevele (1795-1862), senator
- Edouard Du Bost (1855-1945), senator
- François Du Bus (1791-1873), volksvertegenwoordiger
- Albéric du Bus de Gisignies (1810-1874), volksvertegenwoordiger, senator
- Bernard Amé du Bus de Gisignies (1808-1874), volksvertegenwoordiger, senator
- Bernard du Bus de Gisignies (1832-1917), senator
- André du Bus de Warnaffe (1955), senator
- Charles du Bus de Warnaffe (1894-1965), volksvertegenwoordiger
- Léon du Bus de Warnaffe (1866-1938), volksvertegenwoordiger, senator
- Daniel Ducarme (1954-2010), volksvertegenwoordiger
- Denis Ducarme (1973), volksvertegenwoordiger
- Hippolyte Ducastel (1863-1930), senator
- Jacques Duchaine (1905-1993), senator
- Joseph du Château (1896-1968), volksvertegenwoordiger
- Ernest Duchateau (1858-1934), senator
- Henri Duchatel (1884-1933), volksvertegenwoordiger, senator
- Roland Duchâtelet (1946), senator
- Medard Edmond Duchatelez (1862-1947), senator
- Mathieu Duchesne (1880-1967), volksvertegenwoordiger
- Arlette Duclos-Lahaye (1918-2010), volksvertegenwoordiger
- Adolphe Ducobu (1918-1979), volksvertegenwoordiger
- Fernand Ducobu (1913-2001), volksvertegenwoordiger
- Ferdinand d'Udekem de Guertechin (1798-1853), senator
- Marcel Duerinck (1920-2024), volksvertegenwoordiger
- François du Four (1871-1945), senator
- François Dufour (1938-2014), volksvertegenwoordiger
- Anthony Dufrane (1977), volksvertegenwoordiger
- Jules Dufrane (1848-1935), volksvertegenwoordiger, senator
- Alexandre Dugniolle de Mévius (1790-1879), volksvertegenwoordiger
- Henri Dujardin (1882-1963), volksvertegenwoordiger
- Joseph Dujardin (1879-1939), senator
- Jean Dulac (1920-2008), senator
- Henri Dulieu (1904-1959), senator
- Daphne Dumery (1974), volksvertegenwoordiger
- Paul Dumez (1942), volksvertegenwoordiger
- Alphonse Dumon (1842-1923), senator
- Auguste Dumon (1819-1892), volksvertegenwoordiger
- Augustin Dumon (1791-1852), senator
- Henri Dumon (1820-1889), senator
- Yves du Monceau de Bergendal (1922-2013), volksvertegenwoordiger, senator
- Eugène Dumont (1840-1908), senator
- Guillaume Dumont (1787-1855), volksvertegenwoordiger
- Joseph Dumont (1881-1945), senator
- Auguste Dumont de Chassart (1859-1921), senator
- Barthélemy Dumortier (1797-1878), volksvertegenwoordiger
- Henri Dumortier (1821-1867), volksvertegenwoordiger

### Dup
- Georges Duplat (1882-1954), volksvertegenwoordiger
- Guillaume Duplicy (1879-1938), senator
- Émile Dupont (1834-1912), volksvertegenwoordiger
- François Dupont (1780-1838), senator
- Jozef Dupont (1907-1994), senator
- Maurice du Pont d'Ahérée (1810-1864), senator
- Perpète du Pont d'Ahérée (1778-1857), senator
- Jos Dupré (1928-2021), volksvertegenwoordiger
- Georges Dupret (1850-1930), senator
- Louis Dupret (1801-1863), volksvertegenwoordiger
- René Dupriez (1895-1950), volksvertegenwoordiger
- Antoine Duquesne (1941-2010), volksvertegenwoordiger, senator
- Henri Duquesne Watelet de la Vinelle (1864-1924), volksvertegenwoordiger
- Isabelle Durant (1954), senator
- Ernest Duray (1877-1955), senator
- Léon Duray (1890-1960), senator
- Véronique Durenne (1969), senator
- Emile Duret (1890-1960), volksvertegenwoordiger, senator
- Florimond Durieu (1826-1916), volksvertegenwoordiger
- Alfred Durieux (1862-1947), senator
- Jan Durnez (1953), senator
- Annie Duroi-Vanhelmont (1936), volksvertegenwoordiger
- Alexis du Roy de Blicquy (1798-1875), volksvertegenwoordiger
- Charles-Joseph d'Ursel (1777-1860), senator
- Joseph d'Ursel (1848-1903), senator
- Léon d'Ursel (1805-1878), senator
- Ludovic-Marie d'Ursel (1809-1886), volksvertegenwoordiger, senator
- Hippolyte d'Ursel (1850-1937), senator
- Robert d'Ursel (1873-1955), senator
- Robert Duterne (1897-1974), senator
- Charles Du Trieu de Terdonck (1790-1861), senator
- Gustave Dutrieux (1921-1965), senator
- Georges Dutry (1949), volksvertegenwoordiger
- Dieudonné du Val de Beaulieu (1786-1844), senator
- Armand Duvieusart (1867-1951), volksvertegenwoordiger
- Etienne Duvieusart (1935), volksvertegenwoordiger, senator
- Jean Duvieusart (1900-1977), volksvertegenwoordiger
- Auguste Duvivier (1772-1846), volksvertegenwoordiger
- Noël Duvivier (1912-1981), senator
- Louis Duysburgh (1891-1959), volksvertegenwoordiger
- Edmond Duysters (1871-1953), volksvertegenwoordiger

## E
- Felix Ectors (1840-1918), senator
- Henri Edebau (1886-1964), senator
- Paul Eeckman (1911-1964), volksvertegenwoordiger
- Willem Eekelers (1883-1954), volksvertegenwoordiger
- Achille Albert Eeman (1852-1920), volksvertegenwoordiger
- Jan Eeman (1939-2011), senator
- Alexis Eenens (1805-1883), volksvertegenwoordiger
- Willem Eekelers (1883-1954), volksvertegenwoordiger
- Claude Eerdekens (1948), volksvertegenwoordiger
- Jules Eerdekens (1977), senator
- Leo Elaut (1897-1978), senator
- Ferdinand Elbers (1862-1943), senator
- Hendrik Elias (1902-1973), volksvertegenwoordiger
- Jacques Nicolas Elias (1826-1873), volksvertegenwoordiger
- Camille Elise (1924-1982), senator
- Marc Elsen (1960), senator
- Pierre Eloy de Burdinne (1776-1855), volksvertegenwoordiger, senator
- Nadia El Yousfi (1965), senator
- Corneille Embise (1893-1965), volksvertegenwoordiger
- Isabelle Emmery (1966), volksvertegenwoordiger
- Louis Empain (1862-1935), senator
- Gerard Eneman (1913-1972), volksvertegenwoordiger
- Jacques Engler (1769-1846), senator
- Numa Enners (1849-1929), volksvertegenwoordiger
- Fred Erdman (1933-2021), volksvertegenwoordiger, senator
- Victor Ernest (1875-1940), volksvertegenwoordiger
- Antoine Ernst (1796-1841), volksvertegenwoordiger
- Jean Winand Ernst (1797-1860), volksvertegenwoordiger
- Christian Esser (1886-1952), senator
- Paul Estienne (1904-1977), senator
- Jean-Baptiste Everaerts (1818-1904), senator
- Eugène Everaerts de Velp (1866-1952), volksvertegenwoordiger
- Alfred Evers (1935-2018), volksvertegenwoordiger, senator
- Jean-Marie Evrard (1911-2004), volksvertegenwoordiger
- Yves Evrard (1969), senator
- Gustaaf Eylenbosch (1856-1939), senator
- Gaston Eyskens (1905-1988), volksvertegenwoordiger
- Mark Eyskens (1933), volksvertegenwoordiger

## F

### Fa
- Inge Faes (1973), senator
- Léopold Fagnart (1849-1899), volksvertegenwoordiger
- Louis Faignart (1803-1882), volksvertegenwoordiger
- Isidore Fallon (1780-1861), volksvertegenwoordiger
- Edouard Falony (1861-1939), volksvertegenwoordiger
- Nawal Farih (1988), volksvertegenwoordiger
- Albert Fasbender (1897-1983), volksvertegenwoordiger
- Armand Fassin (1925-1998), volksvertegenwoordiger
- Hendrik Fayat (1908-1997), volksvertegenwoordiger

### Fe
- Valmy Féaux (1933), volksvertegenwoordiger, senator
- Daniel Fedrigo (1950), volksvertegenwoordiger
- Jozef Fehrenbach (1880-1950), senator
- Jean Férir (1927-2015), volksvertegenwoordiger
- Alphonse Ferminne (1873-1946), senator
- Julie Fernandez-Fernandez (1972), volksvertegenwoordiger
- Emile Féron (1841-1918), volksvertegenwoordiger
- Louis Féron (1903-1981), senator
- Maurice Féron (1865-1929), volksvertegenwoordiger
- Auguste Ferrant (1847-1939), volksvertegenwoordiger
- Alphonse Ferret (1922-2003), senator
- Georges Feryn (1906-1960), senator
- Robert Fesler (1887-1931), volksvertegenwoordiger
- Alfred Février (1837-1910), senator
- Félix Février (1855-1908), senator
- Simon Février (1914-2004), senator
- Jozef Feyaerts (1902-1976), volksvertegenwoordiger

### Fi
- Eugène Fichefet (1854-1908), volksvertegenwoordiger
- Corneille Fieullien (1872-1944), volksvertegenwoordiger
- Désiré Fiévé (1825-1908), volksvertegenwoordiger, senator
- Gustave Fiévet (1892-1957), volksvertegenwoordiger
- Joseph Fiévez (1936), volksvertegenwoordiger, senator
- Filip van België (1960), senator
- Antoon Fimmers (1912-1974), volksvertegenwoordiger
- Théophile Finet (1837-1910), senator
- Pierre Finné (1892-1969), senator
- Frans Fischer (1875-1949), volksvertegenwoordiger

### Fl
- Eugène Flagey (1877-1956), volksvertegenwoordiger, senator
- André Flahaut (1955), volksvertegenwoordiger
- Jean-Jacques Flahaux (1956), volksvertegenwoordiger
- Emile Flamant (1933-1994), volksvertegenwoordiger
- Simon Flamme (1909-1992), senator
- Armand Fléchet (1838-1929), senator
- Ferdinand Fléchet (1842-1915), volksvertegenwoordiger
- Guillaume Fléchet (1816-1887), volksvertegenwoordiger, senator
- Joseph-Stanislas Fleussu (1798-1858), volksvertegenwoordiger
- Etienne Floré (1911-1994), volksvertegenwoordiger

### Fo
- Joseph Fobe (1876-1955), senator
- Pierre Focquet (1854-1925), senator
- Catherine Fonck (1968), volksvertegenwoordiger
- Aimé Foncke (1911-1981), volksvertegenwoordiger, senator
- André-Napoléon Fontainas (1807-1863), volksvertegenwoordiger
- Philippe Fontaine (1945), senator
- Alexandrine Fontaine-Borguet (1904-1996), volksvertegenwoordiger
- Gabriëlle Fontaine-Vanhoof (1902-1994), volksvertegenwoordiger
- Florimond Fonteyne (1856-1923), volksvertegenwoordiger
- Jean Fonteyne (1899-1974), senator
- Gilles Foret (1978), volksvertegenwoordiger
- Michel Foret (1948), volksvertegenwoordiger, senator
- Joseph Forgeur (1802-1872), senator
- Etienne Fortamps (1776-1848), volksvertegenwoordiger
- Frédéric Fortamps (1811-1898), senator
- Pierre Forthomme (1877-1959), volksvertegenwoordiger, senator
- Albert Forton (1876-1951), senator
- Joseph Fossion (1863-1909), volksvertegenwoordiger
- Jean Fosty (1910-1974), senator
- Adhémar Foucart (1862-1949), volksvertegenwoordiger
- Raymond Foucart (1872-1941), volksvertegenwoordiger
- Amédée Fourcault (1826-1899), senator
- Richard Fournaux (1963), senator
- Martine Fournier (1965), senator
- Dimitri Fourny (1972), senator

### Fr
- Ernest Fraeys de Veubeke (1852-1918), senator
- Armand Fraiture (1876-1945), senator
- Petrus Francen (1898-1972), senator
- Baudouin Franck (1946), volksvertegenwoordiger
- Jacques Franck (1910-1984), senator
- Louis Franck (1868-1937), volksvertegenwoordiger
- Theo Francken (1978), volksvertegenwoordiger
- Albert François (1879-1946), senator
- Emile François (1859-1908), volksvertegenwoordiger
- Frédéric François (1932-2017), volksvertegenwoordiger, senator
- Paul François (1902-1982), volksvertegenwoordiger
- Gustave Francotte (1852-1925), volksvertegenwoordiger
- Jules Francq (1860-1933), senator
- Karel Fransman (1902-1986), volksvertegenwoordiger
- Cindy Franssen (1976), senator
- Gregor Freches (1962), senator
- André Frédéric (1958), volksvertegenwoordiger, senator
- Michael Freilich (1980), volksvertegenwoordiger
- Céline Fremault (1973), volksvertegenwoordiger, senator
- Leo Frenssen (1880-1946), volksvertegenwoordiger
- Willy Frère (1916-1985), volksvertegenwoordiger
- Walthère Frère-Orban (1812-1896), volksvertegenwoordiger
- Michael Frères (1890-1975), volksvertegenwoordiger
- Benoît Friart (1951), volksvertegenwoordiger
- Victor Emile Fris (1843-1913), volksvertegenwoordiger, senator
- Auguste Frison (1795-1870), volksvertegenwoordiger
- Léopold Frison (1826-1920), volksvertegenwoordiger
- Gaston Fromont (1881-1965), volksvertegenwoordiger, senator
- Jean-Michel Ghislain Funck (1822-1877), volksvertegenwoordiger
- Léon Furnémont (1861-1927), volksvertegenwoordiger

## G

### Ga
- Gustaaf Gabriel (1876-1962), senator
- Jaak Gabriëls (1943-2024), volksvertegenwoordiger
- Katja Gabriëls (1975), volksvertegenwoordiger
- Latifa Gahouchi (1961), senator
- Roger Gailliez (1930-2018), volksvertegenwoordiger
- Arthur Gailly (1892-1974), volksvertegenwoordiger
- Paul Galand (1943), senator
- Pierre Galand (1940), senator
- Jacqueline Galant (1974), volksvertegenwoordiger
- François Galderoux (1880-1969), senator
- Marc Galle (1930-2007), volksvertegenwoordiger
- Alfred François Galopin (1872-1935), volksvertegenwoordiger
- Henri Gandibleux (1900-1969), volksvertegenwoordiger
- Edouard Ganseman (1913-1965), senator
- Rita Gantois (1958), volksvertegenwoordiger
- Gisèle Gardeyn-Debever (1944), volksvertegenwoordiger
- Justin Gaspar (1912-1999), volksvertegenwoordiger

### Ge
- André Geens (1941), senator
- Koen Geens (1958), volksvertegenwoordiger
- Avil Geerinck (1917-1980), volksvertegenwoordiger, senator
- Christel Geerts (1961), senator
- David Geerts (1975), volksvertegenwoordiger
- Albert Gehlen (1940), volksvertegenwoordiger
- François Gelders (1874-1949), volksvertegenwoordiger
- Frans Gelders (1905-1985), volksvertegenwoordiger
- Nicolas Gelders (1788-1832), volksvertegenwoordiger
- Julien Geldof (1906-1966), volksvertegenwoordiger
- Wim Geldolf (1928-2016), volksvertegenwoordiger, senator
- Jules Genard (1867-1929), senator
- Alexandre Gendebien (1789-1869), volksvertegenwoordiger
- Charles Gendebien (1916-1984), volksvertegenwoordiger, senator
- Jules Gendebien (1940-2011), volksvertegenwoordiger
- Léon Gendebien (1857-1942), volksvertegenwoordiger
- Paul Gendebien (1884-1957), senator
- Paul-Henry Gendebien (1939), volksvertegenwoordiger
- Caroline Gennez (1975), volksvertegenwoordiger, senator
- Zoé Genot (1974), volksvertegenwoordiger, senator
- Joseph George (1954), volksvertegenwoordiger
- René George (1898-1968), senator
- Jean Geraerts (1947), volksvertegenwoordiger
- Charles Gérard (1895-1984), senator
- Léon Gérard (1840-1922), volksvertegenwoordiger
- Simonne Gerbehaye (1899-1987), senator
- Jan Gerits (1925-2011), senator
- Muriel Gerkens (1957), volksvertegenwoordiger
- Jacques Germeaux (1956), volksvertegenwoordiger, senator
- Louis Gerrits (1827-1873), volksvertegenwoordiger
- Marcel Gesquière (1930-2015), volksvertegenwoordiger, senator
- Maurice Geûens (1883-1967), volksvertegenwoordiger
- Gustaaf Gevaert (1883-1952), volksvertegenwoordiger
- Kim Geybels (1981), senator
- Fernand Geyselings (1929-2008), volksvertegenwoordiger
- Jos Geysels (1952), volksvertegenwoordiger

### Gh
- Albert Gheldolf (1806-1868), senator
- Ferdinand Ghesquière (1933-2021), volksvertegenwoordiger, senator
- Jacqueline Ghevaert-Croquet (1955), volksvertegenwoordiger
- Robert Gheysen (1917-1994), volksvertegenwoordiger, senator
- Paul Ghysbrecht (1927-1998), volksvertegenwoordiger
- Pieter Ghysen (1908-1999), volksvertegenwoordiger
- Jozef Ghyssels (1924-1988), volksvertegenwoordiger

### Gi
- Henri Gielen (1849-1921), volksvertegenwoordiger
- Adolphe Gierkens (1855-1904), volksvertegenwoordiger
- Thierry Giet (1958), volksvertegenwoordiger
- Louis Gigot (1844-1895), volksvertegenwoordiger
- Frieda Gijbels (1975), volksvertegenwoordiger
- Olympe Gilbart (1874-1958), senator
- Jozef Gilis (1908-1962), senator
- Erik Gilissen (1968), volksvertegenwoordiger
- Georges Gilkinet (1971), volksvertegenwoordiger
- Cyriaque Gillain (1857-1931), senator
- Léopold Gillard (1843-1910), volksvertegenwoordiger
- Gil Gilles (1950-2021), volksvertegenwoordiger
- Philippe Gillès de 's Gravenwezel (1796-1874), senator
- Charles Gillès de Pelichy (1872-1958), volksvertegenwoordiger, senator
- Guido Gillès de Pelichy (1918-1999), volksvertegenwoordiger
- Louis Gillès de Pelichy (1798-1876), senator
- Jean Gillet (1918-2011), senator
- Roland Gillet (1920-2008), volksvertegenwoordiger
- Edouard Gilliaux (1853-1926), volksvertegenwoordiger
- Victor Gillieaux (1832-1898), volksvertegenwoordiger
- Célestin Gillis (1922-1962), volksvertegenwoordiger
- Gaston Gillis (1911-2012), volksvertegenwoordiger
- Robert Gillon (1884-1972), senator
- Ernest Gilon (1846-1902), senator
- Arthur Gilson (1915-2004), volksvertegenwoordiger
- Germain Gilson (1906-1965), senator
- Louis Gilson (1798-1849), volksvertegenwoordiger
- Nathalie Gilson (1965), volksvertegenwoordiger
- Jules Giroul (1832-1866), volksvertegenwoordiger
- Jules Giroul (1857-1920), volksvertegenwoordiger
- Lucien Giroul (1839-1917), volksvertegenwoordiger
- Robert Gits (1886-1971), senator

### Gl
- Georges Glineur (1911-1987), volksvertegenwoordiger
- Henri Glineur (1899-1978), volksvertegenwoordiger, senator
- Ernest Glinne (1931-2009), volksvertegenwoordiger
- Max Glorie (1885-1951), volksvertegenwoordiger

### Go
- Louis Gob (1886-1961), senator
- Alphonse Louis Goblet (1887-1941), volksvertegenwoordiger
- Marc Goblet (1957-2021), volksvertegenwoordiger
- Nicolas Goblet (1853-1937), volksvertegenwoordiger
- Numa Goblet (1882-1945), senator
- Albert Goblet d'Alviella (1790-1873), volksvertegenwoordiger
- Eugène Goblet d'Alviella (1846-1925), volksvertegenwoordiger, senator
- Louis Goblet d'Alviella (1823-1867), volksvertegenwoordiger
- dDanielle Godderis-T'Jonck (1955), senator
- Robert Godding (1883-1953), senator
- Arnold Godin (1889-1982), senator
- Edouard Godin (1792-1864), volksvertegenwoordiger
- Marie-Thérèse Godinache-Lambert (1926-2018), senator
- Frans Goelen (1905-1965), volksvertegenwoordiger
- Emile Goeman (1915-1987), volksvertegenwoordiger
- Hector Goemans (1915-1984), volksvertegenwoordiger, senator
- Lodewijk Goemans (1881-1957), senator
- Frans Goes (1895-1969), volksvertegenwoordiger
- Georges Goetgebuer (1890-1939), volksvertegenwoordiger
- Karel Goetghebeur (1889-1973), volksvertegenwoordiger
- Edmond Goethals (1854-1919), senator
- Emile Goethals (1854-1932), volksvertegenwoordiger
- Frans Goethals (1861-1953), volksvertegenwoordiger
- Jean Goethals (1794-1875), volksvertegenwoordiger
- Sigrid Goethals (1968), volksvertegenwoordiger
- Jean Goffart (1921-1993), senator
- Albert Goffaux (1882-1947), volksvertegenwoordiger
- Antoine Goffin (1900-1974), volksvertegenwoordiger
- Ernest Goffin (1850-1918), volksvertegenwoordiger
- Georges Goffin (1867-1960), senator
- Philippe Goffin (1967), volksvertegenwoordiger
- Anne-Catherine Goffinet (1978), volksvertegenwoordiger, senator
- Lambert Goffings (1893-1961), volksvertegenwoordiger
- Jean Gol (1942-1995), volksvertegenwoordiger
- Fernand Golenvaux (1866-1931), volksvertegenwoordiger, senator
- Théophile Gollier (1878-1954), volksvertegenwoordiger
- Richard Gondry (1929-2015), volksvertegenwoordiger
- Cécile Goor-Eyben (1923-2024), senator
- Georges Goossens (1896-1971), senator
- Victor Goossens (1904-1977), senator
- Charles Gouters (1867-1917), volksvertegenwoordiger
- Luc Goutry (1948), volksvertegenwoordiger
- Hagen Goyvaerts (1961), volksvertegenwoordiger

### Gr
- Emile Gracia (1838-1909), volksvertegenwoordiger
- Jean-Pierre Grafé (1932-2019), volksvertegenwoordiger
- Joseph Grafé (1857-1913), volksvertegenwoordiger
- Flor Grammens (1899-1985), volksvertegenwoordiger
- Charles Grandgagnage (1812-1878), volksvertegenwoordiger
- Jozef Grandjean (1910-1989), volksvertegenwoordiger
- Charles Graux (1837-1910), volksvertegenwoordiger, senator
- Hilaire Gravez (1889-1974), senator
- Alphonse Gravis (1859-1914), volksvertegenwoordiger
- Albert Grégoire (1915-1978), volksvertegenwoordiger, senator
- Marcel-Hubert Grégoire (1902-1982), volksvertegenwoordiger
- Suzanne Grégoire-Cloes (1906-1982), volksvertegenwoordiger
- Edouard Grenier (1795-1870), senator
- Arsène Gribomont (1878-1956), senator
- Gilbert Gribomont (1926-2018), volksvertegenwoordiger, senator
- Georges Grimard (1858-1926), volksvertegenwoordiger, senator
- Denis Grimberghs (1957), volksvertegenwoordiger
- Joseph Gris (1879-1947), volksvertegenwoordiger
- cCelia Groothedde (1977), senator
- Frans Grootjans (1922-1999), volksvertegenwoordiger
- Louis Grootjans (1889-1961), senator
- Karolien Grosemans (1970), volksvertegenwoordiger, senator
- Pierre Grosfils-Gérard (1797-1868), volksvertegenwoordiger
- Pierre Joseph Grosfils (1852-1919), volksvertegenwoordiger
- André Grosjean (1932-2018), volksvertegenwoordiger, senator
- Brigitte Grouwels (1953), senator
- Gwenaëlle Grovonius (1978), volksvertegenwoordiger
- Paul Gruselin (1901-1985), volksvertegenwoordiger
- Andries Gryffroy (1963), senator

### Gu
- Émile Guillaume (1924-1998), senator
- François-Henri Guillaume (1913-1963), volksvertegenwoordiger
- Jules Guillery (1824-1902), volksvertegenwoordiger
- Michel Guilbert (1953), senator
- Georges Guilmin (1905-1975), volksvertegenwoordiger
- Léon Guinotte (1870-1950), senator
- Lucien Guinotte (1839-1911), senator
- Luc Gustin (1951-2019), volksvertegenwoordiger
- Lucien Gustin (1910-1994), volksvertegenwoordiger
- Camille Guyaux (1873-1959), senator
- Alfred Guyot (1831-1905), volksvertegenwoordiger

## H

### Ha
- Gustave Hagemans (1830-1908), volksvertegenwoordiger
- Elie Hainaut (1868-1929), volksvertegenwoordiger
- Jules Halbart (1845-1922), volksvertegenwoordiger
- Louis Halflants (1833-1891), volksvertegenwoordiger
- Max Hallet (1864-1941), volksvertegenwoordiger, senator
- Pierre Hallet (1810-1888), volksvertegenwoordiger
- Alexandre Halot (1861-1927), senator
- Olivier Hamal (1959), volksvertegenwoordiger
- Eugène Hambursin (1859-1912), volksvertegenwoordiger
- Jacques Hambye (1908-1994), senator
- Auguste Hamman (1860-1927), volksvertegenwoordiger, senator
- Lode Hancké (1934), volksvertegenwoordiger, senator
- Charles Hanin (1914-2012), senator
- Charles Hannick (1867-1944), senator
- Léon Hannotte (1922-1978), volksvertegenwoordiger
- Ulysse Hanotte (1901-1962), senator
- Huberte Hanquet (1926-2018), volksvertegenwoordiger, senator
- Joseph Hanquet (1885-1971), senator
- François Prosper Hanrez (1842-1920), volksvertegenwoordiger, senator
- Jules Hans (1880-1965), senator
- Michel Hansenne (1940), volksvertegenwoordiger
- Gérard Hanssen (1897-1977), senator
- Benoît Hanssens (1807-1870), senator
- Eugène Hanssens (1865-1922), volksvertegenwoordiger
- Emile Hanssens (1833-1888), senator
- Léopold Hanssens (1832-1904), volksvertegenwoordiger
- Mélissa Hanus (1992), volksvertegenwoordiger
- Jean-Marie Happart (1947), volksvertegenwoordiger, senator
- José Happart (1947), volksvertegenwoordiger
- Louis Hardenpont (1841-1921), senator
- Emile Hardy (1829-1902), volksvertegenwoordiger
- Joris Hardy (1913-1997), senator
- Léon Hardy (1901-1979), senator
- Hyacinthe Harmegnies (1892-1973), senator
- Lucien-Marie Harmegnies (1892-1942), volksvertegenwoordiger
- Lucien Harmegnies (1916-1994), volksvertegenwoordiger
- Marc Harmegnies (1947), volksvertegenwoordiger
- Yvon Harmegnies (1943-2013), volksvertegenwoordiger
- Pierre Harmel (1911-2009), volksvertegenwoordiger
- Alphonse Harmignie (1851-1931), volksvertegenwoordiger
- Omer Harou (1815-1872), senator
- Hervé Hasquin (1942), volksvertegenwoordiger, senator
- Jacques Haustrate (1882-1948), volkspartij
- Pierre Havelange (1926-2003), volksvertegenwoordiger
- Jean-Baptiste Edouard Haÿez (1804-1891), volksvertegenwoordiger
- Pierre Hazette (1939), volksvertegenwoordiger, senator

### He
- Alfons Hebbinckuys (1870-1937), senator
- Joseph Hecq (1854-na1900), volksvertegenwoordiger
- Raoul Hedebouw (1977), volksvertegenwoordiger
- Veerle Heeren (1965), volksvertegenwoordiger
- Charles Héger (1902-1964), volksvertegenwoordiger, senator
- Paul Heine (1900-1961), senator
- Fernand Helguers (1926-1982), volksvertegenwoordiger
- Robert Helias d'Huddeghem (1791-1851), volksvertegenwoordiger
- Joris Helleputte (1852-1925), volksvertegenwoordiger
- Pierre Hellinckx (1865-1919), volksvertegenwoordiger
- Benoit Hellings (1978), volksvertegenwoordiger, senator
- Alphonse Hemeleers (1855-1937), volksvertegenwoordiger
- Valère Henault (1872-1935), senator
- Alfred Henckaerts (1908-1993), senator
- Jaak Henckens (1933-1981), volksvertegenwoordig
- Adelfons Henderickx (1867-1949), volksvertegenwoordiger
- Jean-Baptiste Henderickx (1856-1917), senator
- Robert Hendrick (1941-2015), volksvertegenwoordiger
- José Hendrickx (1915-1981), senator
- Paul Hendrickx (1906-1969), senator
- Ernest Hennejonck (1878-1965), senator
- Jean-François Hennequin (1772-1846), senator
- Laurence Hennuy (1970), volksvertegenwoordiger
- Denis Henon (1877-1969), volksvertegenwoordiger
- Jean-François Henot (1799-1865), volksvertegenwoordiger
- Etienne Henrard (1839-1897), volksvertegenwoordiger
- Emile Henricot (1838-1910), volksvertegenwoordiger, senator
- Paul Henricot (1873-1948), senator
- Paul Henrotin (1936-2004), volksvertegenwoordiger
- Jean-Pol Henry (1943), volksvertegenwoordiger
- Olivier Henry (1972), volksvertegenwoordiger
- Philippe Henry (1971), volksvertegenwoordiger, senator
- Yvan Henry (1921-?), volksvertegenwoordiger
- Augustinus Hens (1886-1964), volksvertegenwoordiger
- Vital Henskens (1896-1969), senator
- Lambert Heptia (1798-1858), volksvertegenwoordiger

### Her
- Jules Herbage (1919-1980), volksvertegenwoordiger
- Louis Herbert (1872-1929), volksvertegenwoordiger
- Paul Herbiet (1906-1993), volksvertegenwoordiger, senator
- Gaston Hercot (1913-1980), senator
- Corneille Heremans (1813-1899), senator
- Jean Herinckx (1888-1961), volksvertegenwoordiger
- Fernand Herman (1932-2005), volksvertegenwoordiger, senator
- Maurice Herman (1912-1997), volksvertegenwoordiger
- An Hermans (1944), volksvertegenwoordiger
- Fernand Hermans (1911-2006), volksvertegenwoordiger
- Jozef Alfons Hermans (1895-1942), volksvertegenwoordiger
- Margriet Hermans (1954), senator
- Paul Hermans (1929-2011), volksvertegenwoordiger
- Ward Hermans (1897-1992), volksvertegenwoordiger
- Albert Hermant (1827-1883), volksvertegenwoordiger
- Antoine Hermant (1979), senator
- Georges Herry (1851-1903), volksvertegenwoordiger, senator
- Gustave Herry (1801-1873), volksvertegenwoordiger, senator
- Samuel Herssens (1905-1972), volksvertegenwoordiger
- Luc Hertoghe (1893-1969), volksvertegenwoordiger
- Jacqueline Herzet (1939), volksvertegenwoordiger, senator
- Victor Hessens (1868-1957), volksvertegenwoordiger
- Marcel Heughebaert (1923-2007), volksvertegenwoordiger
- Georges Heupgen (1866-1938), volksvertegenwoordiger
- Henri Heuse (1892-1948), volksvertegenwoordiger
- Paul Heuse (1851-1899), volksvertegenwoordiger
- Florimond Heuvelmans (1858-1931), volksvertegenwoordiger
- Arthur Heylen (1898-1972), volksvertegenwoordiger
- Cesar Heylen (1913-1993), senator
- Hendrik Heyman (1879-1958), volksvertegenwoordiger
- Henri Heyndels (1919-1983), volksvertegenwoordiger
- Isidore Heyndels (1887-1942), senator
- François Heyndericx (1778-1859), senator
- Achille Heyndrickx (1888-1953), volksvertegenwoordiger
- Winand Heynen (1835-1916), volksvertegenwoordiger

### Hi
- Ghislain Hiance (1934-2017), volksvertegenwoordiger
- Leon Hiard (1857-1921), senator
- Gabriel Hicguet (1866-1935), senator
- Raoul Hicguet (1901-1973), volksvertegenwoordiger
- Albert Hillen (1892-1933), volksvertegenwoordiger

### Ho
- Georges Hody (1892-1955), senator
- Jules Hoen (1885-1955), volksvertegenwoordiger
- Soetkin Hoessen (1985), senator
- Henri Hollevoet (1833-1911), volksvertegenwoordiger
- Guy Hollogne (1938), volksvertegenwoordiger
- Polydore-Gentiel Holvoet (1900-1972), volksvertegenwoordiger, senator
- Alphonse Homans (1867-1934), volksvertegenwoordiger
- Liesbeth Homans (1973), senator
- Robert Hondermarcq (1946), volksvertegenwoordiger
- Georges Honincks (1879-1952), volksvertegenwoordiger
- Marc Hordies (1951), senator
- Dieudonné Horlait (1948), volksvertegenwoordiger
- Grégoire Horlait (1856-1933), volksvertegenwoordiger
- Désiré Horrent (1880-1943), volksvertegenwoordiger
- Henri Horward (1906-1993), volksvertegenwoordiger
- Jules Hossey (1900-1980), volksvertegenwoordiger
- Julius Hoste (1884-1954), senator
- Patrick Hostekint (1950), volksvertegenwoordiger, senator
- Roger Hostekint (1916-1990), senator
- Roger Hotermans (1950), volksvertegenwoordiger
- Georges Houbart (1921-1976), volksvertegenwoordiger
- Frans Houben (België) (1907-1975), senator
- Julien Houben (1879-1959), senator
- Justin Houben (1898-1958), senator
- Robert Houben (1905-1992), senator
- Norbert Hougardy (1909-1985), senator
- Adrien Houget (1881-1957), senator
- Joseph Houget (1858-1927), volksvertegenwoordiger
- Georges Housiaux (1914-1988), volksvertegenwoordiger, senator
- Hyacinthe Housiaux (1880-1964), volksvertegenwoordiger, senator
- François Houtart-Cossée (1802-1876), senator
- Léon Houtart (1817-1889), volksvertegenwoordiger
- Maurice Houtart (1866-1939), volksvertegenwoordiger, senator
- Katrien Houtmeyers (1981), volksvertegenwoordiger
- Auguste Houzeau de Lehaie (1832-1922), volksvertegenwoordiger, senator
- Guy Hove (1957), volksvertegenwoordiger
- Gaston Hoyaux (1894-1968), volksvertegenwoordiger
- Joseph Hoÿois (1861-1918), volksvertegenwoordiger

### Hu
- Florentin Huart (1850-1932), volksvertegenwoordiger
- Louis Huart (1880-1964), volksvertegenwoordiger, senator
- Claude Hubaux (1920-1979), volksvertegenwoordiger
- Alphonse Hubert (1806-1881), senator
- Armand Hubert (1857-1940), senator
- Léon Hubert (1846-1926), volksvertegenwoordiger
- Georges Hubert (1859-1940), senator
- Fernand Hubin (1919-1989), volksvertegenwoordiger, senator
- Georges Hubin (1863-1947), volksvertegenwoordiger
- Claire Hugon (1981), volksvertegenwoordiger
- Emile Huet (1849-1914), senator
- Alphonse Huisman - Van den Nest (1869-1937), senator
- Robert Fernand Hulet (1913-1999), volksvertegenwoordiger
- Adrien Hulin (1862-1935), senator
- Raphael Hulpiau (1910-1997), senator
- Antoine Humblet (1922-2011), volksvertegenwoordiger
- Paul Humblet (1914-1994), volksvertegenwoordiger
- Léon Hurez (1924-2004), volksvertegenwoordiger
- Augustinus Husson (1907-1966), volksvertegenwoordiger
- Fernand Huts (1950), volksvertegenwoordiger
- Hubert Huveners (1808-1880), volksvertegenwoordiger
- Jeanne Huybrechts-Adriaensens (1928-2017), volksvertegenwoordiger
- Joris Huysentruyt (1958), volksvertegenwoordiger
- Auguste Huyshauwer (1862-1926), volksvertegenwoordiger
- Armand Huysmans (1872-1935), senator
- Camille Huysmans (1871-1968), volksvertegenwoordiger
- Louis Huysmans (1844-1915), volksvertegenwoordiger

### Hy
- François Hye (1786-1854), volksvertegenwoordiger
- Louis Hymans (1829-1884), volksvertegenwoordiger
- Paul Hymans (1865-1941), volksvertegenwoordiger

## I
- Louis Ide (1973), senator
- Pierre Guillaume Imperiali (1874-1940), volksvertegenwoordiger, senator
- Joseph Indekeu (1861-1938), volksvertegenwoordiger
- Yngvild Ingels (1979), volksvertegenwoordiger
- Jules Ingenbleek (1876-1953), senator
- Jean-François Istasse (1950-2021), senator
- Adrien Iweins d'Eeckhoutte (1872-1939), volksvertegenwoordiger
- Henri Iweins d'Eeckhoutte (1837-1902), volksvertegenwoordiger, senator

## J

### Ja
- Carlos Jabon (1869-1952), senator
- Camille Jacmart (1821-1894), volksvertegenwoordiger
- Florimond Jacob (1882-1943), senator
- Etienne Jacobs (1901-1969), senator
- Victor Jacobs (1838-1891), volksvertegenwoordiger
- Fernand Jacquemotte (1902-1960), volksvertegenwoordiger
- Joseph Jacquemotte (1883-1936), volksvertegenwoordiger
- Edmond Jacques (1880-1960), volksvertegenwoordiger
- Mathieu Jacques (1903-1980), volksvertegenwoordiger
- Théodore Jacques (1799-1894), volksvertegenwoordiger
- Kattrin Jadin (1980), volksvertegenwoordiger
- Emmanuel Jadot (1904-1978), senator
- Eric Jadot (1972), volksvertegenwoordiger
- Jean Jadot (1842-1914), senator
- Jean-Baptiste Jadot (1780-1847), volksvertegenwoordiger
- Marguerite Jadot (1896-1977), senator
- Edouard Jaequemyns (1806-1874), volksvertegenwoordiger
- Alexandre Jamar (1821-1888), volksvertegenwoordiger
- Émile Jamar (1831-1896), volksvertegenwoordiger
- Urbain Jamar (1876-1940), volksvertegenwoordiger
- Walthère Jamar (1804-1858), senator
- Jan Jambon (1960), volksvertegenwoordiger
- Joseph Laurent Jaminé (1797-1883), volksvertegenwoordiger
- Maurice Jaminet (1893-1977), volksvertegenwoordiger
- Louis Jamme (1779-1848), volksvertegenwoordiger
- Émile Jamme (1820-1897), volksvertegenwoordiger
- Émile Jamoulle (1889-1950), senator
- Véronique Jamoulle (1959), senator
- André Jandrain (1925-2009), volksvertegenwoordiger, senator
- Henri Janne (1908-1991), senator
- Lies Jans (1974), senator
- Alexander Jansegers (1889-1952), senator
- Nele Jansegers (1965), senator
- Gustave Jansen (1858-1932), senator
- Marie Janson (1873-1960), senator
- Paul Janson (1840-1913), volksvertegenwoordiger, senator
- Paul-Emile Janson (1872-1944), volksvertegenwoordiger, senator
- Albert-Edouard Janssen (1883-1966), senator
- Charles-Emmanuel Janssen (1907-1986), volksvertegenwoordiger
- Werner Janssen (1969), volksvertegenwoordiger
- Alfons Janssens (1841-1906), volksvertegenwoordiger
- Arthur Janssens (1909-1986), volksvertegenwoordiger
- Benoît Janssens (1832-1884), senator
- Charles Janssens (1822-1887), volksvertegenwoordiger
- Charles Jacques Janssens (1898-1982), volksvertegenwoordiger
- Charles Janssens (1947), volksvertegenwoordiger
- Edouard Janssens (1879-1943), senator
- Franz Janssens (1914-1985), senator
- Louis Janssens (1832-1884), senator
- Raymond Janssens (1946), volksvertegenwoordiger
- Patrick Janssens (1956), volksvertegenwoordiger
- Theodoor Janssens (1825-1889), volksvertegenwoordiger
- Willem Janssens (1901-1978), volksvertegenwoordiger
- Henri Jaspar (1870-1939), volksvertegenwoordiger
- Marcel-Henri Jaspar (1901-1982), volksvertegenwoordiger
- Arthur Jauniaux (1883-1949), secretaris

### Je
- Émile Jeanne (1849-1929), volksvertegenwoordiger
- Emile Jennissen (1882-1949), volksvertegenwoordiger
- Evance Jennard (1908-1984), senator
- René Jérôme (1924-2014), volksvertegenwoordiger
- Jozef Jespers (1895-1967), senator
- Emile-Edgard Jeunehomme (1924-2001), volksvertegenwoordiger
- Karine Jiroflée (1962), volksvertegenwoordiger
- Alfons Jeurissen (1900-1969), senator
- Guillaume Joachim (1871-1954), senator
- Oscar Jolly (1824-1902), senator
- Dominique Jonet (1816-1872), volksvertegenwoordiger
- Théodore Jonet (1782-1862), volksvertegenwoordiger
- Augustinus Joosten (1890-1971), volksvertegenwoordiger
- Constantin Joostens (1804-1870), senator
- Louis Joris (1884-1962), volksvertegenwoordiger
- Wim Jorissen (1922-1982), senator
- Gustave Jottrand (1830-1906), volksvertegenwoordiger
- Jacques Jottrand (1922-2019), senator
- Joseph Jouret (1805-1884), volksvertegenwoordiger
- Paul-Henri Jouret (1863-1935), volksvertegenwoordiger
- Martin Jouret (1796-1878), volksvertegenwoordiger
- Léon Jourez (1857-1945), volksvertegenwoordiger
- Alfred Journez (1864-1928), volksvertegenwoordiger
- Isidore Jullien (1773-1841), volksvertegenwoordiger
- Dieudonné Jullien (1805-1878), volksvertegenwoordiger
- Louis Julliot (1795-1881), volksvertegenwoordiger
- Jean-Baptiste Junion (1890-1956), volksvertegenwoordiger
- Gaston Juste (1897-1988), volksvertegenwoordiger

## K
- Meryem Kaçar (1969), senator
- Joëlle Kapompolé (1971), senator
- Zakia Khattabi (1976), volksvertegenwoordiger, senator
- Yasmine Kherbache (1972), volksvertegenwoordiger
- Eugeen Keesen (1841-1923), senator
- Lambert Kelchtermans (1929-2021), volksvertegenwoordiger, senator
- Theo Kelchtermans (1943), volksvertegenwoordiger, senator
- André Kempinaire (1929-2012), volksvertegenwoordiger
- Jean Keppene (1851-1918), senator
- Jérôme Keppene (1768-1859), volksvertegenwoordiger
- Henri Kervyn (1809-1894), volksvertegenwoordiger
- Joseph Kervyn de Lettenhove (1817-1891), volksvertegenwoordiger
- Philippe Kervyn de Volkaersbeke (1815-1881), volksvertegenwoordiger
- Mimi Kestelijn-Sierens (1945), volksvertegenwoordiger, senator
- Jean Kevers (1924-2001), senator
- Jean J.A. Kickx (1919-2010), volksvertegenwoordiger, senator
- Louis Kiebooms (1903-1992), volksvertegenwoordiger
- Gerald Kindermans (1957), volksvertegenwoordiger
- Ely Kinet (1899-1988), senator
- Emir Kir (1968), volksvertegenwoordiger
- Meryame Kitir (1980), volksvertegenwoordiger
- Edouard Klein (1933-2008), volksvertegenwoordiger
- Petrus Klockaerts (1902-1972), senator
- Albert Kluyskens (1885-1956), volksvertegenwoordiger, senator
- François Knaepen (1900-1968), volksvertegenwoordiger
- Etienne Knoops (1934), volksvertegenwoordiger
- Odilon Knops (1905-1988), senator
- Julien Koch (1842-1921), volksvertegenwoordiger, senator
- Adolphe Koeler (1800-1877), volksvertegenwoordiger
- Werner Koelman (1890-1974), volksvertegenwoordiger
- Pierre Kofferschläger (1910-1960), volksvertegenwoordiger
- Flor Koninckx (1952), senator
- Willy Koninckx (1900-1956), volksvertegenwoordiger
- Richard Kreglinger (1885-1928), volksvertegenwoordiger
- Paul Kronacker (1897-1994), volksvertegenwoordiger, senator
- Serge Kubla (1947), volksvertegenwoordiger
- Willy Kuijpers (1937-2020), volksvertegenwoordiger

## L

### La - Lam
- Ahmed Laaouej (1969), volksvertegenwoordiger, senator
- Alfred Laboulle (1865-1947), senator
- Florent Labrique (1903-1975), senator
- Egbert Lachaert (1977), volksvertegenwoordiger
- Arthur Lacroix (1906-1976), senator
- Christophe Lacroix (1966), volksvertegenwoordiger, senator
- Emile Lacroix (1920-1993), volksvertegenwoordiger, senator
- Jan Laenen (1893-1980), volksvertegenwoordiger
- Bart Laeremans (1966), volksvertegenwoordiger, senator
- Henri La Fontaine (1854-1943), senator
- Maurice Lafosse (1934), volksvertegenwoordiger, senator
- André Lagae (1919-1989), senator
- Leonce Lagae (1894-1964), senator
- André Lagasse (1923-2010), senator
- André Lagneau (1920-2003), volksvertegenwoordiger, senator
- Guillaume Lagrange (1900-1973), volksvertegenwoordiger
- Julien Lahaut (1884-1950), volksvertegenwoordiger
- Hilaire Lahaye (1913-1986), volksvertegenwoordiger, senator
- Martial Lahaye (1945-2020), volksvertegenwoordiger, senator
- Sabien Lahaye-Battheu (1967), volksvertegenwoordiger)
- Arlette Lahaye-Duclos (1918-2010), volksvertegenwoordiger
- Fouad Lahssaini (1957), volksvertegenwoordigert
- Pierre Lalemand (1855-1941), senator
- Karine Lalieux (1964), volksvertegenwoordiger
- Albert L'Allemand (1916-1993), volksvertegenwoordiger
- Edgard Lalmand (1894-1965), volksvertegenwoordiger
- Victor Laloux (1915-1997), volksvertegenwoordiger
- Marie-José Laloy (1950), senator
- Désiré Lamalle (1915-1996), volksvertegenwoordiger
- Richard Lamarche (1855-1934), senator
- Anne Lambelin (1987), senator
- Casimir Lambert (1827-1896), volksvertegenwoordiger
- Edouard Lambert (1816-1890), volksvertegenwoordiger
- Geert Lambert (1967), volksvertegenwoordiger, sneator
- Lucien Lambert (1907-1975), senator
- Marie-Claire Lambert (1948), volksvertegenwoordiger
- Yvonne Lambert (1905-2007), volksvertegenwoordiger
- Karl-Heinz Lambertz (1952), senator
- Pierre Lambillotte (1852-1919), volksvertegenwoordiger
- Jean-Pierre Lambin (1791-1870), volksvertegenwoordiger
- Auguste Lambiotte (1862-1920), volksvertegenwoordiger, senator
- Fortuné Lambiotte (1920-2003), senator
- Paul Lamborelle (1871-1943), volksvertegenwoordiger, senator
- Henri Lambotte (1910-2000), volksvertegenwoordiger
- Antonia Lambotte-Pauli (1885-1975), senator
- Annick Lambrecht (1969), volksvertegenwoordiger, senator
- Karel Lambrechts (1910-1994), volksvertegenwoordiger
- Willem Lambrechts (1885-1954), volksvertegenwoordiger
- Pieter Lambrechts (1910-1974), senator
- Roger Lamers (1924-1986), volksvertegenwoordiger
- Jules Lammens (1822-1908), senator
- Camille Lammertijn (1859-1940), senator
- Jean-Baptiste Lampens (1850-1922), volksvertegenwoordiger

### Lan - Lav
- Octave Landas (1857-1929), senator
- Louis Landeloos (1808-1873), volksvertegenwoordiger
- Renaat Landuyt (1959), volksvertegenwoordiger
- Hippolyte Lange (1788-1869), volksvertegenwoordiger
- Raymond Langendries (1943), volksvertegenwoordiger, senator
- Nahima Lanjri (1968), volksvertegenwoordiger, senator
- Pierre Lano (1944-2009), volksvertegenwoordiger
- Jozef Lantmeeters (1888-1946), senator
- Grégoire Laoureux (1793-1885), senator
- Hubert Lapaille (1888-1985), volksvertegenwoordiger, senator
- Gustave Lapierre (1875-1953), volksvertegenwoordiger
- Guy Larcier (1939), volksvertegenwoordiger, senator
- François Lardinois (1754-1855), volksvertegenwoordiger
- Alfons Laridon (1926-2002), volksvertegenwoordiger
- Albert Laroche (1905-1945), volksvertegenwoordiger
- Victor Larock (1904-1977), volksvertegenwoordiger
- Sabine Laruelle (1965), volksvertegenwoordiger, senator
- Françoise Lassance-Hermant (1931-2020), senator
- Emile Laubry (1808-1866), volksvertegenwoordiger
- Jan Laurens (1886-1955), senator
- André Laurent (1914-1981), senator
- Laurent van België (1963), senator
- Philippe Laurent (1944), volksvertegenwoordiger
- François Lauters (1837-1915), volksvertegenwoordiger
- John Lauwereins (1909-1985), volksvertegenwoordiger, senator
- Engelbert Lauwers (1788-1872), senator
- Herman Lauwers (1953), volksvertegenwoordiger
- Albert Lavens (1920-1993), senator

### Leb - Lee
- Philippe Le Bailly de Tilleghem (1787-1873), volksvertegenwoordiger
- Octave Lebas (1917-2012), volksvertegenwoordiger
- Charles Lebeau (1812-1882), volksvertegenwoordiger, senator
- Fernand Lebeau (1872-1938), volksvertegenwoordiger, senator
- Joseph Lebeau (1794-1865), volksvertegenwoordiger
- Louis Le Bègue (1800-1843), volksvertegenwoordiger
- Alfred Leblanc (1864-1922), senator
- Hector Lebon (1863-1935), senator
- Michel Lebrun (1949), volksvertegenwoordiger
- Edmond Leburton (1915-1997), volksvertegenwoordiger
- Louis Le Clef (1840-1917), senator
- Edmond Leclercq (1867-1959), volksvertegenwoordiger
- Jan Leclercq (1944), volksvertegenwoordiger, senator
- Jean Leclercq (1925-1970), volksvertegenwoordiger
- Leonard Leclercq (1877-1952), senator
- Mathieu Leclercq (1796-1889), volksvertegenwoordiger
- René Leclercq (1890-1964), volksvertegenwoordiger, senator
- Robert Leclercq (1927-1983), volksvertegenwoordiger, senator
- Edouard Leclère (1913-2002), volksvertegenwoordiger
- Raphaël Lecluyse (1910-1981), senator
- Gabriel Lecreps (1809-1857), volksvertegenwoordiger
- André Ledoux (1907-1963), senator
- Fernand Ledoux (1887-1958), senator
- Jeannine Leduc (1939-2023), senator
- Octave Leduc (1863-1934), senator
- Thomas Leemans (1894-1982), senator
- Victor Leemans (1901-1971), senator

### Lef - Lek
- Olga Lefeber (1929-2010), volksvertegenwoordiger
- Albert Lefebvre (1782-1861), volksvertegenwoordiger
- Albert Alexandre Lefebvre (1854-1911), volksvertegenwoordiger
- Alphonse Lefebvre (1867-1925), volksvertegenwoordiger
- Charles Lefebvre (1861-1936), volksvertegenwoordiger, senator
- Ferdinand Lefebvre (1821-1901), senator
- Léopold Lefebvre (1769-1844), senator
- Louis Lefebvre (1824-1889), volksvertegenwoordiger
- Marc Lefebvre (1788-1843), senator
- René Lefebvre (1893-1976), volksvertegenwoordiger
- Fernand Lefère (1919-2000), volksvertegenwoordiger
- Henri Lefèvre (1863-1921), senator
- Jacques Lefevre (1943), volksvertegenwoordiger, senator
- Théo Lefèvre (1914-1973), volksvertegenwoordiger
- Théodore Léger (1826-1912), senator
- Achille Legrand (1831-1897), senator
- Léon Legrand (1869-1963), senator
- Ferdinand Le Grelle (1823-1895), senator
- Gérard Le Grelle (1793-1871), volksvertegenwoordiger
- Pierre Le Grève (1916-2004), volksvertegenwoordiger
- Ursmard Legros (1906-1971), volksvertegenwoordiger
- Adolphe Le Hardy de Beaulieu (1814-1894), volksvertegenwoordiger
- Gérard le Hardÿ de Beaulieu (1921-1998), volksvertegenwoordiger
- Philippe le Hodey (1914-1966), volksvertegenwoordiger, senator
- Charles Le Hon (1792-1868), volksvertegenwoordiger
- Jean Leirens (1828-1913), senator
- Albert Le Jeune (1873-1940), senator
- Désiré Le Jeune (1805-1865), volksvertegenwoordiger
- Guillaume Lejeune (1815-1882), volksvertegenwoordiger
- Jules Le Jeune (1828-1911), senator
- Pierre Jules Lejeune (1819-1898), volksvertegenwoordiger
- Henry Lejeune Vincent (1828-1907), senator
- Laure Lekane (1989), senator
- Jules Lekeu (1862-1933), senator
- Jean Lekeux (1894-1961), senator

### Lel - Ler
- Horace Leleux (1889-1971), volksvertegenwoordiger
- Charles Lelièvre (1805-1878), volksvertegenwoordiger
- Cyrille Lemahieu (1868-1939), senator
- Gilbert Lemal (1902-1974), senator
- Gilbert Lemmens (1914-1989), senator
- Roland Lemoine (1942), volksvertegenwoordiger
- Maurice Lemonnier (1860-1930), volksvertegenwoordiger
- Lieven Lenaerts (1943), volksvertegenwoordiger
- Jean Lenger (1809-1884), senator
- Victor Lenger (1879-1947), senator
- Jean Lenoir (1913-2002), volksvertegenwoordiger
- Georges Lenssen (1953), volksvertegenwoordiger
- Jan Lenssens (1955-2006), volksvertegenwoordiger
- Mauro Lenzini (1957), volksvertegenwoordiger
- Alfred Léonard (1940-2018), volksvertegenwoordiger
- Antoine Léonard (1887-1969), volksvertegenwoordiger
- Henri Léonard (1862-1926), volksvertegenwoordiger
- Jean-Marie Léonard (1943-2021), volksvertegenwoordiger
- Laurent Léonard (1974), senator
- Leslie Leoni (1981), volksvertegenwoordiger
- Henri Lepage (1882-1945), volksvertegenwoordiger
- Léon Lepage (1856-1909), volksvertegenwoordiger
- Remi Le Paige (1844-1932), volksvertegenwoordiger
- Jacques Lepaffe (1923-2010), senator
- Léon Lepoivre (1883-1945), volksvertegenwoordiger
- Oscar Lepoivre (1811-1900), senator
- Jean Lepoutre (1839-1894), volksvertegenwoordiger
- Omer Lepreux (1856-1927), senator
- Albert Lernoux (1933), volksvertegenwoordiger
- Claude Lerouge (1932-1990), volksvertegenwoordiger
- Antoine Leroy (1876-1960), senator
- Jacques Leroy (1937-2017), volksvertegenwoordiger, senator
- Marie-Colline Leroy (1984), volksvertegenwoordiger
- Pierre Leroy (1924-2013), senator
- Charles Leruitte (1903-1968), volksvertegenwoordiger
- Hubert Leruse (1913-1984), senator

### Les - Ley
- Arthur Lescarts (1835-1918), volksvertegenwoordiger
- Octave Le Sergeant d'Hendecourt (1839-1900), volksvertegenwoordiger
- Charles Lesoinne (1805-1873), volksvertegenwoordiger
- Maximilien Lesoinne (1774-1839), volksvertegenwoordiger
- Roger Lespagnard (1946), volksvertegenwoordiger
- Jules Lesseliers (1897-1970), volksvertegenwoordiger
- Marc Lestienne (1949), volksvertegenwoordiger
- Yves Leterme (1960), volksvertegenwoordiger, senator
- Jeroom Leuridan (1894-1945), volksvertegenwoordiger, senator
- Alfred Leurquin (1876-1951), senator
- Adolphe Levae (1802-1848), volksvertegenwoordiger
- Marcel Levaux (1926-2007), volksvertegenwoordiger
- Jean-Pierre Levecq (1939), volksvertegenwoordiger
- Jules Levecq (1904-1994), volksvertegenwoordiger, senator
- Michel Levie (1851-1939), volksvertegenwoordiger
- Paul Michel Lévy (1910-2002), volksvertegenwoordiger
- Hubert Leynen (1909-1997), senator
- Daniel Leyniers (1881-1957), volksvertegenwoordiger, senator
- Pieter Leys (1925-2009), volksvertegenwoordiger, senator
- Annie Leysen (1942), volksvertegenwoordiger
- Christian Leysen (1954), volksvertegenwoordiger
- Edmond Leysen (1888-1967), senator

### Li
- Henri Libbrecht (1879-1932), volksvertegenwoordiger, senator
- Théophile Libbrecht (1860-1928), senator
- Eric Libert (1950), volksvertegenwoordiger
- Armand Libioulle (1851-1925), senator
- Paul Libois (1901-1991), volksvertegenwoordiger, senator
- Augustin Licot (1827-1881), volksvertegenwoordiger
- Henri Liebaert (1895-1977), volksvertegenwoordiger
- Julien Liebaert (1848-1930), volksvertegenwoordiger, senator
- Charles Liedts (1802-1878), volksvertegenwoordiger
- Goedele Liekens (1963), volksvertegenwoordiger
- Camille Liefmans (1857-1906), volksvertegenwoordiger
- Victor Liefmans (1814-1877), volksvertegenwoordiger
- Petrus Liénard (1862-1951), senator
- Albert Liénard (1938-2011), volksvertegenwoordiger
- Albert Liénart (1840-1871), volksvertegenwoordiger
- Charles Liénart (1847-1921), senator
- Jacques Liesenborghs (1941), senator
- Mathieu Liesens (1864-1924), senator
- Ingrid Lieten (1964), senator
- Edmond Lievens (1899-1967), volksvertegenwoordiger
- Pierre Lifrange (1868-1936), senator
- Jacques Ligot (1908-1975), senator
- Arthur Ligy (1854-1937), volksvertegenwoordiger, senator
- Nele Lijnen (1978), volksvertegenwoordiger, senator
- Albert Lilar (1900-1976), senator
- Georges Limage (1868-1945), senator
- Honoré Limpens (1838-1908), senator
- Kathy Lindekens (1955), senator
- Simon Lindekens (1871-1937), senator
- Leo Lindemans (1923-2008), volksvertegenwoordiger
- Alfred Lion (1853-1929), senator
- Louis Lion (1913-1981), volksvertegenwoordiger
- Auguste Lippens (1818-1892), volksvertegenwoordiger
- Hippolyte Lippens (1847-1906), volksvertegenwoordiger, senator
- Maurice August Lippens (1875-1956), senator
- Carlos Lisabeth (1949), volksvertegenwoordiger
- Anne-Marie Lizin (1949-2015), volksvertegenwoordiger, senator

### Lo
- François Logen (1876-1951), senator
- Peter Logghe (1959), volksvertegenwoordiger
- Marcel Logist (1947), volksvertegenwoordiger
- Cassian Lohest (1894-1951), senator
- Alfred Lombard (1864-1940), volksvertegenwoordiger, senator
- Gaston Longeval (1898-1980), volksvertegenwoordiger
- Franciscus Longville (1897-1979), volksvertegenwoordiger
- Jean Longville (1872-1947), senator
- Jean Lonhienne (1787-1871), senator
- Jan Loones (1950), volksvertegenwoordiger, senator
- Sander Loones (1979), volksvertegenwoordiger
- Georges Loos (1909-1988), volksvertegenwoordiger
- Jean Loos (1799-1871), volksvertegenwoordiger
- Etienne Lootens (1914-1972), volksvertegenwoordiger
- Georges Lorand (1860-1918), volksvertegenwoordiger
- Jules Loriaux (1914-2002), senator
- Auguste Loslever (1847-1910), volksvertegenwoordiger
- Laurent Louis (1980), volksvertegenwoordiger
- Michel Louis (1922-1990), senator
- Georges Loumaye (1892-1988), volksvertegenwoordiger
- Marcel Loumaye (1889-1956), senator
- Ignace Lowie (1958), volksvertegenwoordiger
- Frans Lozie (1950), volksvertegenwoordiger, senator
- Victor Lucq (1829-1887), volksvertegenwoordiger
- Benoît Lutgen (1970), volksvertegenwoordiger
- Guy Lutgen (1936-2020), senator
- Peter Luykx (1964), volksvertegenwoordiger
- Peter Luyten (1954), volksvertegenwoordiger
- Pierre Lys (1779-1849), volksvertegenwoordiger
- Joseph Lysens (1896-1950), senator

## M

### Ma
- Léon Mabille (1845-1922), volksvertegenwoordiger
- Simone Mabille-Leblanc (1919-1994), volksvertegenwoordiger, senator
- Edmond Macau (1833-1895), senator
- Edmond Machtens (1902-1978), senator
- Jules Maenhaut van Lemberge (1862-1940), volksvertegenwoordiger
- Bert Maertens (1981), volksvertegenwoordiger
- Jean Maertens (1803-1857), volksvertegenwoordiger
- Léopold Maertens (1816-1898), volksvertegenwoordiger
- Louis Maertens (1781-1872), senator
- Michiel Maertens (1938-2008), senator
- Annemie Maes (1966), senator
- Bob Maes (1924-2025), senator
- Boudewijn Maes (1873-1946), volksvertegenwoordiger
- Edgar Maes (1902-1953), volksvertegenwoordiger
- Georges Maes (1929-1993), volksvertegenwoordiger
- Jean Maes (1873-1957), volksvertegenwoordiger
- John Maes (1917-2000), senator
- Julien Maes (1894-1961), senator
- Lieve Maes (1960), senator
- Marie-Louise Maes-Van Robaeys (1928-2017), senator
- Nelly Maes (1941), Volksvertegenwoordiger, senator
- Jozef Magé (1905-1972), volksvertegenwoordiger, senator
- Yves Magherman (1809-1887), volksvertegenwoordiger
- Alfred Magis (1840-1921), volksvertegenwoordiger, senator
- André Magnée (1930-1998), volksvertegenwoordiger
- Charles Magnette (1863-1937), volksvertegenwoordiger, senator
- Paul Magnette (1971), senator
- Chokri Mahassine (1960), volksvertegenwoordihger, senator
- Sammy Mahdi (1988), volksvertegenwoordiger
- Jan Mahieu Liebaert (1874-1947), volksvertegenwoordiger, senator
- Marc Mahieu (1934-1998), volksvertegenwoordiger
- Philippe Mahoux (1944), senator
- Emile Maillen (1880-1965), volksvertegenwoordiger
- Olivier Maingain (1958), volksvertegenwoordiger
- Marceau Mairesse (1945), volksvertegenwoordiger, senator
- Henri Maisse (1909-1978), senator
- Victor Maistriau (1870-1962), volksvertegenwoordiger
- Pierre Maistriaux (1938-2005), volksvertegenwoordiger
- Louis Major (1902-1985), volksvertegenwoordiger
- Johan Malcorps (1957), senator
- Jean Malempré (1859-1909), volksvertegenwoordiger
- Charles Léopold Mallar (1837-1910), volksvertegenwoordiger
- Edouard Malou (1791-1849), senator
- Jean-Baptiste Malou - Vandenpeereboom (1783-1862), senator
- Jules Malou (1810-1886), volksvertegenwoordiger, senator
- Jean-Pierre Malmendier (1949-2011), volksvertegenwoordiger, senator
- Hubert Mampaey (1882-1947), volksvertegenwoordiger
- Bertin Mampaka Mankamba (1957), senator
- Jan Mangelschots (1927-2016), volksvertegenwoordiger
- Ferdinand Manilius (1796-1861), volksvertegenwoordiger
- Jules Mansart (1862-1944), volksvertegenwoordiger
- René Maquet (1894-1948), senator

### Mar
- Charles Marcellis (1798-1864), volksvertegenwoordiger
- Jacky Marchal (1941), senator
- Robert Marchal (1923-2010), volksvertegenwoordiger
- Cyriel Marchand (1927-2021), volksvertegenwoordiger
- Werner Marchand (1911-1981), volksvertegenwoordiger
- Hendrik Marck (1883-1957), volksvertegenwoordiger
- Odile Maréchal (1881-1956), senator
- Marie-Christine Marghem (1963), volksvertegenwoordiger
- Louis Mariage (1983), volksvertegenwoordiger
- Albert Mariën (1896-1964), volksvertegenwoordiger, senator
- Alphonse Marion (1894-1951), senator
- Claude Marinower (1954), volksvertegenwoordiger
- Gerard Markey (1926-1998), volksvertegenwoordiger
- Joseph Marlier (1909-1997), senator
- Georges Marmenout (1924-1993), senator
- Aurèle Maroille (1862-1919), volksvertegenwoordiger
- Georges Marquet (1866-1947), volksvertegenwoordiger
- Hugo Marsoul (1945), volksvertegenwoordiger
- Albert Marteaux (1886-1949), volksvertegenwoordiger
- Joseph Martel (1903-1963), volksvertegenwoordiger
- Bart Martens (1969), senator
- Dieudonné Martens (1906-1962), senator
- Gustave Martens (1875-1932), senator
- Liban Martens (1911-2000), volksvertegenwoordiger
- Lucien Martens (1911-1999), senator
- Wilfried Martens (1936-2013), volksvertegenwoordiger
- Albert Martin (1912-1976), volksvertegenwoordiger
- Edouard Mary (1796-1853), volksvertegenwoordiger
- France Masai (1981), senator
- François Mascart (1806-1887), volksvertegenwoordiger
- Louis Mascart (1811-1888), volksvertegenwoordiger
- Emile Masquelier (1837-1901), volksvertegenwoordiger
- Fernand Masquelier (1885-1969), volksvertegenwoordiger
- Fernand Massart (1918-1997), volksvertegenwoordiger
- Jules Masse (1865-1931), senator
- Charles Massez (1767-1843), senator
- Eric Massin (1963), volksvertegenwoordiger
- Fulgence Masson (1854-1942), volksvertegenwoordiger
- Maurice Masson (1895-1984), volksvertegenwoordiger
- Jules Massonnet (1879-1974), senator
- Charles Mast-De Vries (1797-1848), volksvertegenwoordiger

### Mat
- Georges Matagne (1926-1997), volksvertegenwoordiger
- Léon Matagne (1880-1951), senator
- Alphonse Materne (1877-1945), volksvertegenwoordiger
- Jean Materne (1889-1964), senator
- Steven Matheï (1977), volksvertegenwoordiger
- Albert Mathieu (1917-1982), senator
- Fernand Mathieu (1885-1959), volksvertegenwoordiger
- Jules Mathieu (1887-1943), volksvertegenwoordiger
- Lucienne Mathieu-Mohin (1931), volksvertegenwoordiger, senator
- Alain Mathot (1972), volksvertegenwoordiger
- Guy Mathot (1941-2005), volksvertegenwoordiger
- Jules Mathys (1924-2008), volksvertegenwoordiger
- Auguste Mattagne (1882-1940), senator
- Reimond Mattheyssens (1915-2010), volksvertegenwoordiger
- Louis Matthieu (1792-1866), volksvertegenwoordiger
- Roger Mattot (1893-1961), volksvertegenwoordiger
- Vanessa Matz (1973), volksvertegenwoordiger, senator
- Adolphe Max (1869-1939), volksvertegenwoordiger
- Adolphe May (1871-1915), volksvertegenwoordiger
- Maurice Mayence (1898-1987), senator
- Arthur Mayeur (1882-1954), volksvertegenwoordiger
- Yvan Mayeur (1960), volksvertegenwoordiger
- Philippe Maystadt (1948-2017), volksvertegenwoordiger, senator
- Jules Mazeman de Couthove (1811-1879), senator
- Georges Mazereel (1893-1954), senator

### Me
- Albert Mechelynck (1854-1924), volksvertegenwoordiger
- Nik Meertens (1908-1985), volksvertegenwoordiger
- Eugène Meeus (1830-1910), volksvertegenwoordiger
- Laurence Meire (1971), volksvertegenwoordiger
- Michel-Joseph Melchior (1857-1935), senator
- Guillaume Melckmans (1871-1932), volksvertegenwoordiger
- Jean Melein (1876-1947), senator
- Alice Melin (1900-1985), senator
- Lucien Mellaerts (1902-1989), volksvertegenwoordiger
- Auguste Melot (1871-1944), volksvertegenwoordiger
- Ernest Melot (1840-1910), volksvertegenwoordiger, senator
- Laurent Merchiers (1904-1986), volksvertegenwoordiger, senator
- Edouard Mercier (1799-1870), volksvertegenwoordiger
- Trees Merckx-Van Goey (1951), volksvertegenwoordiger
- Sofie Merckx (1974), volksvertegenwoordiger
- Jules Mérenne (1886-1962), senator
- Désiré Mergam (1904-1984), volksvertegenwoordiger
- Jean Merget (1879-1956), volksvertegenwoordiger
- Jean Merjay (1811-1899), volksvertegenwoordiger
- Joseph Merlot (1886-1950), volksvertegenwoordiger
- Joseph-Jean Merlot (1913-1969), volksvertegenwoordiger
- Henri Mernier (1880-1931), volksvertegenwoordiger
- Corneille Mertens (1880-1951), senator
- Henri Mertens (1851-1920), senator
- Julius Mertens (1899-1969), volksvertegenwoordiger
- Peter Mertens (1969), volksvertegenwoordiger
- Josse Mertens de Wilmars (1912-2002), volksvertegenwoordiger
- Joseph Mesdach de ter Kiele (1788-1834), volksvertegenwoordiger
- Edmond Mesens (1842-1918), volksvertegenwoordiger, senator
- Willem Mesotten (1915-2001), senator
- Jules-Alexandre Messinne (1904-1971?), volksvertegenwoordiger
- Jules-Désiré Messinne (1882-1961), volksvertegenwoordiger
- Koen Metsu (1981), volksvertegenwoordiger
- Charles Metz (1799-1853), volksvertegenwoordiger
- Elisabeth Meuleman (1975), senator
- Arthur Meunier (1914-2001), senator
- Marcel Meunier (1904-1972), volksvertegenwoordiger, senator
- Paul Meunier (1909-1952), volksvertegenwoordiger
- Robert Meureau (1956), volksvertegenwoordiger
- Joseph Meurice (1896-1972), senator
- Marcel Meuter (1933-1998), volksvertegenwoordiger
- Jacques Mevis (1935-1984), volksvertegenwoordiger
- François Meyers (1836-1915), volksvertegenwoordiger, senator
- Georges Meyers (1869-1950), senator
- Paul Meyers (1921-2001), volksvertegenwoordiger
- Oktaaf Meyntjens (1923-2010), volksvertegenwoordiger, senator
- Léon Meysmans (1871-1952), volksvertegenwoordiger

### Mi
- Alfred Micha (1845-1925), volksvertegenwoordiger
- Émile Michaux (1887-1963), senator
- Georges Michaux (1888-1940), volksvertegenwoordiger
- Maximilien Michaux (1808-1890), senator
- Charles Michel (1975), volksvertegenwoordiger
- Joseph Michel (1925-2016), volksvertegenwoordiger
- Louis Michel (1947), volksvertegenwoordiger, senator
- Jean Michiels (1797-1868), senator
- Louis Michielsens (1887-1943), senator
- Paul Michot (1902-1999), senator
- Alexander Miesen (1983), senator
- Pierre Miessen (1905-1973), senator
- Joseph Mignolet (1893-1973), senator
- Jean Mignon (1893-1949), volksvertegenwoordiger
- Firmin Mignot (1839-1915), senator
- Pierre Milcamps (1781-1872), volksvertegenwoordiger
- Jean Militis (1922-2006), volksvertegenwoordiger
- Richard Miller (1954), volksvertegenwoordiger, senator
- Joëlle Milquet (1961), volksvertegenwoordiger, senator
- Charles Mincé du Fontbaré (1856-1927), senator
- Charles Minet (1936-1998), volksvertegenwoordiger, senator
- Stéphane Mineur (1829-1898), volksvertegenwoordiger
- Ferdinand Minnaert (1887-1975), senator
- Maurice Minne (1941-2011), volksvertegenwoordiger, senator
- Raymond Miroir (1915-1988), senator
- Nestor Miserez (1902-1968), senator
- Edgard Missiaen (1889-1956), volksvertegenwoordiger, senator
- Émile Misson (1885-1937), senator
- Paul Misson (1888-1948), senator

### Mo
- Guy Moens (1938), senator
- Jean-Paul Moerman (1952), volksvertegenwoordiger
- Barthélémy Molet (1872-1952), senator
- Adolf Molter (1896-1975), senator
- Georges Monard (1942), volksvertegenwoordiger
- Camille Moncheur (1847-1905), senator
- François Moncheur (1806-1890), volksvertegenwoordiger
- Andries Mondelaers (1896-1982), volksvertegenwoordiger, senator
- Philippe Mondez (1834-1890), volksvertegenwoordiger
- Philippe Monfils (1939), volksvertegenwoordiger, senator
- Ludo Monset (1946-2018), senator
- Georges Montefiore-Levi (1832-1906), senator
- Alfred Monville (1857-1914), volksvertegenwoordiger
- Armand Moock (1919-1985), volksvertegenwoordiger
- Michel Moock (1951), volksvertegenwoordiger
- Chris Moors (1935), volksvertegenwoordiger
- Jacky Morael (1959-2016), volksvertegenwoordiger, senator
- Henri Mordant (1927-1998), volksvertegenwoordiger
- Gérard Moreau (1806-1880), volksvertegenwoordiger
- Robert Moreau (1915-2006), volksvertegenwoordiger
- Henri Moreau de Melen (1902-1992), senator
- Joseph Moreau de Melen (1912-1997), senator
- Reginald Moreels (1949), senator
- Pierre Morel-Danheel (1773-1856), volksvertegenwoordiger
- Eugeen Moriau (1906-1973), volksvertegenwoordiger
- Patrick Moriau (1951-2013), volksvertegenwoordiger
- Christie Morreale (1977), senator
- Nadia Moscufo (1963), volksvertegenwoordiger
- Fernand Mosselman (1853-1933), senator
- Théodore Mosselman du Chenoy (1804-1876), senator
- Camiel Mostaert (1857-1941), volksvertegenwoordiger
- Gilbert Mottard (1926-2011), volksvertegenwoordiger
- Jean Mottard (1925-2006), volksvertegenwoordiger
- Robert Motteux (1890-1954), volksvertegenwoordiger
- Roger Motz (1904-1964), volksvertegenwoordiger, senator
- Albert Moulin (1892-1962), senator
- Gaston Moulin (1911-1981), volksvertegenwoordiger
- Charles Moureaux (1902-1976), senator
- Philippe Moureaux (1939-2018), volksvertegenwoordiger, senator
- Serge Moureaux (1934-2019), volksvertegenwoordiger, senator
- Camille Moury (1873-1924), volksvertegenwoordiger
- Gilles Mouyard (1970), senator
- Charles Mousset (1858-1931), volkksvertegenwoordiger
- Emile Mousty (1873-1936), senator
- Dieudonné Mouton (1829-1882), volksvertegenwoordiger
- Emile Mouton (1847-1928), volksvertegenwoordiger
- Rosaline Mouton (1981), volksvertegenwoordiger
- Simon Moutquin (1987), volksvertegenwoordiger
- Florent Mouvet (1897-1972), volksvertegenwoordiger
- Constantin Moxhon (1805-1862), volksvertegenwoordiger
- Bert Moyaers (1980), volksvertegenwoordiger
- Charles Moyaerts (1953), volksvertegenwoordiger
- Edmond Moyart (1857-1923), volksvertegenwoordiger, senator
- Ludovic Moyersoen (1904-1992), volksvertegenwoordiger
- Romain Moyersoen (1870-1967), volksvertegenwoordiger, senator

### Mu
- Arthur Mulier (1892-1979), senator
- Adile Eugène Mulle de ter Schueren (1827-1914), volksvertegenwoordiger
- Adile Jacques Mulle de ter Schueren (1857-1932), senator
- Eugène Mullendorff (1834-1920), volksvertegenwoordiger
- Clément Müller (1810-1882), volksvertegenwoordiger
- Gilbert Mullie (1876-1962), senator
- Georges Mundeleer (1921-2001), volksvertegenwoordiger
- Léon Mundeleer (1885-1964), volksvertegenwoordiger
- Linda Musin (1956-2017), volksvertegenwoordiger
- Urbain Muyldermans (1883-1962), volksvertegenwoordiger, senator
- Nathalie Muylle (1969), volksvertegenwoordiger
- Philippe Muyters (1961), senator
- Gerda Mylle (1953-2020), volksvertegenwoordiger

## N
- Auguste Naets (1844-1928), senator
- Marie Nagy (1957), volksvertegenwoordiger, senator
- Ernest Nagelmackers (1834-1905), senator
- Jacques Nagels (1937-2014), volksvertegenwoordiger
- Louis Namèche (1915-1983), volksvertegenwoordiger
- Jean Namotte (1934-2019), volksvertegenwoordiger
- Joanna Nauwelaerts-Thues (1917-2005), senator
- Charles-Léon Naveau (1845-1923), senator
- Arthur Nazé (1906-1983), volksvertegenwoordiger
- Alphonse Neef (1809-1859), senator
- Octave Neef-Orban (1836-1910), volksvertegenwoordiger
- Cyrille Neefs (1899-1976), senator
- Gerard Neels (1897-1968), senator
- Guillaume Nélis (1803-1896), volksvertegenwoordiger
- Lisette Nelis-Van Liedekerke (1935), volksvertegenwoordiger, senator
- François Nellens (1880-1934), senator
- Samuel Nemes (1988), senator
- Alfred Nerincx (1872-1943), senator
- Edmond Nerincx (1846-1917), volksvertegenwoordiger
- Leonard Xavier Neujean (1840-1914), volksvertegenwoordiger
- Xavier Neujean (1865-1940), volksvertegenwoordiger
- Henri Neuman (1856-1916), senator
- Louis Neuray (1907-2002), volksvertegenwoordiger
- Marcel Neven (1943), volksvertegenwoordiger
- Paul Neven (1870-1946), volksvertegenwoordiger
- Joseph Nèves (1892-1953), volksvertegenwoordiger, senator
- Jean Neybergh (1895-1974), senator
- Adolphe-Henri Neyt (1804-1865), volksvertegenwoordiger
- Annemie Neyts (1944), volksvertegenwoordiger
- Alfred Nichels (1873-1949), volksvertegenwoordiger
- Leopold Niemegeers (1917-2001), volksvertegenwoordiger
- Claudia Niessen (1979), senator
- Victor Nieuwborg (1905-1989), senator
- Thomas Niézette (1857-1933), volksvertegenwoordiger
- Joseph Nihoul (1880-1971), senator
- José Nihoul (1906-1996), senator
- Staf Nimmegeers (1940), senator
- Jean Baptiste Nobels (1856-1923), volksvertegenwoordiger
- Ferdinand Noël (1852-1936), volksvertegenwoordiger
- René Noël (1907-1987), senator
- Walther Noël (1890-1942), senator
- Ernest Nolf (1870-1958), volksvertegenwoordiger, senator
- Jozef Nolf (1870-1933), senator
- Jean-Marc Nollet (1970), volksvertegenwoordiger
- Roger Nols (1922-2004), volksvertegenwoordiger
- Stefaan Noreilde (1976), senator
- Raymond Nossent (1919-2011), volksvertegenwoordiger
- Jean Notelteirs (1813-1897), volksvertegenwoordiger
- Alphonse Nothomb (1817-1898), volksvertegenwoordiger, senator
- Charles-Ferdinand Nothomb (1936-2023), volksvertegenwoordiger
- Jean-Baptiste Nothomb (1805-1881), volksvertegenwoordiger
- Pierre Nothomb (1887-1966), senator
- Gustaaf Nyffels (1915-1987), volksvertegenwoordiger
- Albert Nyssens (1855-1901), volksvertegenwoordiger
- Clotilde Nyssens (1953), volksvertegenwoordiger, senator

## O
- Joseph Oblin (1898-1973), volksvertegenwoordiger, senator
- Léonard Ohn (1872-1967), senator
- Hugo Olaerts (1949), volksvertegenwoordiger
- Jozef Olaerts (1914-1990), volksvertegenwoordigers
- Xavier Victor Olin (1836-1899), volksvertegenwoordiger
- Auguste Olislaeger (1917-1966), volksvertegenwoordiger
- Théodore Olislagers de Sipernau (1787-1861), volksvertegenwoordiger
- Alfred Olivier (1905-1944), volksvertegenwoordiger
- Louis Olivier (1923-2015), volksvertegenwoordiger
- Marc Olivier (1940-2018), volksvertegenwoordiger, senator
- Maurice Olivier (1921-2002), senator
- François Olyff (1878-1954), senator
- Tom Ongena (1975), senator
- Gaston Onkelinx (1932-2017), volksvertegenwoordiger
- Laurette Onkelinx (1958), volksvertegenwoordiger
- Louis Ooms (1865-1935), volksvertegenwoordiger
- Léon Orban (1822-1905), volksvertegenwoordiger
- Maurice Orban (1889-1977), senator
- Alfred Orban de Xivry (1857-1922), senator
- Edmond Orban de Xivry (1857-1928), senator
- Edouard Charles Orban de Xivry (1824-1895), senator
- Etienne Orban de Xivry (1885-1953), senator
- Grégoire Orban de Xivry (1827-1898), senator
- Louis Orban de Xivry (1811-1891), volksvertegenwoordiger
- Jules Ortegat (1857-1925), volksvertegenwoordiger
- Jean Ortmans (1806-1885), volksvertegenwoordiger
- Auguste Orts (1814-1880), volksvertegenwoordiger
- Louis Orts (1786-1856), volksvertegenwoordiger
- Jean Osy (1792-1866), volksvertegenwoordiger
- Edouard Osy de Zegwaart (1837-1900), volksvertegenwoordiger, senator
- Édouard Otlet (1842-1907), senator
- Roger Otte (1916-2003), volksvertegenwoordiger
- Lucien Outers (1924-1993), volksvertegenwoordiger
- Oswald Ouverleaux (1853-1930), volksvertegenwoordiger
- Özlem Özen (1978), volksvertegenwoordiger
- Camille Ozeray (1855-1938), volksvertegenwoordiger
- Jules Ozeray (1815-1895), senator

## P

### Pa
- Fernand Pairon (1898-1965), senator
- Félix Palante (1849-1910), volksvertegenwoordiger
- Albert Palmers de Terlaemen (1862-1949), volksvertegenwoordiger
- Louis Pans (1926-2009), volksvertegenwoordiger
- Georges Papy (1920-2011), senator
- Oscar Paquay (1851-1899), volksvertegenwoordiger
- Gaston Pâque (1925-2016), senator
- Luc Paque (1962), volksvertegenwoordiger, senator
- Simon Pâque (1898-1977), volksvertegenwoordiger
- Nicolas Parent (1982), volksvertegenwoordiger
- Joseph Paris (1824-1905), senator
- Albert Parisis (1910-1992), volksvertegenwoordiger
- Eugène Parmentier (1827-1904), volksvertegenwoordiger
- Fernand Parmentier (1907-1989), senator
- Pierre Parmentier-Gilbert (1845-1918), senator
- Hubert Parotte (1922-1978), senator
- Katrien Partyka (1973), volksvertegenwoordiger
- Barbara Pas (1981), volksvertegenwoordiger
- Léon Pastur (1845-1918), volksvertegenwoordiger, senator
- Maximilien Pastur (1878-1930), volksvertegenwoordiger, senator
- Paul Pastur (1866-1938), volksvertegenwoordiger
- Arthur Pater (1883-1932), volksvertegenwoordiger
- Gustave Paternoster (1843-1906), volksvertegenwoordiger, senator
- Savin Paternoster (1827-1887), volksvertegenwoordiger
- Hubert Paulsen (1870-1934), senator
- Isabelle Pauthier (1968), senator
- Joseph Pavez (1862-1926), senator
- Marcel Payfa (1922-2003), volksvertegenwoordiger, senator
- Martine Payfa (1952), volksvertegenwoordiger

### Pe
- Edouard Pécher (1885-1926), volksvertegenwoordiger
- Arthur Pecsteen (1834-1895), volksvertegenwoordiger
- Gustave Pecsteen (1804-1894), senator
- Gilbert Pede (1911-1977), senator
- Jean Pede (1927-2013), volksvertegenwoordiger
- Augustin Peel (1872-1949), volksvertegenwoordiger
- Joseph Peereboom (1898-1965), volksvertegenwoordiger
- Ernest Peers (1804-1895), volksvertegenwoordiger
- Jan Peeters (1963), volksvertegenwoordiger
- Justin Peeters (1908-1978), volksvertegenwoordiger, senator
- Leo Peeters (1950), volksvertegenwoordiger
- Lode Peeters (1909-1971), volksvertegenwoordiger
- Paul Peeters (1935-2015), volksvertegenwoordiger, senator
- Pierre-Egide Peeters (1796-1844), volksvertegenwoordiger
- Renaat Peeters (1925-1999), volksvertegenwoordiger
- Walter A. T. Peeters (1925-2002), senator
- Walter V. Peeters (1935), senator
- Fatma Pehlivan (1957), volksvertegenwoordiger, senator
- Auguste Peiffer (1891-1967), volksvertegenwoordiger, senator
- Karel Pelgroms (1899-1964), volksvertegenwoordiger
- Guillaume Peltzer (1831-1893), volksvertegenwoordiger
- Édouard Peltzer de Clermont (1859-1934), senator
- Victor Pennart (1836-1903), senator
- Jan Penris (1964), volksvertegenwoordiger
- Joan Pepermans (1948), volksvertegenwoordiger
- Louis Pépin (1861-1948), volksvertegenwoordiger
- Freya Perdaens (1989), senator
- Jean-Pierre Perdieu (1944), volksvertegenwoordiger
- François Perin (1921-2013), volksvertegenwoordiger
- Jean-Baptiste Périquet (1868-1933), volksvertegenwoordiger
- André Perpète (1956), volksvertegenwoordiger
- Caroline Persoons (1965), senator
- François Persoons (1925-1981), volksvertegenwoordiger
- Jean Persoons (1863-1924), volksvertegenwoordiger
- Willy Persyn (1923-2019), senator
- Clément Peten (1866-1929), volksvertegenwoordiger
- Charles Petit (1878-1957), senator
- Ernest Petit (1886-1942), volksvertegenwoordiger
- Fernand Petit (1878-1975), senator
- Louis Petit (1862-1914), volksvertegenwoordiger
- Maurice Petit (1918-1992), volksvertegenwoordiger
- Charles Petitjean (1934), volksvertegenwoordiger, senator
- Robert Petitjean (1887-1951), volksvertegenwoordiger, senator
- René Pêtre (1911-1976), volksvertegenwoordiger
- Irène Pétry (1922-2007), volksvertegenwoordiger, senator
- Jules Pety de Thozée (1828-1912), volksvertegenwoordiger
- Jan Peumans (1951), senator
- Julien Peurquaet (1885-1947), volksvertegenwoordiger
- Vic Peuskens (1940), volksvertegenwoordiger

### Ph
- Bruno Philippart (1929-1989), volksvertegenwoordiger
- Marcel Philippart de Foy (1884-1966), volksvertegenwoordiger
- Jules Martin Philippot (1843-1934), volksvertegenwoordiger
- Fernand Philips (1891-1956), volksvertegenwoordiger
- Gaston Philips (1884-1951), senator
- Gerard Gustaaf Philips (1899-1972), senator
- Hugo Philtjens (1949), volksvertegenwoordiger
- Joseph Pholien (1884-1968), senator

### Pi
- Edmond Picard (1836-1924), senator
- Hendrik Picard (1883-1946), volksvertegenwoordiger, senator
- Jean-Baptiste Pichuèque (1849-1887), volksvertegenwoordiger
- Charles Picqué (1948), volksvertegenwoordiger
- Jean Picron (1922-2005), volksvertegenwoordiger
- Benoît Piedbœuf (1959), volksvertegenwoordiger
- Jean Piedboeuf (1837-1879), volksvertegenwoordiger
- Paul Piéraert (1871-1910), volksvertegenwoordiger
- Clovis Piérard (1896-1976), senator
- Guy Pierard (1948-2016), volksvertegenwoordiger
- Louis Piérard (1886-1951), volksvertegenwoordiger
- Joseph Pierco (1877-1949), volksvertegenwoordiger
- Léon Pierco (1936), volksvertegenwoordiger
- Hubert Pierlot (1883-1963), volksvertegenwoordiger, senator
- Edgard Pierman (1848-1928), volksvertegenwoordiger
- Jean-Baptiste Pierre (1810-1863), volksvertegenwoordiger
- Henri Pierret (1925-2007), volksvertegenwoordiger
- Eugène Piers (1783-1837), senator
- Jan Piers (1920-1998), volksvertegenwoordiger, senator
- Marc-Antoine Pierson (1908-1988), volksvertegenwoordiger
- Alphonse Pieters (1845-1912), volksvertegenwoordiger
- Dirk Pieters (1954), volksvertegenwoordiger
- Leo Pieters (1962), senator
- Trees Pieters (1945), volksvertegenwoordiger
- François Piéton (1792-1865), senator
- Arsène Pigeolet (1814-1902), senator
- Auguste Pil (1857-1920), volksvertegenwoordiger
- Jean-Pierre Pillaert (1938), volksvertegenwoordiger
- Jasper Pillen (1984), volksvertegenwoordiger
- Roger Pilloy (1914-2001), senator
- Alfons Pincé (1894-1966), senator
- Karel Pinxten (1952), volksvertegenwoordiger
- Ernest Piot (1890-1969), senator
- Fernand Piot (1925-2007), volksvertegenwoordiger, senator
- Henri Pirard (1868-1948), volksvertegenwoordiger, senator
- Edmond Piret-Goblet (1829-1915), senator
- Sebastian Pirlot (1971), volksvertegenwoordiger
- Eudore Pirmez (1830-1890), volksvertegenwoordiger
- Jean Pirmez (1795-1864), volksvertegenwoordiger
- Maurice Pirmez (1864-1928), volksvertegenwoordiger
- Sylvain Pirmez (1802-1876), senator
- Marcel Piron (1912-1987), volksvertegenwoordiger
- Pierre Piron (1822-1884), senator
- André Pirson (1817-1881), volksvertegenwoordiger
- François Pirson (1765-1850), volksvertegenwoordiger
- Victor Pirson (1809-1867), volksvertegenwoordiger
- Freya Piryns (1976), senator
- Kathleen Pisman (1962), volksvertegenwoordiger
- Dominique Pitsaer (1853-1912), volksvertegenwoordiger
- Jacques Pivin (1931-2010), volksvertegenwoordiger
- Philippe Pivin (1954), volksvertegenwoordiger

### Pl
- Hector Plancquaert (1863-1953), volksvertegenwoordiger
- Marcel Plasman (1924-2020), volksvertegenwoordiger
- Eva Platteau (1982), volksvertegenwoordiger
- Stefaan Platteau (1934), volksvertegenwoordiger
- Nestor Plissart (1846-1923), senator
- Auguste Plovie (1909-1965), volksvertegenwoordiger

### Po
- Albert Poelaert (1859-1925), senator
- Kris Poelaert (1972), senator
- Jacques Pohl (1909-1993), senator
- Georges Polet (1853-1935), volksvertegenwoordiger, senator
- François Polfvliet (1770-1856), volksvertegenwoordiger
- Eugène Pollénus (1796-1879), volksvertegenwoordiger
- Raphaël Pollet (1791-1857), senator
- Karel Poma (1920-2014), senator
- Emmanuel Poncelet (1902-1981), senator
- Isabelle Poncelet (1967), volksvertegenwoordiger
- Jean-Pol Poncelet (1950), volksvertegenwoordiger
- Jules Poncelet (1869-1952), volksvertegenwoordiger
- Théodule Poncelet (1836-1909), senator
- Simon Poncin (1916-1992), senator
- Annick Ponthier (1971), volksvertegenwoordiger
- Henri Pontus (1903-1968), senator
- Jos Poortmans (1914-2005), volksvertegenwoordiger, senator
- Leon Porta (1894-1983), volksvertegenwoordiger
- François Portmans (1854-1938), volksvertegenwoordiger
- Joris Poschet (1983), senator
- Pierre Poschet (1780-1854), volksvertegenwoordiger
- Jozef Posson (1912-1986), volksvertegenwoordiger
- Charles Poswick (1924-1994), volksvertegenwoordiger
- Jules Poswick (1837-1905), volksvertegenwoordiger
- Francis Poty (1940), volksvertegenwoordiger, senator
- Louis Pouille (1872-1937), volksvertegenwoordiger
- Alban Poulet (1835-1893), senator
- Prosper Poullet (1868-1937), volksvertegenwoordiger
- Louis Powis de Tenbossche (1826-1899), volksvertegenwoordiger

### Pr Pu
- Édouard Preud'homme (1832-1903), volksvertegenwoordiger
- Jacques Preumont (1946), volksvertegenwoordiger
- Eugène Prévinaire (1805-1877), volksvertegenwoordiger
- Maxime Prévot (1978), volksvertegenwoordiger
- Patrick Prévot (1983), volksvertegenwoordiger, senator
- Isabelle Privé (1972), volksvertegenwoordiger
- Jean-Paul Procureur (1952), senator
- Albert Puissant (1837-1920), volksvertegenwoordiger
- Augustin Puissant (1782-1867), volksvertegenwoordiger
- Ferdinand Puissant d'Agimont d'Heer et d'Herlette (1785-1833), senator
- Lionel Pussemier (1869-1938), volksvertegenwoordiger
- Amédée Pycke de Peteghem (1824-1898), senator
- Oscar Pycke de Peteghem (1823-1903), senator

## Q
- Maurice Quaghebeur (1911-1975), volksvertegenwoordiger
- François Quinchon (1865-1940), senator
- Ignace Quirini (1803-1861), volksvertegenwoordiger

## R

### Ra
- Lucien Radoux (1921-1985), volksvertegenwoordiger
- Auguste Raemdonck van Megrode (1863-1939), volksvertegenwoordiger
- Paul Raepsaet (1843-1918), volksvertegenwoordiger, senator
- Roeland Raes (1934-2024), senator
- Gustave Rahlenbeck (1864-1922), volksvertegenwoordiger
- Jean Raikem (1787-1875), volksvertegenwoordiger
- Jean Ramaekers (1862-1930), volksvertegenwoordiger
- Jef Ramaekers (1923-2004), senator
- Maximilien Ramaekers (1890-1960), senator
- Didier Ramoudt (1949), volksvertegenwoordiger, senator
- Alfred Raport (1892-1965), senator
- Evrard Raskin (1935-2016), volksvertegenwoordiger
- Wouter Raskin (1972), volksvertegenwoordiger
- Antoinette Raskin-Desonnay (1896-1978) volksvertegenwoordiger
- Marcel Rasquin (1919), volksvertegenwoordiger
- Hubert Rassart (1908-1994), senator
- Kurt Ravyts (1968), volksvertegenwoordiger
- Lambert Raymaeckers (1788-1874), volksvertegenwoordiger

### Re
- Achilles Reintjens (1895-1977), senator
- Xavier Relecom (1900-1977), volksvertegenwoordiger
- Léon Remacle (1921-2002), volksvertegenwoordiger, senator
- Marcel Remacle (1929-2011), volksvertegenwoordiger
- Jan Remans (1940), senator
- Théodore Rembry (1830-1877), volksvertegenwoordiger
- Joseph Remouchamps (1877-1939), senator
- Marceau Remson (1900-1978), senator
- Albert Renard (1877-1961), senator
- Marius Renard (1869-1948), senator
- Henri Renier (1878-1948), volksvertegenwoordiger
- Jules Renkin (1862-1934), volksvertegenwoordiger
- Pierre Renquin (1911-1973), senator
- Jules Rens (1856-1945), volksvertegenwoordiger
- Julien Renson (1846-1886), volksvertegenwoordiger
- Henri Reul (1900-1988), volksvertegenwoordiger
- Leon Reuter (1901-1979), senator
- Florence Reuter (1969), volksvertegenwoordiger
- Jean Rey (1902-1983), volksvertegenwoordiger
- Auguste Reynaert (1833-1915), volksvertegenwoordiger
- Ernest Reynaert (1867-1937), volksvertegenwoordiger
- Vicky Reynaert (1985), volksvertegenwoordiger
- Didier Reynders (1958), volksvertegenwoordiger
- Nicolas Reyntiens (1821-1879), senator
- Henri Reyntjens (1807-1885), volksvertegenwoordiger
- Louis Rhodius (1888-1938), senator

### Ri
- Louis Richald (1838-1897), volksvertegenwoordiger
- Edouard Richard (1862-1925), volksvertegenwoordiger
- Félix Rigaux (1844-1908), volksvertegenwoordiger
- Edmond Rigo (1948-1985), volksvertegenwoordiger
- Hervé Rigot (1974), volksvertegenwoordiger
- Basile-Jean Risopoulos (1919-1997), volksvertegenwoordiger, senator

### Ro
- Eugène Robert (1839-1911), volksvertegenwoordiger
- Jean-Nicolas Robert (1788-1858), senator
- Louis Robert (1845-1896), senator
- Jules Roberti (1829-1911), senator
- Hubert Robyn (1879-1966), volksvertegenwoordiger
- Frans Robyns (1918-2002), volksvertegenwoordiger, senator
- Roger Roch (1896-1987), senator
- Alexander Rodenbach (1786-1869), volksvertegenwoordiger
- Constantin Rodenbach (1791-1846), volksvertegenwoordiger
- Charles Rodriguez d'Evora y Vega (1790-1868), senator
- Théodule Rodriguez d'Evora y Vega (1815-1883), senator
- Jan Roegiers (1967), senator
- Karel Roelandts (1887-1983), senator
- Jan Roelants (1907-1980), senator
- François Roelants du Vivier (1947), senator
- Henri Roger (1861-1917), volksvertegenwoordiger
- Louis Roger (1860-1924), volksvertegenwoordiger
- Tomas Roggeman (1986), volksvertegenwoordiger
- Charles Rogier (1800-1885), volksvertegenwoordiger
- Hubert Rogister (1881-1943), senator
- Sophie Rohonyi (1987), volksvertegenwoordiger
- Jules Roland (1895-1988), senator
- Henri Rolin (1891-1973), senator
- Hippolyte Rolin (1804-1883), volksvertegenwoordiger
- Gustave Rolin-Jaequemyns (1835-1902), volksvertegenwoordiger
- Robert Rolin Jaequemyns (1918-1980), volksvertegenwoordiger
- Henri Rolland (1871-1926), senator
- Jean Rolland (1909-1956), senator
- Félix Romain (1900-1961), senator
- Lodewijk Rombaut (1880-1947), senator
- Louis Rombaut (1911-1986), volksvertegenwoordiger, senator
- Jan-Baptist Rombauts (1867-1949), volksvertegenwoordiger
- Roger Rommiée (1906-1958), volksvertegenwoordiger
- Gérard Romsée (1901-1975), volksvertegenwoordiger
- Ernest Rongvaux (1881-1964), volksvertegenwoordiger, senator
- Gérard Rongy (1880-1950), senator
- Alfred Ronse (1835-1914), volksvertegenwoordiger
- Edmond Ronse (1889-1960), senator
- Edouard Ronvaux (1877-1958), senator
- Louis Ronvaux (1836-1911), volksvertegenwoordiger
- Charles Rooman (1772-1855), senator
- Robert Roosens (1912-1991), senator
- Louis Roppe (1914-1982), volksvertegenwoordiger
- Alfred Rosier (1856-1929), senator
- Léon Rosseeuw (1854-1936), volksvertegenwoordiger
- Pierre Rouelle (1910-2002), volksvertegenwoordiger
- Nicolas Rouppe (1768-1838), volksvertegenwoordiger
- Eugène Rousseau (1871-1922), volksvertegenwoordiger
- Adolphe Roussel (1809-1875), volksvertegenwoordiger
- Charles Rousselle (1787-1867), volksvertegenwoordiger
- Emile Royer (1866-1916), volksvertegenwoordiger
- Auguste Royer de Behr (1824-1886), volksvertegenwoordiger
- Gustave Royers (1848-1923), volksvertegenwoordiger, senator

### Ru
- Edmond Rubbens (1894-1938), volksvertegenwoordiger
- Hubert Rubens (1928-1984), volksvertegenwoordiger, senator
- Carine Russo (1962), senator
- Albert Rutten (1797-1851), senator
- André Rutten (1923-1999), volksvertegenwoordiger
- Georges Rutten (1875-1952), senator
- Guillaume Rutten (1895-1966), senator
- Gwendolyn Rutten (1975), volksvertegenwoordiger
- Jan Rutten (1879-1962), volksvertegenwoordiger
- Mathieu Rutten (1925-2011), senator
- Albéric Ruzette (1866-1929), volksvertegenwoordiger, senator
- Alphonse Ryckmans (1857-1931), senator
- Geneviève Ryckmans-Corin (1930-2022), volksvertegenwoordiger, senator
- Hélène Ryckmans (1959), senator

## S

### Sa
- Gustave Sabatier (1819-1894), volksvertegenwoordiger
- Victor Sabbe (1906-1958), volksvertegenwoordiger
- Charles Sacqueleu (1803-1860), senator
- François Sacqueleu (1805-1880), senator
- Arthur Saelens (1918-1972), senator
- Charles Saeyman (1807-1864), volksvertegenwoordiger
- Freya Saeys (1984), senator
- Darya Safai (1975), volksvertegenwoordiger
- Fatiha Saïdi (1961), senator
- Charles-Xavier Sainctelette (1825-1898), volksvertegenwoordiger
- Henry Sainctelette (1851-1905), senbator
- Antoine Sainte (1908-1978), volksvertegenwoordiger
- François Sainte (1900-1960), volksvertegenwoordiger
- Antoine Saintraint (1927-1996), volksvertegenwoordiger
- André Saint-Rémy (1913-1984), volksvertegenwoordiger
- Vincent Sampaoli (1968), volksvertegenwoordiger
- Jan-Baptist Samyn (1875-1953), volksvertegenwoordiger
- Ellen Samyn (1980), volksvertegenwoordiger
- Hermes Sanctorum (1981), senator
- Louis Sandront (1895-1948), volksvertegenwoordiger
- Ludo Sannen (1954), senator
- Maurice Santens (1895-1968), senator
- Édouard Santkin (1828-1893), volksvertegenwoordiger
- Jacques Santkin (1948-2001), volksvertegenwoordiger, senator
- Gustave Sap (1886-1940), volksvertegenwoordiger
- Freddy Sarens (1946), volksvertegenwoordiger
- Léon Sasserath (1881-1958), senator
- Guy Saulmont (1937), volksvertegenwoordiger, senator
- François Saussus (1959), volksvertegenwoordiger
- Johan Sauwens (1951), volksvertegenwoordiger
- Auguste Savart-Martel (1779-1846), senator
- Victor Savart (1803-1862), senator

### Sc
- Optat Scailquin (1842-1884), volksvertegenwoordiger
- Jean Schaepherders (1876-1946), volksvertegenwoordiger
- Leo Schalckens (1902-1971), senator
- Leo Scheere (1895-1963), volksvertegenwoordiger
- Oktaaf Scheire (1905-1972), senator
- Els Schelfhout (1967), senator
- Oscar Schellekens (1843-1930), senator
- André Schellens (1939-2003), volksvertegenwoordiger, senator
- Françoise Schepmans (1960), volksvertegenwoordiger, senator
- Emile Schevenels (1876-1959), volksvertegenwoordiger
- Jean Scheyven (1804-1862), volksvertegenwoordiger
- Raymond Scheyven (1911-1987), volksvertegenwoordiger
- Hugo Schiltz (1927-2006), volksvertegenwoordiger
- Sarah Schlitz (1986), volksvertegenwoordiger
- Willem-Frederik Schiltz (1979), volksvertegenwoordiger, senator
- Jean-Baptiste Schinler (1863-1937), volksvertegenwoordiger, senator
- Hubert Schmitz (1831-1899), volksvertegenwoordiger
- Hunfred Schoeters (1941), volksvertegenwoordiger
- Marcel Schoeters (1925-2013), senator
- François Schollaert (1817-1879), volksvertegenwoordiger
- François Schollaert (1851-1917), volksvertegenwoordiger
- László Schonbrodt (1986), senator
- Bert Schoofs (1967), volksvertegenwoordiger
- Maurice Schot (1896-1979), volksvertegenwoordiger, senator
- Armand Schotsmans (1887-1951), senator
- Etienne Schouppe (1942), senator
- Guy Schrans (1937-2018), volksvertegenwoordiger
- Robert Schreder (1912-1999), senator
- Mathilde Schroyens (1912-1996), volksvertegenwoordiger
- Eddy Schuermans (1957), volksvertegenwoordiger
- Willy Schugens (1912-1981), senator
- Henri Schumacher (1790-1856), volksvertegenwoordiger
- Martine Schüttringer (1960), volksvertegenwoordiger
- Guillaume Schyns (1923-2001), volksvertegenwoordiger
- Alfred Scokaert (1921-2001), volksvertegenwoordiger, senator
- Paul Scoumanne (1856-1904), volksvertegenwoordiger
- Vincent Scourneau (1967), volksvertegenwoordiger

### Se
- François Sebrechts (1901-1975), volksvertegenwoordiger
- Jules Seeliger (1871-1928), senator
- Ben Segers (1982), volksvertegenwoordiger
- Katia Segers (1967), senator
- Paul Segers (1870-1946), volksvertegenwoordiger, senator
- Paul Willem Segers (1900-1983), senator
- Joannes Seghers (1902-1981), volksvertegenwoordiger
- Marcel Seghers (1937-2018), volksvertegenwoordiger
- Marcel Seghin (1889-1963), senator
- Philippe Seghin (1938), volksvertegenwoordiger
- Octave Selb (1847-1912), senator
- Ludo Sels (1916-1988), volksvertegenwoordiger
- Franco Seminara (1958), volksvertegenwoordiger, senator
- Georges Sénéca (1937-2002), volksvertegenwoordiger
- Manuella Senecaut (1972), volksvertegenwoordiger
- Daniel Senesael (1957), volksvertegenwoordiger
- Arthur Sercu (1895-1969), volksvertegenwoordiger)
- Pierre-Guillaume Seron (1772-1840), volksvertegenwoordiger
- Auguste Serruys (1845-1928), senator.
- Désiré Serruys (1859-1922), volksvertegenwoordiger
- Jean-Baptiste Serruys (1754-1833), volksvertegenwoordiger
- Albert Servais (1915-1994), volksvertegenwoordiger
- Edouard Servais (1872-1942), volksvertegenwoordiger
- Léon Servais (1907-1975), senator)
- Maurice Servais (1883-1961), senator
- Paul Servais (1914-1978), volksvertegenwoordiger)
- Louis Seutin (1793-1862), senator
- Luc Sevenhans (1954), volksvertegenwoordiger, senator
- Jean-Marie Severin (1941), volksvertegenwoordiger
- Emile Sevrin (1865-1957), volksvertegenwoordiger
- Camille Seynhaeve (1900-1967), senator
- Joseph Siccard (1883-1959), volksvertegenwoordiger
- Jules Sieben (1879-1964), volksvertegenwoordiger

### Si Sl
- Alfons Siffer (1850-1941), volksvertegenwoordiger
- Joseph Sigart (1798-1869), volksvertegenwoordiger
- Walter Simoens (1914-1978), senator
- Edouard Simon (1825-1902), volksvertegenwoordiger
- Henri Simonet (1931-1996), volksvertegenwoordiger
- Jacques Simonet (1963-2007), volksvertegenwoordiger
- Alfred Simonis (1842-1931), volksvertegenwoordiger, senator
- André Simonis (1867-1951), senator
- Charles Simons (1823-1890), volksvertegenwoordiger
- Henri Adrien Simons (1787-1868), volksvertegenwoordiger
- Henri Simons (1954), volksvertegenwoordiger
- Antoine Sinave (1787-1857), volksvertegenwoordiger
- Raphaël Sindic (1906-1945), volksvertegenwoordiger
- Ignace Sinzot (1888-1940), volksvertegenwoordiger
- Louis Siquet (1946), senator
- Dominique Siraut (1787-1849), senator
- Georges Sironval (1899-1977), senator
- Jef Sleeckx (1937), volksvertegenwoordiger
- Geeraard Slegers (1926-2005), senator
- Bercy Slegers (1976), volksvertegenwoordiger
- Alfred Slegten (1897-1975), senator
- Elke Sleurs (1968), senator
- Ernest Slingenyer (1820-1894), volksvertegenwoordiger
- Klaas Slootmans (1983), senator

### Sm Sn
- Griet Smaers (1977), volksvertegenwoordiger
- Max Smeers (1930-2009), senator
- Louis Smal (1939), volksvertegenwoordiger
- Jozef Smedts (1912-1996), volksvertegenwoordiger, senator
- Paul Smeets (1857-1909), volksvertegenwoordiger
- Albert Smet (1916-1971), senator
- Miet Smet (1943-2024), volksvertegenwoordiger, senator
- Achiel Smets (1931-2005), volksvertegenwoordiger
- Auguste Smets (1899-1970), volksvertegenwoordiger
- Isidoor Smets (1901-1976), senator
- Joseph Smets (1866-1949), senator
- Tony Smets (1938), volksvertegenwoordiger
- Sarah Smeyers (1980), volksvertegenwoordiger
- Nadia Sminate (1981), volksvertegenwoordiger, senator
- Jean Baptiste Smits (1792-1857), volksvertegenwoordiger
- Lodewijk Smits (1878-1964), senator
- Théodore Smolders (1809-1899), volksvertegenwoordiger
- Albert Snyers d'Attenhoven (1915-2003), senator
- Albert Snoy (1850-1897), senator
- Charles Snoy (1823-1908), volksvertegenwoordiger
- Georges Snoy (1844-1923), volksvertegenwoordiger
- Idesbalde Snoy d'Oppuers (1777-1840), senator
- Jean-Charles Snoy et d'Oppuers (1907-1991), volksvertegenwoordiger
- Thierry Snoy et d'Oppuers (1862-1930), senator
- Thérèse Snoy (1952), volksvertegenwoordiger

### So Sp
- Marcel Sobry (1894-1970), senator
- Gustave Soenens (1829-1899), volksvertegenwoordiger
- Sylvain Sohest (1892-1975), volksvertegenwoordiger
- Charles Solau (1890-1983), senator
- Jules Solau (1863-1937), senator
- Ernest Solvay (1838-1922), senator
- Ernest Solvyns (1824-1885), senator
- Marc Somerhausen (1899-1992), volksvertegenwoordiger
- Ann Somers (1966), senator
- Bart Somers (1964), volksvertegenwoordiger
- Gerard Somers (1908-1967), senator
- Ine Somers (1971), volksvertegenwoordiger
- Joos Somers (1936-2012), volksvertegenwoordiger, senator
- Piet Somers (1880-1935), senator
- Léon Somzée (1837-1901), volksvertegenwoordiger
- Jessika Soors (1988), volksvertegenwoordiger
- Eugène Soudan (1880-1960), volksvertegenwoordiger, senator
- André Soudant (1925-2007), volksvertegenwoordiger
- Floribert Soupart (1810-1901), senator
- Nicolas Souplit (1883-1937), volksvertegenwoordiger
- Antoinette Spaak (1928-2020), volksvertegenwoordiger
- Paul-Henri Spaak (1899-1972), volksvertegenwoordiger
- Ferdinand Speelman-Rooman (1793-1851), volksvertegenwoordiger
- Jean Speth (1885-1961), senator
- Herbert Speyer (1870-1942), senator
- Adrien Spillebout (1835-1912), volksvertegenwoordiger
- Pierre Spillemaeckers (1871-1932), senator
- John Spinnewyn (1953), volksvertegenwoordiger
- Dominiek Spinnewyn-Sneppe (1973), volksvertegenwoordiger
- Antoon Spinoy (1906-1967), volksvertegenwoordiger
- Ferdinand Spitaels (1800-1869), senator
- Guy Spitaels (1931-2012), senator
- Prosper Spitaels (1804-1878), senator
- Jan Spooren (1969), volksvertegenwoordiger
- Alexandre Spreutel (1880-1955), senator
- Georges Sprockeels (1926-1991), volksvertegenwoordiger
- Frédéric Spyers (1866-1941), senator

### St
- Medard Stalpaert (1903-1979), senator
- Henri Stamps (1899-1948), senator
- Eugène Standaert (1861-1929), volksvertegenwoordiger
- Louis Standaert (1959), volksvertegenwoordiger
- Bernard Stas de Richelle (1788-1851), volksvertegenwoordiger
- Nicolas Stassart (1912-1999), senator
- Veerle Stassijns (1952), senator
- Raymond Steenackers (1851-1904), senator
- Chris Steenwegen (1958), senator
- Lodewijk Steenwegen (1963), volksvertegenwoordiger
- Marie-Laure Stengers (1951), volksvertegenwoordiger
- Hendrik Steps (1917-1997), senator
- Josephus Steps (1898-1957), volksvertegenwoordiger
- Armand Steurs (1842-1899), senator
- Edmond Steurs (1843-1917), volksvertegenwoordiger, senator
- Helga Stevens (1968), senator
- Antoon Steverlynck (1925-2010), volksvertegenwoordiger
- Jan Steverlynck (1955), senator
- Maurice Steyaert (1897-1969), senator
- Rika Steyaert (1925-1995), volksvertegenwoordiger
- Henri Stiellemans (1794-1871), senator
- Alphonse Stiénon du Pré (1853-1918), volksvertegenwoordiger, senator
- Jules Stiénon du Pré (1827-1896), senator
- Abraham Story (1832-1898), senatror
- Louis Stouffs (1865-1933), volksvertegenwoordiger
- Louis Straus (1844-1926), volksvertegenwoordiger
- François Streel (1859-1900), volksvertegenwoordiger
- Louis Streel (1897-1960), senator
- Paul Streel (1894-1965), volksvertegenwoordiger
- Albert Strivay (1915-2005), senator
- Eugène Stroobant (1819-1889), volksvertegenwoordiger
- Pierre Stroobants (1924-1980), senator
- Joseph Strubbe (1846-1919), volksvertegenwoordiger
- Narcisse Struvay (1897-1957), senator
- Eugène Struye (1831-1910), volksvertegenwoordiger, senator
- Paul Struye (1896-1974), senator
- Félix Struye de Swielande (1871-1942), senator
- Camiel Struyvelt (1886-1961), volksvertegenwoordiger
- Jeroom Stubbe (1911-2004), volksvertegenwoordiger, senator

### Su
- Paul Supré (1893-1977), volksvertegenwoordiger, senator
- Arthur Surmont de Volsberghe (1837-1906), senator
- Simone Susskind (1947), senator
- Lucien Suykens (1943), volksvertegenwoordiger
- Herman Suykerbuyk (1934), volksvertegenwoordiger, senator
- Frank Swaelen (1930-2007), volksvertegenwoordiger, senator
- Guy Swennen (1956), volksvertegenwoordiger, senator
- Gustave Swinnen (1846-1920), senator
- Louis Systermans (1830-1888), volksvertegenwoordiger

## T

### Ta
- Pierre Tack (1818-1910), volksvertegenwoordiger
- Raoul Tack (1895-1973), senator
- Philippe Tacquenier (1807-1884), senator
- Valerie Taeldeman (1975), senator
- Willy Taelman (1937-2005), volksvertegenwoordiger
- Martine Taelman (1965), senator
- Valeer Tahon (1907-1963), volksvertegenwoordiger
- Jean Taillard (1897-1981), senator
- Charles Taintenier (1770-1839), volksvertegenwoordiger
- Charly Talbot (1937-2003), volksvertegenwoordiger, senator
- Fauzaya Talhaoui (1969), senator
- Farida Tahar (1977), senator
- Francis Tanghe (1916-2002), volksvertegenwoordiger
- Paul Tant (1945-2014), volksvertegenwoordiger, senator
- Caroline Taquin (1977), volksvertegenwoordiger
- Muriel Targnion (1971), senator
- Pierre Tasset (1945-2006), volksvertegenwoordiger
- Jef Tavernier (1951), volksvertegenwoordiger, senator
- John Taylor (1949-2004), volksvertegenwoordiger
- Théodore Teichmann (1788-1867), volksvertegenwoordiger, senator
- Henri Tellier (1812-1871), senator
- Emmanuel Temmerman (1877-1951), senator
- Gilbert Temmerman (1928-2012), volksvertegenwoordiger
- Karin Temmerman (1958), volksvertegenwoordiger
- Marleen Temmerman (1953), senator
- Victor Tercelin (1824-1891), senator
- Jean Terfve (1907-1978), volksvertegenwoordiger
- Jules Terlinden (1828-1908), senator
- Paul Terlinden (1858-1935), volksvertegenwoordiger
- Léon Termote (1851-1915), volksvertegenwoordiger
- Freddy Terwagne (1925-1971), volksvertegenwoordiger
- Modeste Terwagne (1864-1945), volksvertegenwoordiger
- Raf Terwingen (1972), volksvertegenwoordiger
- Victor Tesch (1812-1892), volksvertegenwoordiger
- Prosper Teughels (1889-1942), volksvertegenwoordiger

### Th
- Frans Theelen (1885-1971), volksvertegenwoordiger
- Sophie Thémont (1973), volksvertegenwoordiger
- Jean Thenaers (1892-1963), senator
- Léon Théodor (1853-1934), volksvertegenwoordiger
- Georges Theunis (1873-1966), senator
- Cécile Thibaut (1967), volksvertegenwoordiger, senator
- Éric Thiébaut (1969), volksvertegenwoordiger
- Fernand Thiébaut (1892-1964), senator
- Xavier Victor Thibaut (1817-1892), volksvertegenwoordiger
- Charles Thiéfry (1796-1878), volksvertegenwoordiger
- Jean Thiel (1961), volksvertegenwoordiger
- Georges Thielemans (1886-1968), volksvertegenwoordiger
- Jean Thienpont (1774-1863), volksvertegenwoordiger
- Léon Louis Thienpont (1879-1959), senator
- Léon Victor Thienpont (1815-1909), volksvertegenwoordiger
- Louis Thienpont (1853-1932), volksvertegenwoordiger
- Damien Thiéry (1963), volksvertegenwoordiger
- Erika Thijs (1960-2011), senator
- Jules Thiriar (1846-1913), volksvertegenwoordiger
- Marcel Thiry (1897-1977), senator
- René Thissen (1946), volksvertegenwoordiger, senator
- Servais Thomas (1910-1983), senator
- Jan Thomassen (1907-1974), senator
- Joseph Thonissen (1816-1891), volksvertegenwoordiger
- Albert Thooris (1860-1942), volksvertegenwoordiger
- Jean-Baptiste Thorn (1783-1841), senator
- Stéphanie Thoron (1977), volksvertegenwoordiger
- Henri Thyrion (1795-1860), volksvertegenwoordiger
- Jean-Louis Thys (1939-1999), volksvertegenwoordiger
- Jozef Thys (1939-2023), senator
- Walter-Joseph Thys (1914-1957), volksvertegenwoordiger
- Walthère Thys (1899-1971), volksvertegenwoordiger

### Ti
- Emile Tibbaut (1862-1935), volksvertegenwoordiger
- Léopold Tibbaut (1913-1991), volksvertegenwoordiger
- Félix Tiberghien (1844-1898), senator
- Éliane Tillieux (1966), volksvertegenwoordiger
- François Tielemans (1906-1962), volksvertegenwoordiger
- Jean-François Tielemans (1799-1888), volksvertegenwoordiger
- Dominique Tilmans (1951), volksvertegenwoordiger, senator
- André Tilquin (1923-1997), volksvertegenwoordiger, senator
- Jacques Timmermans (1945), volksvertegenwoordiger, senator
- Jan Timmermans (1901-1962), volksvertegenwoordiger
- Léon Timmermans (1911-1987), volksvertegenwoordiger
- Valentin Tincler (1898-1942), senator
- Elke Tindemans (1961), senator
- Leo Tindemans (1922-2014), volksvertegenwoordiger
- Joseph Tirou (1876-1952), senator
- Philippe Tison (1961), volksvertegenwoordiger
- Georges T'Kint (1897-1936), volksvertegenwoordiger
- Arnold t'Kint de Roodenbeke (1853-1928), volksvertegenwoordiger
- Henri t'Kint de Roodenbeke (1817-1900), volksvertegenwoordiger
- Bruno Tobback (1969), volksvertegenwoordiger+
- Karel Tobback (1897-1954), senator
- Louis Tobback (1938), volksvertegenwoordiger, senator
- François Toch (1881-1962), senator
- Reimond Tollenaere (1909-1942), volksvertegenwoordiger
- Eric Tomas (1948), volksvertegenwoordiger
- Bart Tommelein (1962), volksvertegenwoordiger, senator
- Georges Tonnelier (1853-1909), volksvertegenwoordiger
- Alain Top (1965), volksvertegenwoordiger
- Rik Torfs (1956), senator
- Roger Toubeau (1900-1970), volksvertegenwoordiger
- Julien Tournay-Detilleux (1851-1911), volksvertegenwoordiger, senator
- Joseph Ferdinand Toussaint (1807-1885), volksvertegenwoordiger
- Luc Toussaint (1948), volksvertegenwoordiger
- Michel Toussaint (1922-2007), senator

### Tr
- Isidoor Trappeniers (1902-1971), senator
- Paul Trasenster (1852-1925), volksvertegenwoordiger
- Hippolyte Trémouroux (1803-1888), volksvertegenwoordiger, senator
- Pierre Trentesaux (1773-1849), volksvertegenwoordiger
- Jean Triau (1858-1945), volksvertegenwoordiger
- Léon Troclet (1872-1946), volksvertegenwoordiger
- Léon-Eli Troclet (1902-1980), senator
- Michel Tromont (1937-2018), volksvertegenwoordiger
- Frank Troosters (1970), volksvertegenwoordiger
- Louis Troye (1804-1875), volksverzekering
- Georges Truffaut (1901-1942), volksvertegenwoordiger
- Joseph Truyens (1898-1958), senator
- Paul Tschoffen (1878-1961), volksvertegenwoordiger, senator
- Jean-Baptiste T'Serstevens (1831-1910), volksvertegenwoordiger
- Léon T'Serstevens (1836-1900), volksvertegenwoordiger
- Güler Turan (1975), senator
- Georgia Turf-De Munter (1920-2010), senator
- Annemie Turtelboom (1967), volksvertegenwoordiger
- Bruno Tuybens (1961), volksvertegenwoordiger

## U
- Charles Ullens de Schooten (1854-1908), volksvertegenwoordiger
- François Ullens (1788-1853), volksvertegenwoordiger
- Robert Urbain (1930-2018), volksvertegenwoordiger
- Yves Urbain (1914-1971), volksvertegenwoordiger, senator
- Arsène Uselding (1900-1986), volksvertegenwoordiger
- Louis Uytroever (1884-1966), volksvertegenwoordiger
- René Uyttendaele (1928-2003), vertegenwoordiger, senator
- Julien Uyttendaele (1991), senator
- Goedele Uyttersprot (1980), volksvertegenwoordiger
- Karel Uyttersprot (1949), volksvertegenwoordiger

## V

### Va
- Jan Vael (1880-1960), volksvertegenwoordiger
- André Vaes (1904-1975), volksvertegenwoordiger
- Henricus Vaes (1896-1953), volksvertegenwoordiger
- Olivier Vajda (1975), volksvertegenwoordiger
- Auguste Valckenaere (1819-1869), volksvertegenwoordiger
- Bruno Valkeniers (1955), volksvertegenwoordiger
- Jef Valkeniers (1932), volksvertegenwoordigers, senator

### Van A
- Henri-François Van Aal (1933-2001), volksvertegenwoordiger
- Achille Van Acker (1898-1975), volksvertegenwoordiger
- Benoit Van Acker (1900-1981), volksvertegenwoordiger
- Frank Van Acker (1929-1992), volksvertegenwoordiger, senator
- Fernand van Ackere (1878-1958), volksvertegenwoordiger, senator
- Leo Vanackere (1927-1979), senator
- Steven Vanackere (1964), volksvertegenwoordiger, senator
- Julien Van Aperen (1950), volksvertegenwoordiger
- Omer Vanaudenhove (1913-1994), senator

### Van B
- Charles Van Belle (1881-1974), senator
- François Van Belle (1881-1966), volksvertegenwoordiger
- Ignace Van Belle (1932-2024), volksvertegenwoordiger, senator
- Pierre Van Berckelaer (1872-1936), senator
- Dieter Van Besien (1969), volksvertegenwoordiger
- Wouter Van Besien (1971), senator
- Lodewijk Van Biervliet (1928-2007), volksvertegenwoordiger
- Luk Van Biesen (1960), volksvertegenwoordiger
- Guillaume Van Bockel (1789-1863), volksvertegenwoordiger
- Elie Van Bogaert (1919-1993), senator
- Anneleen Van Bossuyt (1980), volksvertegenwoordiger
- Jul Van Boxelaer (1923-2011), volksvertegenwoordiger
- Edmond Van Brabandt (1837-1905), volksvertegenwoordiger
- Frans Van Brussel (1846-1923), volksvertegenwoordiger
- Jacques Van Buggenhout (1893-1982), volksvertegenwoordiger, senator
- Jan Van Bulck (1908-1972), senator

### Van C
- Jules Van Caenegem (1880-1942), volksvertegenwoordiger
- Michel Van Caeneghem (1905-1968), volksvertegenwoordiger
- Charles van Caloen (1815-1896), senator
- Yoleen Van Camp (1987), volksvertegenwoordiger
- Carina Van Cauter (1962), volksvertegenwoordiger, senator
- Eugène Van Cauteren (1906-1978), volksvertegenwoordiger, senator
- Victor Van Cauteren (1877-1935), volksvertegenwoordiger, senator
- Frans Van Cauwelaert (1880-1961), volksvertegenwoordiger
- Karel Van Cauwelaert de Wyels (1905-1987), senator
- Florent Van Cauwenbergh (1841-1923), volksvertegenwoordiger, senator
- Joseph Van Cauwenbergh (1880-1954), senator
- André Van Cauwenberghe (1914-1994), senator
- Jean-Claude Van Cauwenberghe (1944), volksvertegenwoordiger
- Jozef Van Cleemput (1903-1967), volksvertegenwoordiger
- Jean-François Van Cleemputte (1811-1865), volksvertegenwoordiger
- Justin Van Cleemputte (1842-1926), volksvertegenwoordiger
- Alphonse Van Coillie (1884-1949), volksvertegenwoordiger
- Jean-Paul Vancrombruggen (1937), volksvertegenwoordiger
- Napoleon Van Crombrugghe (1811-1887), senator
- Constantin Van Cromphaut (1805-1879), volksvertegenwoordiger
- Jean-Baptiste Van Cutsem (1807-1859), volksvertegenwoordiger

### Van Da
- Désiré Van Daele (1909-1995), volksvertegenwoordiger
- Wilfried Vandaele (1959), senator
- Magdalena Van Daele-Huys (1906-1988), volksvertegenwoordiger
- Émile Vandam (1832-1888), volkjsvertegenwoordiger
- Fernand Vandamme (1927-2015), volksvertegenwoordiger
- Karel Van Damme (1887-1951), senator
- Maurice Vandamme (1911-2003), volksvertegenwoordiger, senator
- Cesar Van Damme (1854-1916), volksvertegenwoordiger
- Edgard Vandebosch (1952), volksvertegenwoordiger
- Annemie Van de Casteele (1954), volksvertegenwoordiger, senator
- Robert Vandekerckhove (1917-1980), senator
- Johan Vande Lanotte (1955), volksvertegenwoordiger, senator
- Eugène Van Delft (1814-1877), senator
- Joseph Van De Meulebroeck (1876-1958), volksvertegenwoordiger
- Hippolyte Vandemeulebroecke (1884-1936), volksvertegenwoordiger
- Jaak Vandemeulebroucke (1943), volksvertegenwoordiger
- Désiré Vande Moortele (1871-1953), senator

### Van den
- Marc Van den Abeelen (1945), volksvertegenwoordiger
- Jacques Van den Bemden (1828-1900), senator
- Jean Félix Van den Bergh (1807-1885), senator
- Félix Van den Bergh (1905-1988), volksvertegenwoordiger
- Jef Van den Bergh (1973), volksvertegenwoordiger
- Albert Vanden Berghe (1902-1982), volksvertegenwoordiger
- Ernest Van den Berghe (1897-1995), volksvertegenwoordiger
- Gerard Vandenberghe (1915-1998), senator
- Hugo Vandenberghe (1942), senator
- Lionel Vandenberghe (1943-2023), senator
- Omer Vandenberghe (1899-1872), volksvertegenwoordiger, senator
- Joseph François Van den Berghe de Binckum (1804-1872), volksvertegenwoordiger
- Paul Vanden Boeynants (1919-2001), volksvertegenwoordiger
- Valère Vanden Bogaerde (1855-1904), volksvertegenwoordiger
- Dany Vandenbossche (1956-2013), volksvertegenwoordiger, senator
- François Van den Bossche (1783-1858), volksvertegenwoordiger
- Léon Van den Bossche (1841-1912), senator
- Luc Van den Bossche (1947), volksvertegenwoordiger
- Luc Van den Brande (1945), volksvertegenwoordiger, senator
- Frans Van den Branden (1914-2003), volksvertegenwoordiger
- Félix van den Branden de Reeth (1809-1867), volksvertegenwoordiger
- Elke Van den Brandt (1980), senator
- Gustave Van den Broeck (1865-1944), volksvertegenwoordiger
- Jaak Van den Broeck (1944-2017), volksvertegenwoordiger
- Louis Van den Broeck (1834-1919), volksvertegenwoordiger
- Christiaan Vandenbroeke (1944-2017), senator
- François van den Broucke de Terbecq (1790-1870), volksvertegenwoordiger
- Frank Vandenbourcke (1955), volksvertegenwoordiger, senator
- Joris Vandenbroucke (1976), volksvertegenwoordiger
- Marcel Vandenbulcke (1879-1954), volksvertegenwoordiger, senator
- Gilles Vanden Burre (1978), volksvertegenwoordiger
- Cyrille Van den Bussche (1853-1930), senator
- Maria Vandenbussche (1939), volksvertegenwoordiger, senator
- Marcel Vandenbussche (1911-2006), senator
- Edouard Van den Corput (1821-1908), senator
- Fernand Van den Corput (1872-1948), volksvertegenwoordiger
- Geeraard Van Den Daele (1908-1984), volksvertegenwoordiger
- Emile Van den Dooren (1826-1909), senator
- Bart Vandendriessche (1953), volksvertegenwoordiger
- Pol Van Den Driessche (1959), senator
- Francis Van den Eynde (1946-2021), volksvertegenwoordiger
- Jean-Baptiste Van den Eynde (1803-1876), volksvertegenwoordiger
- Jan Van den Eynde (1888-1984), volksvertegenwoordiger
- Oscar van den Eynde de Rivieren (1864-1950), volksvertegenwoordiger
- John Van den Eynden (1918-1996), senator
- Jacques Vandenhaute (1931-2014), volksvertegenwoordiger, senator
- Jacques Joseph van den Hecke (1777-1849), senator
- Hubert Vandenhende (1920-1982), volksvertegenwoordiger
- Henri van den Hove (1778-1842), volksvertegenwoordiger
- Ludwig Vandenhove (1959), volksvertegenwoordiger, senator
- Marcel Vandenhove (1925-2002), volksvertegenwoordiger
- Prosper Vanden Kerchove (1837-1925), senator
- Maurice Vanden Kerckhove (1878-1952), volksvertegenwoordiger
- Renaat Van Den Kieboom (1880-1957), volksvertegenwoordiger
- Arthur Van Den Nest (1843-1913), senator
- Alphonse Vandenpeereboom (1812-1884), volksvertegenwoordiger
- Ernest Vandenpeereboom (1807-1875), volksvertegenwoordiger
- Jules Vandenpeereboom (1843-1917), volksvertegenwoordiger
- Paul Vandenpeereboom (1848-1934), senator
- Marilou Vanden Poel-Welkenhuysen (1941), volksvertegenwoordiger, senator
- Tim Vandenput (1971), volksvertegenwoordiger
- Gustave Vanden Steen (1835-1899), volksvertegenwoordiger
- Charles van den Steen de Jehay (1781-1846), senator
- Louis van den Steen de Jehay (1813-1864), volksvertegenwoordiger
- Octave Van den Storme (1899-1987), senator
- Adolphe Van den Wiele (1803-1843), volksvertegenwoordiger
- Alfons Van de Perre (1872-1925), volksvertegenwoordiger
- Charles Van de Put (1931), volksvertegenwoordiger, senator
- Steven Vandeput (1967), volksvertegenwoordiger
- Gaby Vandeputte (1917-2002), senator

### Van der
- Liesbeth Van der Auwera (1968), volksvertegenwoordiger
- Joseph Vander Belen (1767-1847), volksvertegenwoordiger
- Michel van der Belen (1770-1844), volksvertegenwoordiger
- Alain Van der Biest (1943-2002), volksvertegenwoordiger
- Frans Van der Borght (1888-1983), senator
- Antoine Vanderborght (1857-1931), senator
- Auguste Van der Brugge (1877-1944), volksvertegenwoordiger
- Dieudonné Vander Bruggen (1912-2000), senator
- Maurice Van der Bruggen (1852-1919), volksvertegenwoordiger, senator
- Charles Vander Burch (1840-1909), senator
- Théodore Van der Donckt (1795-1878), volksvertegenwoordiger
- Wim Van der Donckt (1965), volksvertegenwoordiger
- Frans Van der Elst (1920-1997), volksvertegenwoordiger, senator
- Jean Vanderghote (1891-1953), volksvertegenwoordiger
- Armand van der Gracht de Rommerswael (1890-1934), volksvertegenwoordiger
- Alphonse Vandergraesen (1886-1979), senator
- Marcel Vanderhaegen (1917-1996), volksvertegenwoordiger, senator
- Jules Vanderheyde (1861-1935), volksvertegenwoordiger, senator
- Jean Van der Heyden (1767-1836), volksvertegenwoordiger
- Victor Vanderheyden (1933-2003), volksvertegenwoordiger
- Édouard Vanderheyden à Hauzeur (1799-1863), senator
- Lambert Vanderheyden à Hauzeur (1787-1843), senator
- Kathleen van der Hooft (1957), volksvertegenwoordiger
- Joseph Vanderick (1873-1927), senator
- Léon Vanderkelen (1856-1915), senator
- Victor Vanderkelen (1851-1932), senator
- Léon Vanderkindere (1842-1906), volksvertegenwoordiger
- Arthur Vanderlinden (1859-1938), volksvertegenwoordiger
- Julien Van Der Linden (1848-1911), volksvertegenwoordiger
- Edmond van der Linden d'Hooghvorst (1840-1890), volksvertegenwoordiger
- Joseph van der Linden d'Hooghvorst (1782-1846), senator
- Dirk Van der Maelen (1953), volksvertegenwoordiger
- Servais Van der Maesen (1828-1887), volksvertegenwoordiger
- Julien Vandermarliere (1926-2012), senator
- Anke Van dermeersch (1972), senator
- Hubert Vandermeulen (1902-1990), senator
- Paul Vandermeulen (1931-2003), volksvertegenwoordiger, senator
- Oscar Van der Molen (1850-1926), senator
- Paul Van Der Niepen (1926-2010), volksvertegenwoordiger, senator
- Arthur Vanderpoorten (1884-1945), senator
- Herman Vanderpoorten (1922-1984), volksvertegenwoordiger, senator
- Mark Van der Poorten (1952), volksvertegenwoordiger
- Jean Van der Sande (1934-2019), volksvertegenwoordiger
- Jacques Van der Schueren (1921-1997), volksvertegenwoordiger
- Gustave Van der Smissen (1854-1925), volksvertegenwoordiger
- Alfred Vander Stegen (1869-1959), senator
- Eugène van der Stegen de Schrieck (1830-1907), senator
- Jules Vander Stichelen (1822-1880), volksvertegenwoordiger
- Tinne Van der Straeten (1978), volksvertegenwoordiger
- François van der Straeten (1769-1850), senator
- Louis van der Straten Ponthoz (1775-1844), senator
- François-Xavier van der Straten-Waillet (1910-1998), volksvertegenwoordiger
- Luckas Vander Taelen (1958), senator
- Jeanne Vanderveken-Van De Plas (1906-1992), volksvertegenwoordiger
- Emile Vandervelde (1866-1938), volksvertegenwoordiger
- Jeanne Vandervelde-Beeckman (1891-1963), senator

### Van Des - Van Du
- Michel Van Dessel (1927-2018), volksvertegenwoordiger
- Jo Vandeurzen (1958), volksvertegenwoordiger
- Alphonse Vandevelde (1834-1911), senator
- Auguste Van de Velde (1885-1970), volksvertegenwoordiger
- Joseph Vandevelde (1880-1962), volksvertegenwoordiger
- Paul Vandevelde (1910-1987), volksvertegenwoordiger
- Lucien Van de Velde (1931-2013), volksvertegenwoordiger
- Rob Van de Velde (1967), volksvertegenwoordiger
- Raymond Vande Venne (1843-1926), volksvertegenwoordiger
- Frédéric Van De Voorde (1860-1924), senator
- Aloys Van de Vyvere (1871-1961), volksvertegenwoordiger
- Charles Van de Walle (1878-1946), volksvertegenwoordiger
- Eugène Van de Walle (1858-1916), senator
- José Vande Walle (1946), volksvertegenwoordiger
- Victor Van de Walle (1849-1927), volksvertegenwoordiger
- Orry Van de Wauwer (1988), senator
- Hubert Van de Weerd (1878-1951), senator
- Leo Vandeweghe (1906-1988), senator
- René van de Werve (1850-1911), senator
- Gaston Van de Wiele (1889-1950), volksvertegenwoordiger
- Gomar Van de Wiele (1864-1947), senator
- Marcel Vandewiele (1920-1999), senator
- Hippolyte Van de Woestyne (1808-1874), volksvertegenwoordiger, senator
- Théophile van de Woestyne (1816-1878), senator
- Edmond Van Dieren (1879-1961), senator
- Hugo Van Dienderen (1943), volksvertegenwoordiger
- Emile van Dievoet (1886-1967), volksvertegenwoordiger
- Kris Van Dijck (1963), volksvertegenwoordiger
- Henri Van Doninck (1908-1974), senator
- Fernand Van Doorne (1921-1979), volksvertegenwoordiger
- Norbert Van Doorne (1881-1955), vokksvertegenwoordiger
- François Van Dormael (1797-1861), volksvertegenwoordiger
- Jules Vandromme (1865-1946), volksvertegenwoordiger
- Jan Van Duppen (1953), senator
- Wilfried Van Durme (1931-2015), volksvertegenwoordiger

### Van E
- Miranda Van Eetvelde (1959), volksvertegenwoordiger, senator
- Jozef Van Eetvelt (1937), volksvertegenwoordiger, senator
- Carlo Van Elsen (1926-1998), senator
- Jos Van Elewyck (1928-2025), volksvertegenwoordiger
- Renaat Van Elslande (1916-2000), volksvertegenwoordiger
- Lieve Van Ermen (1948), senator
- Jan Van Erps (1952), volksvertegenwoordiger, senator
- Jan Van Esbroeck (1968), volksvertegenwoordiger, senator
- Didier van Eyll (1941), volksvertegenwoordiger
- Henri Van Eyken (1875-1949), Volksvertegenwoordiger
- Jos Van Eynde (1907-1992), volksvertegenwoordiger
- Edward Van Eyndonck (1880-1953), senator

### Van F
- Pierre Van Fleteren (1871-1938), senator

### Van G
- Freddy Van Gaever (1938-2017), senator
- Paul Vangansbeke (1930-2008), volksvertegenwoordiger
- Willy Van Gerven (1897-1969), senator
- Louis Van Geyt (1927-2016), volksvertegenwoordiger
- Patrick Van Gheluwe (1949), volksvertegenwoordiger
- Ernest Van Glabbeke (1868-1947), volksvertegenwoordiger
- Adolphe Van Glabbeke (1904-1959), volksvertegenwoordiger
- Joseph Van Goethem (1803-1894), volksvertegenwoordiger
- Frans Van Goey (1903-1971), volksvertegenwoordiger
- Gaëtan Van Goidsenhoven (1973), senator
- Jacques Van Gompel (1947), volksvertegenwoordiger
- Nik Van Gool (1962), volksvertegenwoordiger
- Camille Vangraefschepe (1902-1987), volksvertegenwoordiger, senator
- Paul Van Grembergen (1937-2016), volksvertegenwoordiger, senator
- Tom Van Grieken (1986), volksvertegenwoordiger
- Frans Vangronsveld (1921-2004), senator
- Bruno Van Grootenbrulle (1953), volksvertegenwoordiger
- Edmond Van Grootven (1807-1863), volksvertegenwoordiger

### Van H
- Maurits Van Haegendoren (1903-1994), senator
- Anne Van Haesendonck (1962), volksvertegenwoordiger
- Charles Van Halteren (1828-1895), senator
- Emiel Van Hamme (1900-1998), volksvertegenwoordiger, senator
- Joris Van Hauthem (1963-2015) volksvertegenwoordiger, senator
- Constantin Van Havre (1794-1855), senator
- Gustave Van Havre (1817-1892), senator
- Albert Van Hecke (1881-1957), volksvertegenwoordiger
- Frank Vanhecke (1959), senator
- Johan Van Hecke (1954), volksvertegenwoordiger, senator
- Stefaan Van Hecke (1973), volksvertegenwoordiger
- Marco Van Hees (1964), volksvertegenwoordiger
- Joseph Vanhellemont (1893-1951), volksvertegenwoordiger
- Maurits Van Hemelrijck (1901-1964), senator
- Guy Vanhengel (1958), volksvertegenwoordiger
- François Van Herck (1877-1945), senator
- Maurice Van Herreweghe (1923-1988), volksvertegenwoordiger
- Ann Vanheste (1969), volksvertegenwoordiger
- Josse Van Heupen (1913-1985), volksvertegenwoordiger, senator
- Alphonse Van Hoeck (1890-1957), volksvertegenwoordiger
- Paul Van Hoegaerden (1858-1922), volksvertegenwoordiger, senator
- Victor Van Hoestenberghe (1868-1960), senator
- Bernard Van Hoeylandt (1917-1986), senator
- Karel Van Hoeylandt (1872-1960), volksvertegenwoordiger
- Georges Vanhonsebrouck (1890-1972), senator
- Albert van Hoobrouck de Fiennes (1800-1871), volksvertegenwoordiger
- Eugène François van Hoobrouck de Mooreghem (1756-1843), volksvertegenwoordiger
- Eugène Marie van Hoobrouck de Mooreghem (1791-1856), senator
- Els Van Hoof (1969), volksvertegenwoordiger, senator
- Emile Van Hoorde (1835-1901), volksvertegenwoordiger, senator
- Emile Van Hoorebeke (1816-1864), volksvertegenwoordiger
- Karel Van Hoorebeke (1950), volksvertegenwoordiger
- Albert Van Hoorick (1915-2000), volksvertegenwoordiger
- Louis Van Hooveld (1876-1955), senator
- Luk Vanhorenbeek (1943-2014), volksvertegenwoordiger
- Jean Van Houtte (1907-1991), senator
- Maurice Vanhoutte (1934-2023), volksvertegenwoordiger, senator
- Eugène Van Huffel (1803-1859), volksvertegenwoordiger
- Pierre Van Humbeeck (1829-1890), volksvertegenwoordiger

### Van I
- Emiel Vanijlen (1931-2006), volksvertegenwoordiger
- Jean Van Impe (1877-1971), senator
- Jozef Van In (1905-1990), senator
- Guido Van In (1930-2020), senator
- Henri van Innis (1790-1864), volksvertegenwoordiger
- Philip Van Isacker (1884-1951), volksvertegenwoordiger
- Jean-Ignace Van Iseghem (1816-1882), volksvertegenwoordiger

### Van K
- Erik Vankeirsbilck (1935-2017), volksvertegenwoordiger
- Eduardus Van Kerckhoven (1874-1952), senator
- Oscar Van Kesbeeck (1886-1943), volksvertegenwoordiger
- Ingrid Van Kessel (1959), volksvertegenwoordiger, senator
- Patrik Vankrunkelsven (1957), senator

### Van L
- Jean Van Laerhoven (1879-1959), senator
- Liban Van Laeys (1899-1995), senator
- Auguste Van Landeghem (1862-1928), volksvertegenwoordiger
- Jean Van Langendonck (1868-1950), volksvertegenwoordiger
- Prosper Van Langendonck (1856-1935), volksvertegenwoordiger
- Dries Van Langenhove (1993), volksvertegenwoordiger
- Gustave van Leempoel de Nieuwmunster (1795-1877), senator
- Richard Van Leemputten (1916-1993), volksvertegenwoordiger
- Gilbert Vanleenhove (1947), volksvertegenwoordiger
- Aimé Van Lent (1927-2003), volksvertegenwoordiger
- Edmond Vanlerberghe (1844-1889), senator
- Myriam Vanlerberghe (1961), volksvertegenwoordiger, senator
- Herman Van Leynseele (1864-1940), volksvertegenwoordiger
- George Van Lidth de Jeude (1904-1988), volksvertegenwoordiger
- Tony Van Lindt (1925-2014), volksvertegenwoordiger
- Frans Van Loenhout (1898-1963), senator
- Reccino Van Lommel (1986), volksvertegenwoordiger
- Jef Van Looy (1947), volksvertegenwoordiger
- Karl Vanlouwe (1970), senator

### Van M
- Bart Van Malderen (1973), senator
- Charles Van Marcke de Lummen (1843-1928), volksvertegenwoordiger
- Dirk Van Mechelen (1957), volksvertegenwoordiger
- Frans Van Mechelen (1923-2000), volksvertegenwoordiger
- Pierre Van Meenen (1772-1858), volksvertegenwoordiger
- Félix Van Merris (1855-1918), volksvertegenwoordiger
- Jules Van Merris (1831-1899), volksvertegenwoordiger
- Jan Van Mierlo (1888-1977), senator
- Karel Van Miert (1942-2009), volksvertegenwoordiger
- Reinilde Van Moer (1956), volksvertegenwoordiger
- André Van Muysen (1782-1859), senator

### Van N
- Joseph Felix Van Naemen (1799-1862), senator
- Joseph Nicolas Van Naemen (1836-1917), volksvertegenwoordiger
- Ferdinand Van Nieuwenhove (1871-1929), volksvertegenwoordiger
- Louis Van Nieuwenhuyse (1799-1870), volksvertegenwoordiger
- Luk Van Nieuwenhuysen (1952), volksvertegenwoordiger
- André Van Nieuwkerke (1953), senator
- Flor Van Noppen (1956-2014), volksvertegenwoordiger

### Van O
- Leon Van Ockerhout (1829-1919), senator
- Jacques Van Offelen (1916-2006), volksvertegenwoordiger, senator
- Lode Vanoost (1953), volksvertegenwoordiger
- Lucien Vanopbroecke (1915-1978), senator
- Karel Leopold Van Opdenbosch (1867-1940), volksvertegenwoordiger
- Auguste Van Ormelingen (1870-1939), volksvertegenwoordiger, senator
- Edgard Van Oudenhove (1894-1960), senator
- André van Outryve d'Ydewalle (1873-1940), volksvertegenwoordiger
- Charles-Julien van Outryve d'Ydewalle (1840-1876), volksvertegenwoordiger
- Eugène-Edouard van Outryve d'Ydewalle (1830-1901), volksvertegenwoordiger
- Cyrille Van Overbergh (1866-1959), senator
- Jo Van Overberghe (1963), volksvertegenwoordiger
- Eugène Van Overloop (1847-1926), senator
- Isidore Van Overloop (1814-1878), volksvertegenwoordiger
- Karim Van Overmeire (1964), volksvertegenwoordiger, senator
- War van Overstraeten (1891-1981), volksvertegenwoordiger
- Serge Van Overtveldt (1959), volksvertegenwoordiger

### Van P
- Tony Van Parys (1951), volksvertegenwoordiger, senator
- Edgard Van Pé (1903-1981), senator
- Marc Van Peel (1949), volksvertegenwoordiger, senator
- Valerie Van Peel (1979), volksvertegenwoordiger
- Gitta Vanpeborgh (1967), volksvertegenwoordiger
- Leon Van Peborgh (1860-1921), senator
- Theophiel Van Peteghem (1879-1960), senator
- Daniël Vanpoucke (1948), volksvertegenwoordiger
- Jean Van Put (1844-1896), senator
- Vincent Van Quickenborne (1973), volksvertegenwoordiger, senator

### Van R
- Leo Van Raemdonck (1912-1971), senator
- Emile Van Reeth (1842-1923), volksvertegenwoordiger
- William Van Remoortel (1888-1965), volksvertegenwoordiger, senator
- Pierre van Remoortere de Naeyer (1779-1866), senator
- Willy Van Renterghem (1935), volksvertegenwoordiger
- Charles-Louis Van Renynghe (1803-1871), volksvertegenwoordiger
- Paul van Reynegom de Buzet (1860-1941), senator
- Iris Van Riet (1952), senator
- Jan Van Rijswijck (1853-1906), volksvertegenwoordiger
- Anja Vanrobaeys (1968), volksvertegenwoordiger
- Hugo Van Rompaey (1943), volksvertegenwoordiger, senator
- Robert Van Rompaey (1930-2003), volksvertegenwoordiger, senator
- Eric Van Rompuy (1949), volksvertegenwoordiger
- Herman Van Rompuy (1947), volksvertegenwoordiger, senator
- Peter Van Rompuy (1980), senator
- Joseph Van Roosbroeck (1872-1962), senator
- Paul Van Roosbroeck (1883-1954), senator
- Jean-Pierre Van Rossem (1945-2018), volksvertegenwoordiger, senator
- Jozef Van Royen (1898-1963), volksvertegenwoordiger

### Van S
- Thadée Van Saceghem (1767-1852), senator
- Victor Van Sande (1860-1914), volksvertegenwoordiger
- Jozef Van Santvoort (1885-1962), volksvertegenwoordiger
- Franciscus Van Schoor (1877-1937), senator
- Joseph Van Schoor (1806-1895), senator
- Pieter van Schuylenbergh (1872-1963), volksvertegenwoordiger
- Joris Van Severen (1894-1940), volksvertegenwoordiger
- Alberic Van Stappen (1875-1934), senator
- Gerda Van Steenberge (1965), volksvertegenwoordiger, senator
- Paul Van Steenberge (1884-1962), senator
- Emiel Vansteenkiste (1930-2009), volksvertegenwoordiger
- Franz Vansteenkiste (1935-2021), volksvertegenwoordiger
- Luc Vansteenkiste (1940-2019), volksvertegenwoordiger
- Roger Van Steenkiste (1931-1994), volksvertegenwoordiger
- Joris Vansteenland (1899-1972), volksvertegenwoordiger

### Van T
- Edgard Vanthilt (1909-1973), volksvertegenwoordigrer, senator
- Pierre Van Tieghem de ten Berghe (1804-1886), volksvertegenwoordiger
- Robert Van Trimpont (1917-1998), volksvertegenwoordiger

### Van V
- Etienne Van Vaerenbergh (1944), volksvertegenwoordiger
- Kristien Van Vaerenbergh (1978), volksvertegenwoordiger
- Louis Vanvelthoven (1938), volksvertegenwoordiger
- Peter Vanvelthoven (1962), volksvertegenwoordiger
- Edouard Van Vlaenderen (1868-1958), senator
- Guillaume Van Volxem (1791-1868), volksvertegenwoordiger
- Joseph Van Volxem (1820-1893), volksvertegenwoordiger
- Charles Van Vreckem (1837-1921), senator

### Van W - Van Z
- Maud Vanwalleghem (1988), senator
- Eugène Van Walleghem (1882-1964), volksvertegenwoordiger
- Hubert Van Wambeke (1929-2015), volksvertegenwoordiger, senator
- Victor Van Wambeke (1813-1896), volksvertegenwoordiger
- Eric van Weddingen (1948), volksvertegenwoordiger, senator
- Emmanuel Van Wetter (1849-1929), senator
- Jan Van Winghe (1913-1998), volksvertegenwoordiger
- Eugène Van Willigen (1827-1885), senator
- Charles Van Woumen (1800-1869), senator
- Paul van Zeeland (1893-1973), volksvertegenwoordiger
- Jean Van Zele (1846-1930), senator
- Guillaume van Zuylen (1838-1924), senator
- Joseph van Zuylen (1871-1962), senator

### Vas - Vey
- Yoeri Vastersavendts (1971), senator
- Albert Vaucamps (1837-1900), senator
- Maurice Vauthier (1860-1931), senator
- Hilde Vautmans (1972), volksvertegenwoordiger
- Valère Vautmans (1943-2007), volksvertegenwoordiger, senator
- Paul Vekemans (1855-1935), volksvertegenwoordiger
- Joseph Verachtert (1866-1941), volksvertegenwoordiger, senator
- Corneel Verbaanderd (1912-2006), volksvertegenwoordiger
- Maurice Verbaet (1883-1957), senator
- Aloïs Verbeke (1834-1914), senator
- Frans Verberckmoes (1931-2019), volksvertegenwoordiger, senator
- Jozef Verbert (1899-1954), senator
- Alfons Verbist (1888-1974), volksvertegenwoordiger, senator
- Octaaf Verboven (1912-1990), volksvertegenwoordiger, senator
- Arthur Verbrugge (1880-1965), senator
- Auguste Verbrugghen (1829-1901), senator
- Charles Verbrugghen (1823-1911), volksvertegenwoordiger
- Stefaan Vercamer (1961), volksvertegenwoordiger
- Jan Vercammen (1969), volksvertegenwoordiger
- Rudolf Vercammen (1880-1966), volksvertegenwoordiger, senator
- Jozef Vercauteren (1902-1981), volksvertegenwoordiger
- Edgar Vercruysse (1864-1922), senator
- Georges Vercruysse (1858-1929), senator
- Astère Vercruysse de Solart (1834-1921), volksvertegenwoordiger
- Angèle Verdin-Leenaers (1927-1999), senator
- Philibert Verdure (1857-1939), volksvertegenwoordiger
- Frans Verdussen (1783-1850), volksvertegenwoordiger
- Kris Verduyckt (1977), volksvertegenwoordiger
- Herman Verduyn (1919-1986), volksvertegenwoordiger
- Lode Vereeck (1965), senator
- Franz Vergauwen (1801-1881), volksvertegenwoordiger, senator
- Frédéric Vergauwen (1874-1919), volksvertegenwoordiger
- Jean Vergauwen (1799-1881), senator
- Herman Vergels (1887-1957), volksvertegenwoordiger
- Emile Vergeylen (1888-1974), senator
- Fons Vergote (1947-2017), volksvertegenwoordiger, senator
- Arthur Verhaegen (1847-1917), volksvertegenwoordiger
- Guido Verhaegen (1933), volksvertegenwoordiger, senator
- Joris Verhaegen (1921-1981), senator
- Pierre-Théodore Verhaegen (1796-1862), volksvertegenwoordiger
- Marianne Verhaert (1984), volksvertegenwoordiger
- Honoré Verhaest (1891-1963), senator
- Constant Verhaeghe de Naeyer (1809-1888), volksvertegenwoordiger, senator
- Marin Verhagen (1788-1849), volksvertegenwoordiger
- Camiel Verhamme (1894-1982), volksvertegenwoordiger
- Constant Verhasselt (1934-2022), senator
- Frans Verhelst (1954), volksvertegenwoordiger
- Kathleen Verhelst (1969), volksvertegenwoordiger
- Leopold Verhenne (1912-1995), volksvertegenwoordiger
- Servais Verherstraeten (1960), volksvertegenwoordiger
- Jan Verheyden (1806-1885), senator
- Jacques Verheyen (1855-1911), volksvertegenwoordiger
- Louis Verheyden (1875-1948), senator
- Suzette Verhoeven (1944-2016), volksvertegenwoordiger, senator
- Guy Verhofstadt (1953), volksvertegenwoordiger, senator
- Albert Verlackt (1914-1958), volksvertegenwoordiger
- Maria Verlackt-Gevaert (1916-1983), volksvertegenwoordiger
- Joseph Verlinden (1876-1927), volksvertegenwoordiger
- Albert Vermaere (1910-1993), volksvertegenwoordiger
- Jules Vermandele (1897-1984), senator
- Ghislain Vermassen (1950), senator
- Oscar Vermeersch (1867-1926), volksvertegenwoordiger
- Wouter Vermeersch (1984), volksvertegenwoordiger
- Charles Vermeire (1811-1874), volksvertegenwoordiger
- Victor Vermeire (1883-1961), senator
- Francis Vermeiren (1936), volksvertegenwoordiger, senator
- Adelin Vermer (1905-1977), volksvertegenwoordiger
- Benoni Vermeulen (1874-1942), senator
- Brecht Vermeulen (1969), volksvertegenwoordiger
- Sabine Vermeulen (1971), senator
- Wim Vermeulen (1936), volksvertegenwoordiger
- August Vermeylen (1872-1945), senator
- Pierre Vermeylen (1904-1991), senator
- Louis Vermoelen (1866-1950), volksvertegenwoordiger
- Jan Verniers (1928-2019), volksvertegenwoordiger
- Willy Vernimmen (1930-2005), volksvertegenwoordiger
- Eugeen Frans Verpoorten (1895-1956), volksvertegenwoordiger
- Wim Verreycken (1943), senator
- Hans Verreyt (1980), volksvertegenwoordiger
- Jan Verroken (1917-2020), volksvertegenwoordiger
- François Verrue-Lafrancq (1791-1862), volksvertegenwoordiger
- Karel Verschelden (1904-1984), senator
- Armand Versé (1897-1973), senator
- Julien Versieren (1898-1965), senator
- Geert Versnick (1956), volksvertegenwoordiger
- Armand Verspeeten (1910-2001), senator
- Adolphe Verspreeuwen (1846-1908), senator
- Jean Verstappen (1923-2015), senator
- Raf Versteele (1926-1994), senator
- Alphonse Versteylen (1859-1932), volksvertegenwoordiger
- Achiel Verstraete (1898-1980), senator
- Julien Verstraeten (1939), volksvertegenwoordiger
- Johan Verstreken (1964), senator
- Daan Vervaet (1934-1990), volksvertegenwoordiger
- Désiré Vervoort (1810-1886), volksvertegenwoordiger
- Inge Vervotte (1977), volksvertegenwoordiger
- Marc Verwilghen (1952), volksvertegenwoordiger, senator
- Pierre-Antoine Verwilghen (1796-1846), volksvertegenwoordiger
- Stanislas Verwilghen (1829-1907), volksvertegenwoordiger
- Laurent Veydt (1800-1877), volksvertegenwoordiger
- Tanguy Veys (1972), volksvertegenwoordiger

### Vi
- Albert Vicaire (1957), volksvertegenwoordiger
- Christiane Vienne (1951), volksvertegenwoordiger, senator
- Georges Vigneron (1880-1956), senator
- Victor Vilain (1861-1944), volksvertegenwoordiger
- Adrien Vilain XIIII (1861-1940), senator
- Alfred Vilain XIIII (1810-1886), senator
- Charles-Ghislain Vilain XIIII (1803-1878), volksvertegenwoordiger
- Charles Hippolyte Vilain XIIII (1796-1873)
- Georges Vilain XIIII (1866-1931), senator
- Philippe Vilain XIIII (1778-1856), senator
- Stanislas Vilain XIIII (1838-1926), senator
- Emile Vinck (1870-1950), senator
- Pierre Vinck (1904-1991), volksvertegenwoordiger
- Leo Vindevogel (1888-1945), volksvertegenwoordiger
- Maria Vindevoghel (1957), volksvertegenwoordiger
- Fernand Vinet (1899-1961), senator
- Jean Vinois (1896-1965), senator
- Maurice Violon (1902-1966), volksvertegenwoordiger
- Amedée Visart de Bocarmé (1835-1924), volksvertegenwoordiger
- Ferdinand Visart de Bocarmé (1788-1886), volksvertegenwoordiger
- Leon Visart de Bocarmé (1837-1900), volksvertegenwoordiger
- Jean-Jacques Viseur (1946), volksvertegenwoordiger
- Jean-Pierre Viseur (1942), volksvertegenwoordiger

### Vl - Vu
- Jean-François Vleminckx (1800-1876), volksvertegenwoordiger
- André Vlerick (1919-1990), senator
- Achille Vleurinck (1913-1959), volksvertegenwoordiger
- Mieke Vogels (1954), volksvertegenwoordiger, senator
- Vincent Volckaert (1872-1939), senator
- Herman Vos (1889-1952), volksvertegenwoordiger
- Pierre Vouloir (1861-1942), volksvertegenwoordiger
- Alfons Vranckx (1907-1979), volksvertegenwoordiger
- Alfred Vreven (1937-2000), volksvertegenwoordiger
- Raoul Vreven (1900-1979), volksvertegenwoordiger, senator
- Emile Vroome (1886-1971), volksvertegenwoordiger
- Hendrik Vuye (1962), volksvertegenwoordiger
- Ferdinand Vuylsteke (1805-1872), volksvertegenwoordiger
- Leon Vuylsteke (1905-1989), senator
- Louis Vuylsteke (1774-1854), volksvertegenwoordiger

## W
- Maurice Wacrenier (1879-1963), senator
- Herman Wagemans (1918-2006), volksvertegenwoordiger
- Auguste Wagener (1829-1896), volksvertegenwoordiger
- Jean-Paul Wahl (1955), senator
- Hugues Wailliez (1969), volksvertegenwoordiger
- Jacques Wala (1804-1872), volksvertegenwoordiger
- Jacques Wallaert (1790-1848), volksvertegenwoordiger
- Remi Wallays (1892-1971), senator
- Léon Walry (1946), volksvertegenwoordiger
- Aristide Walthéry (1854-1927), volksvertegenwoordiger
- Louis Waltniel (1925-2001), volksvertegenwoordiger, senator
- Auguste Wanderpepen (1814-1879), volksvertegenwoordiger
- Johannes Wannyn (1908-2007), volksvertegenwoordiger
- Thierry Warmoes (1964), volksvertegenwoordiger
- Julien Warnant (1835-1910), volksvertegenwoordiger
- Joseph Warnant (1840-1906), volksvertegenwoordiger
- Pierre Warnant (1905-1967), senator
- Arthur Warocqué (1835-1880), volksvertegenwoordiger
- Georges Warocqué (1860-1899), volksvertegenwoordiger
- Raoul Warocqué (1870-1917), volksvertegenwoordiger
- Véronique Waroux (1969), senator
- Valérie Warzée-Caverenne (1971), volksvertegenwoordiger
- Gustave Washer (1835-1912), volksvertegenwoordiger
- Armand Wasseige (1812-1882), volksvertegenwoordiger
- Armand Wasterlain (1878-1930), senator
- Kristof Waterschoot (1981), volksvertegenwoordiger
- Jacques Wathelet (1922-2003), senator
- Melchior Wathelet (1949), volksvertegenwoordiger
- Melchior Wathelet (1977), volksvertegenwoordiger
- Nicolas Watlet (1789-1868), volksvertegenwoordiger
- Joseph Watteeu (1811-1870), volksvertegenwoordiger
- Pierre Waucquez (1921-2008), senator
- Victor Waucquez (1874-1952), senator
- Florian Wautelet (1881-1929), senator
- Jean Wautelet (1797-1870), volksvertegenwoordiger
- Arthur Wauters (1890-1960), volksvertegenwoordiger, senator
- Joseph Wauters (1875-1929), volksvertegenwoordiger
- Joos Wauters (1950), volksvertegenwoordiger
- Michel Wauthier (1946-2012), volksvertegenwoordiger
- Emile Wauthy (1927-1999), volksvertegenwoordiger
- Paul Wauwermans (1861-1949), volksvertegenwoordiger
- Hugo Weckx (1935-2024), volksvertegenwoordiger, senator
- Jaak Wellens (1882-1966), volksvertegenwoordiger
- Emile Welter (1901-1976), volksvertegenwoordiger
- Joseph Wettinck (1852-1907), volksvertegenwoordiger
- Karel Weyler (1870-1935), senator
- Ben Weyts (1970), volksvertegenwoordiger, senator
- Johan Weyts (1939-2021), senator
- Edmond Whettnall (1843-1913), senator
- Joseph Wiard (1913-2004), senator
- Gisèle Wibaut (1913-1978), senator
- Prosper Wielemans (1850-1932), senator
- Samson Wiener (1851-1914), senator
- Lieve Wierinck (1957), volksvertegenwoordiger
- Pierre Wigny (1905-1986), volksvertegenwoordiger
- Frans Wijnen (1922-2016), volksvertegenwoordiger
- Evita Willaert (1981), volksvertegenwoordiger
- Magdeleine Willame-Boonen (1940-2021), senator
- Paul Wille (1949), senator
- Charles Willems (1907-1974), senator
- Edmond Willems (1831-1895), senator
- Ghisleen Willems (1933-2020), volksvertegenwoordiger
- Luc Willems (1964), volksvertegenwoordiger, senator
- Willem Willems (1878-1965), senator
- Edmond Willequet (1825-1905), volksvertegenwoordiger
- Jean-Pierre Willmar (1790-1858), volksvertegenwoordiger
- Freddy Willockx (1947-2024), volksvertegenwoordiger
- Georges Willocq (1887-1945), volksvertegenwoordiger
- Hilaire Willot (1912-1983), volksvertegenwoordiger
- Sophie Wilmès (1975), volksvertegenwoordiger
- Marc Wilmots (1969), senator
- Frank Wilrycx (1965), volksvertegenwoordiger
- Sébastien Winandy (1874-1939), volksvertegenwoordiger
- Roger Windels (1924-1996), senator
- Fabienne Winckel (1975), senator
- Jean Wincq (1899-1945), senator
- Grégoire Wincqz (1847-1915), volksvertegenwoordiger
- Pierre Wincqz (1811-1877), senator
- Xavier Winkel (1950), volksvertegenwoordiger
- René Wintgens (1906-1994), volksvertegenwoordiger
- Pieter Wirix (1919-1959), volksvertegenwoordiger
- Jean Wiser (1860-1942), senator
- Frans Wittemans (1872-1963), senator
- Antoon Wittevrongel (1884-1939), senator
- Jules Wittman (1839-1913), senator
- Charles Woeste (1837-1922), volksvertegenwoordiger
- Bert Wollants (1979), volksvertegenwoordiger
- Julius Wostyn (1899-1967), volksvertegenwoordiger, senator
- Edouard Wouters (1830-1876), volksvertegenwoordiger
- Leo Wouters (1902-1987), volksvertegenwoordiger
- Peter Wouters (1967), senator
- Veerle Wouters (1974), volksvertegenwoordiger
- Frans Wymeersch (1952), volksvertegenwoordiger
- Hubert Wyn (1904-1974), senator
- Jos Wijninckx (1931-2009), senator
- François-Jean Wyns de Raucourt (1779-1857), senator
- Gustave Wyns (1900-1964), volksvertegenwoordiger

## Y
- Maggy Yerna (1953), volksvertegenwoordiger
- Edmond Yernaux (1894-1977), senator
- Ayse Yigit (1972), senator
- Yvan Ylieff (1941), volksvertegenwoordiger
- Veli Yüksel (1971), volksvertegenwoordiger
- Henri Bernard Ysenbrant (1787-1853), senator

## Z
- Joseph Zaman (1812-1894), senator
- Laurence Zanchetta (1972), volksvertegenwoordiger
- Alain Zenner (1946), senator
- Léopold Zoude (1771-1853), volksvertegenwoordiger
- Olga Zrihen (1953), senator
- Louis Zurstrassen (1892-1971), senator